# Victor-Emmanuel III
Pour les articles homonymes, voir Victor-Emmanuel.
 (mai 2025).
Victor-Emmanuel III (en italien : Vittorio Emanuele III, Vittorio Emanuele Ferdinando Maria Gennaro di Savoia), né le 11 novembre 1869 à Naples (Italie) et mort le 28 décembre 1947 à Alexandrie (Égypte), est le roi d'Italie entre le 29 juillet 1900 et le 9 mai 1946.
Il est également empereur d’Éthiopie entre le 2 mai 1936 et le 5 mai 1941, premier maréchal d'Empire à partir du 2 avril 1938 et roi d'Albanie entre le 16 avril 1939 et le 3 septembre 1943. Il abdique le 9 mai 1946 et est remplacé par son fils Humbert II peu avant la naissance de la République italienne. Il est le fils d'Humbert Ier et de Marguerite de Savoie. À sa naissance, il reçoit le titre de prince de Naples : comme son dernier prénom, Gennaro, qui renvoie au saint protecteur de Naples, ce titre est destiné à souligner l'intégration dynastique des provinces méridionales, moins de dix ans après l'absorption de l'ex-royaume des Deux-Siciles dans le nouveau royaume d'Italie.
Son règne de 45 ans voit, outre les deux guerres mondiales, l'introduction du suffrage universel masculin (1912) et féminin (1945), les premières formes de protection sociale, le déclin et l'effondrement de l'État libéral (1900-1922), la naissance et l'effondrement de l'Italie fasciste (1925-1943), la résolution de la question romaine (1929), l'intégration de plusieurs terres jusque là « irrédentes » du Nord-Est et des conquêtes coloniales (Dodécanèse, Libye). Victor-Emmanuel III meurt en Égypte un peu plus d'un an et demi après la fin du royaume d'Italie.
À la suite de la victoire de la Première Guerre mondiale, il est appelé le « Roi soldat ».
Il ne s'oppose ni à l'affirmation du fascisme, ni à la promulgation des lois raciales, ni aux guerres coloniales, ni à l'entrée en guerre de l'Italie dès le début de la Seconde Guerre mondiale. Par son aspect précipité, sa fuite de Rome vers Brindisi après l'armistice de 1943 est perçue très négativement, laissant à la population comme à l'armée un sentiment d'abandon. En 1946, il tente de sauver la monarchie en abdiquant en faveur de son fils Humbert II. En Italie, 409 noms de lieux lui sont dédiés.

## Biographie

### Jeunesse et formation

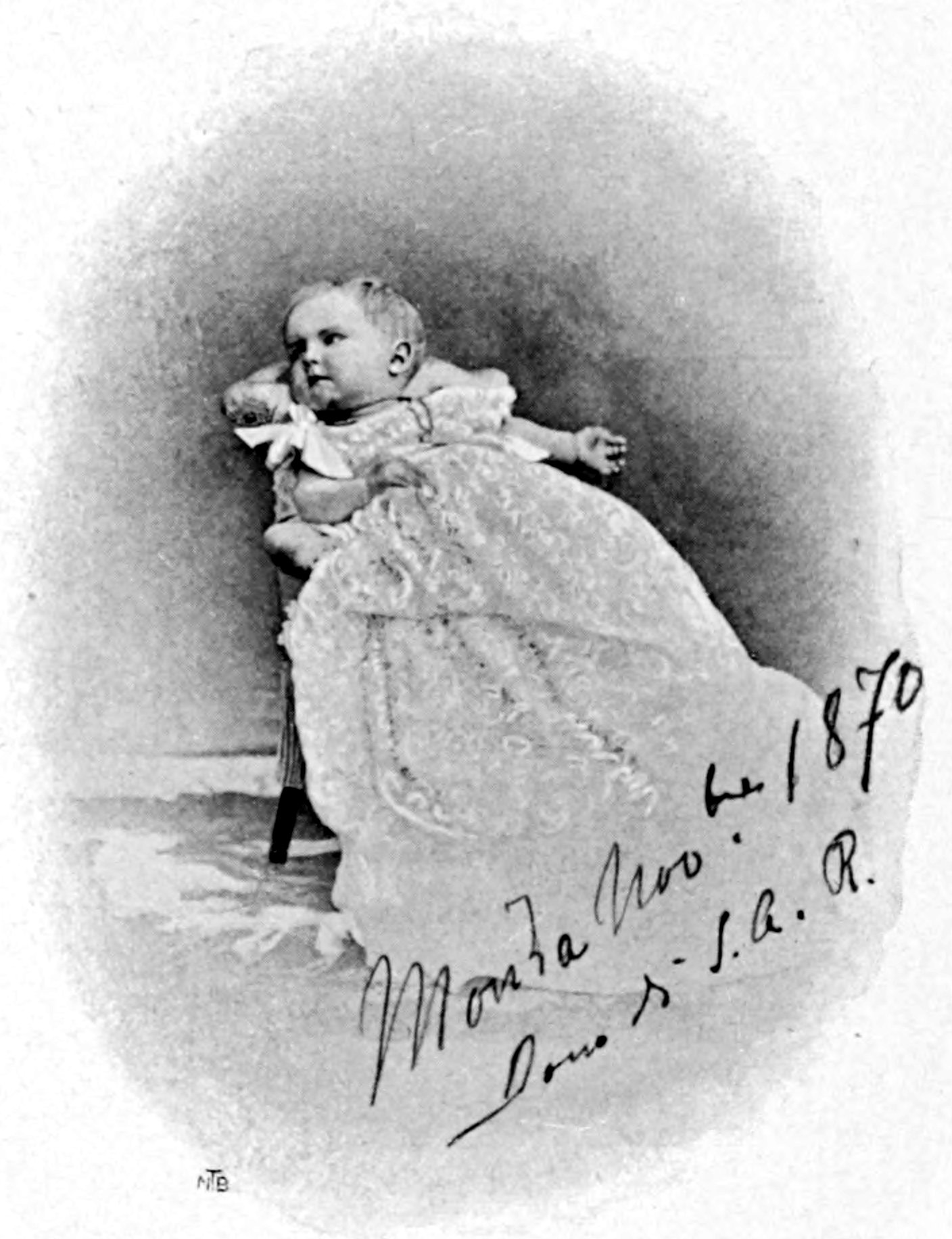
Victor-Emmanuel, à l'époque de son premier anniversaire à Monza, novembre 1870.

Victor-Emmanuel Ferdinand Marie Gennaro de Savoie, fils d'Humbert Ier et de Marguerite de Savoie, naît le 11 novembre 1869 à Naples, lieu choisi à dessein avec l'objectif de renforcer le sentiment d'appartenance des provinces du Sud au jeune royaume d'Italie alors que l'ex-roi des Deux-Siciles, François II, conteste toujours son éviction depuis son exil romain. La grossesse n'est pas facile, Marguerite manque de perdre l'enfant.
De santé plutôt fragile et de petite taille,Victor-Emmanuel grandit, dépourvu de l'affection de ses parents qui ne s'entendent pas. À douze ans, ils le confient aux soins du colonel Egidio Osio (it), lequel avait été attaché militaire de l'ambassade italienne à Berlin. Homme très dur, impérieux et habitué aux ordres, celui-ci donne au prince une éducation sur le modèle prussien du roi aux armées. Il semble qu'à peine installé, il aurait dit à son élève : « On rappelle au fils d'un roi, comme au fils d'un cordonnier, combien quand il est un âne il est un âne. » Certains précepteurs disent que la sévérité d'Osio a des effets nuisibles sur le caractère du futur souverain, le rendant encore plus anxieux et introverti.

#### Premières années et éducation

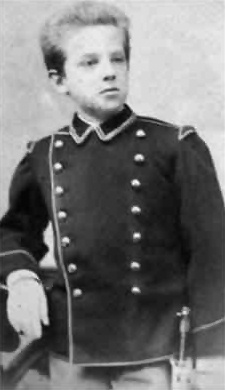
Victor-Emmanuel III en 1884 en uniforme de l'école militaire de la Nunziatella.

Victor-Emmanuel apprécie William Shakespeare, parle quatre langues, dont le piémontais et le napolitain, mais il n'aime ni aller au théâtre ni aux concerts. Il a une éducation soignée qu'il complète par de longs voyages à l'étranger. Elle comprend, entre autres, la fréquentation de la prestigieuse École militaire Nunziatella de Naples (1881-1884), puis l'École militaire de Modène (1884-1886) et enfin l'École de guerre (1886-1889) où il obtient le grade de sous-lieutenant d'infanterie en 1886. Élevé au rang royal, il prend l'habitude de fréquenter les séances d'inauguration de l'Académie des Lyncéens ainsi que d'autres associations d’intérêt scientifique. Parmi toutes ses passions, dans le milieu culturel, émergent entre autres la numismatique, l’histoire et la géographie : sa connaissance dans ces domaines est reconnue à de hauts niveaux, jusque hors du royaume (il écrit un traité sur la monnaie italienne, le Corpus Nummorum Italicorum). À plusieurs occasions, Victor-Emmanuel est appelé, en vertu de sa connaissance dans le secteur géographique, comme médiateur dans les traités de paix et les disputes de frontières. Il est appelé comme arbitre pour la dispute territoriale de l'île de Clipperton, entre la France et le Mexique. En 1887, à l'âge de dix-huit ans, sous la protection d'Osio, Victor-Emmanuel III fait un long voyage en Égypte.

#### Le prince militaire

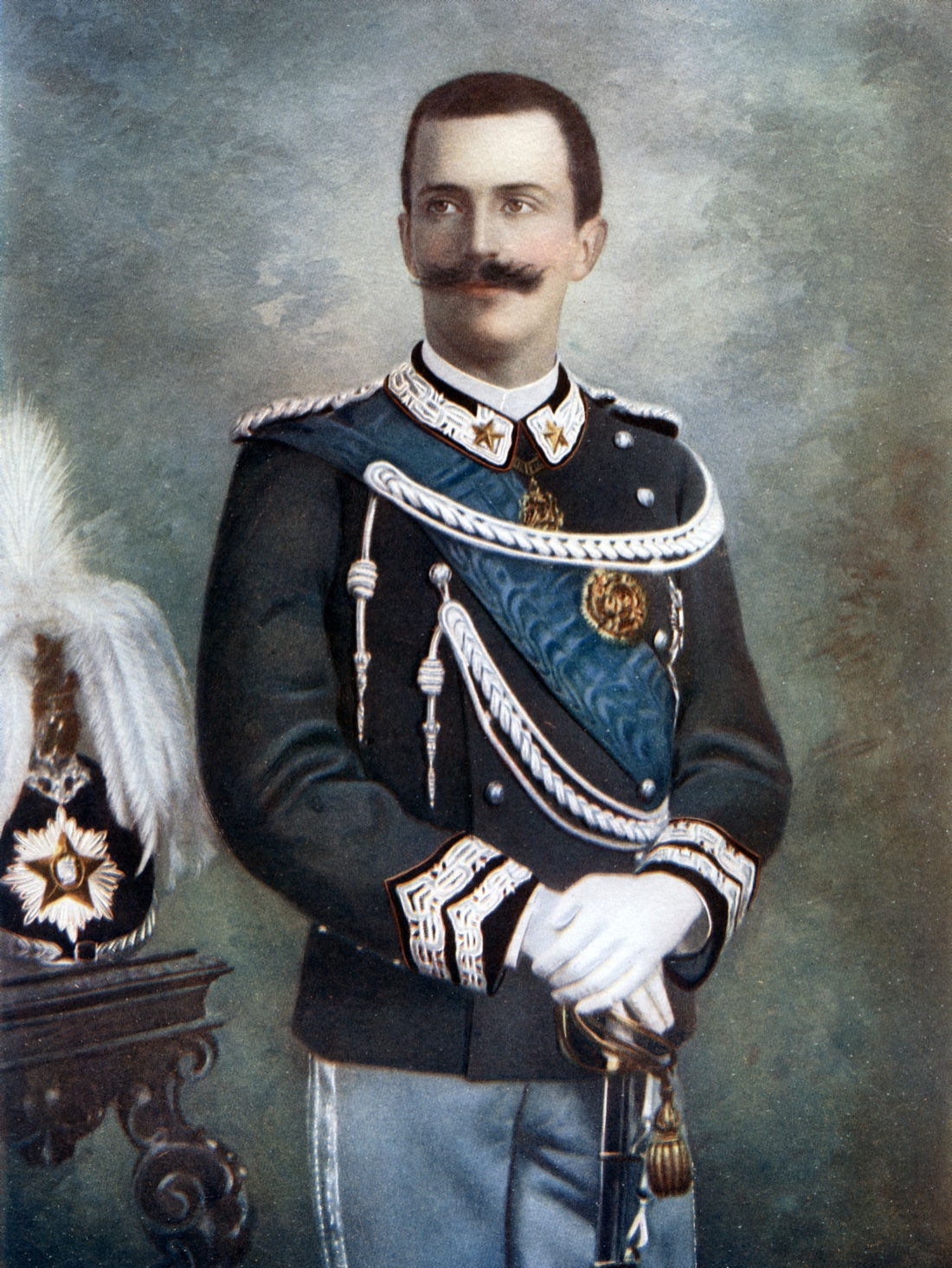
Photographie du prince de Naples, 1895.

À l'âge de vingt ans, Victor-Emmanuel commence une rapide carrière militaire. Pour le former au commandement, il est assigné au premier régiment d'infanterie « Roi » de Naples, où il reste pendant cinq ans (1889-1894). Tout d'abord, en 1889, major d'infanterie, il devient colonel en 1890. Devenu majeur, et ayant le même grade que son précepteur, il prend congé du colonel Osio, avec lequel il maintient toutefois une correspondance presque journalière. Il obtient un avancement rapide comme général-major en 1892, puis lieutenant-général en 1894. Il est commandant de la division de Florence entre 1894 et 1897, puis commandant du 10e corps d'armée à Naples de 1897 à 1900. À Naples, il noue une amitié avec le prince Nicolas Brancaccio, qui réussit à vaincre la timidité du jeune Victor-Emmanuel, en l'initiant à la vie nocturne napolitaine faite de théâtre peu « respectable » et en logeant des actrices.
Cette période napolitaine est peut-être la plus heureuse de la vie du jeune prince : il apprend à parler couramment le napolitain. Il a plusieurs amantes, dont la baronne Marie Barracco (dont il aurait eu une fille), même si sa préférence va vers les actrices et ballerines. Dans sa fonction de commandement, il montre une rigidité confinant à la maniaquerie. Comme il l'écrit dans ses lettres à Osio, cela en fait une vraie bête noire pour ses subordonnés: « Mon peloton d’élèves officiers a atteint le nombre de 104 élèves ; rapidement, ils furent 103 parce que j'en ai chassé un pour avoir volé un compagnon. Je suis convaincu de la nécessité de leur faire peur à leurs débuts. » Victor-Emmanuel présente des capacités d'officier et se montre pointilleux, bon connaisseur des matières militaires.
Nommé général, il est critique envers la campagne d'Afrique entre 1895 et 1896. Il se moque aussi du général Joseph Ottolenghi de Sabbioneta, plus tatillon encore que lui et qui ne perd pas une occasion de faire un exemple sur des manques éventuels de forme. Victor-Emmanuel l'affuble de surnoms comme « Joseph l'Hébreu » ou « Pauvre Macchabée » marquant son dédain envers son supérieur par des allusions bibliques qui n'ont pas forcément de portée antisémite. Il entre aussi en conflit avec un colonel du dixième régiment des Bersagliers. Cette défiance réciproque avec Luigi Cadorna dure toute leur vie, avec de réelles conséquences vingt ans plus tard, durant la Grande Guerre.

### Mariage

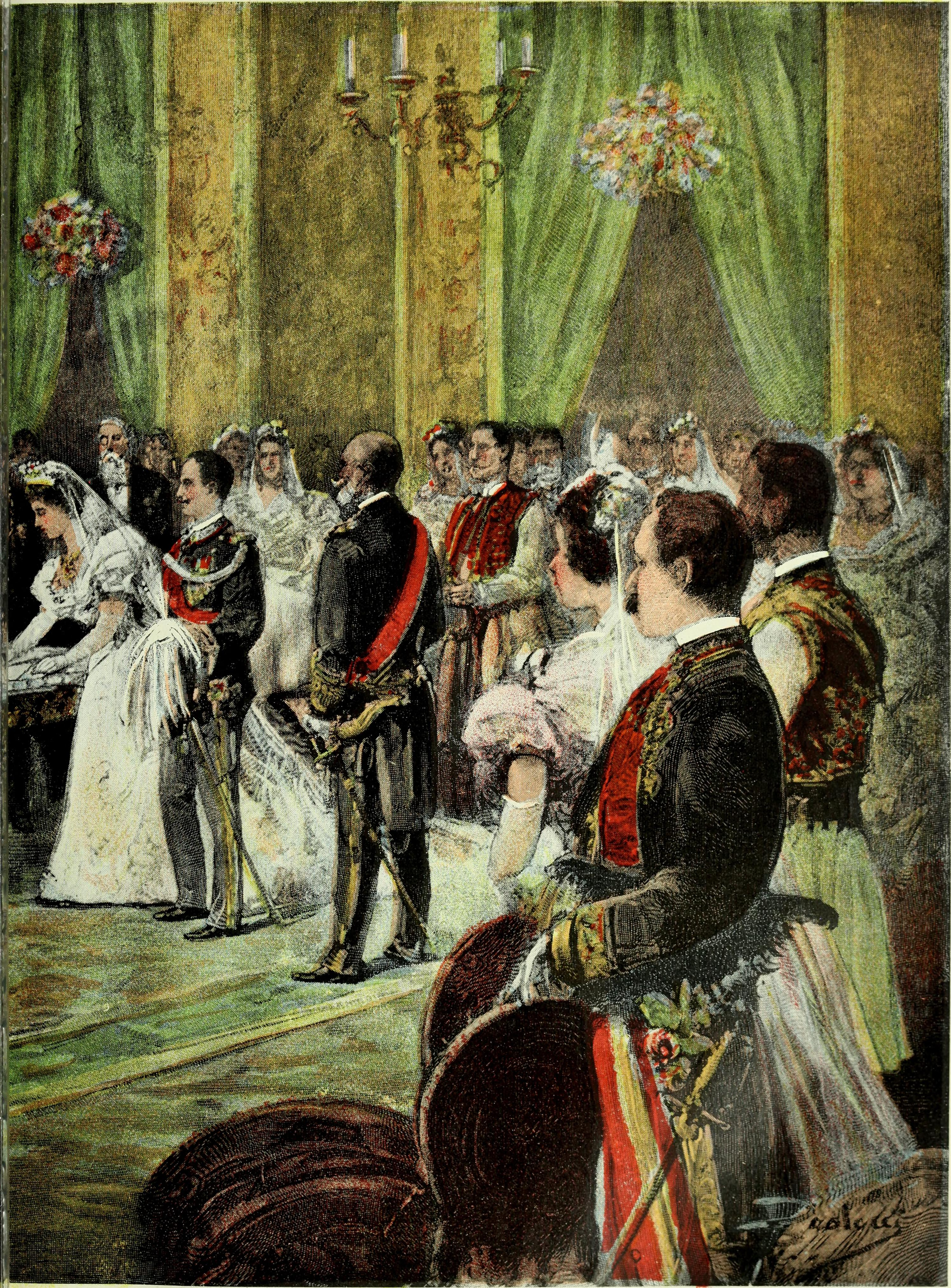
Mariage de Victor-Emmanuel et d'Hélène de Monténégro.

Il interrompt sa vie de caserne par des voyages qui achèvent sa formation. Après ses débuts pénibles en société, et à partir de 1888 ses premières aventures galantes, il est confronté à l'inévitable planification par la cour d'un mariage. (assistée notamment par Francesco Crispi). Face aux résistances du prince, on s'en abstient jusqu'en 1894. On cherche, cependant, une princesse utile à la diplomatie à l'italienne. Le choix tombe sur Hélène de Monténégro, âgée de vingt-trois ans, pas très gracieuse, mais aux traits doux et gentils. À l'insu de Victor-Emmanuel, on favorise les occasions de rencontre et, grâce à leurs caractères proches, ils s'entendent rapidement. Les accords entre les maisons seront simples et les fiançailles brèves. Hélène de Monténégro abjure le credo orthodoxe et, le 24 octobre 1896, on célèbre les noces. Suivent des années heureuses pour Victor-Emmanuel. Le couple partage une affection sincère et une vie réservée et presque frugale. Leurs passions communes sont la photographie, la pêche, la vie à la campagne et les voyages en mer. Les enfants arrivent tard mais nombreux : Yolande Marguerite en 1901, Mafalda en 1902, Humbert  en 1904, Jeanne en 1907 et Marie Françoise en 1914. Durant ces années, Victor-Emmanuel pense à renoncer au trône en faveur d'une carrière académique.

### Accession au trône
Le roi Humbert est assassiné le 29 juillet 1900. Au moment de cet attentat, Victor-Emmanuel et Hélène sont en croisière en Grèce à bord de leur yacht Yela. Ils rejoignent Reggio de Calabre puis Monza. Victor-Emmanuel, désormais souverain, commence à « se consacrer à chaque emploi de roi », aux institutions et à la monarchie. Giuseppe Saracco, président du Conseil des ministres, est à peine sorti de la chambre ardente du roi défunt que Victor-Emmanuel le convoque dans son bureau. Sans lui donner le temps de présenter ses condoléances, le nouveau roi montre les papiers qui s'amoncellent sur sa table, les décrets sur lesquels son père n'a pas eu le temps de se pencher, mais qui, selon lui, sont peu en accord avec la Constitution. Giuseppe Saracco répond que la valeur de la Constitution n'est pas de la compétence du roi, qui doit se limiter à signer comme il l'a fait depuis toujours. Le jeune roi répond « le roi veut signer ses erreurs, éventuellement, non celles des autres ». Saracco qui, en outre, passe pour un grand expert du droit, se sent offensé et offre séance tenante sa démission. Le prince fait semblant de ne pas écouter, mais insiste pour que les décrets lui soient donnés en lecture avant toute signature. Après quoi, il explique au président comment il conçoit ses devoirs et ceux des autres : « Je n'ai pas la prétention de remédier avec la force du soleil aux difficultés présentes. Mais je suis convaincu que ces choses ont une unique cause. En Italie, peu de personnes accomplissent exactement leur devoir : il y a trop de mollesse et de relâchement. Il faut que chacun, sans exception, observe exactement ses devoirs ; je servirai d'exemple, en remplissant tous mes devoirs. Les ministres m'aideront, en ne caressant pas de vaines illusions, en ne promettant pas plus que je sois certain de pouvoir tenir. »
Le 2 août 1900, quelques jours après le régicide, dans son premier discours à la nation, le nouveau roi expose les fondements de sa vision politique.

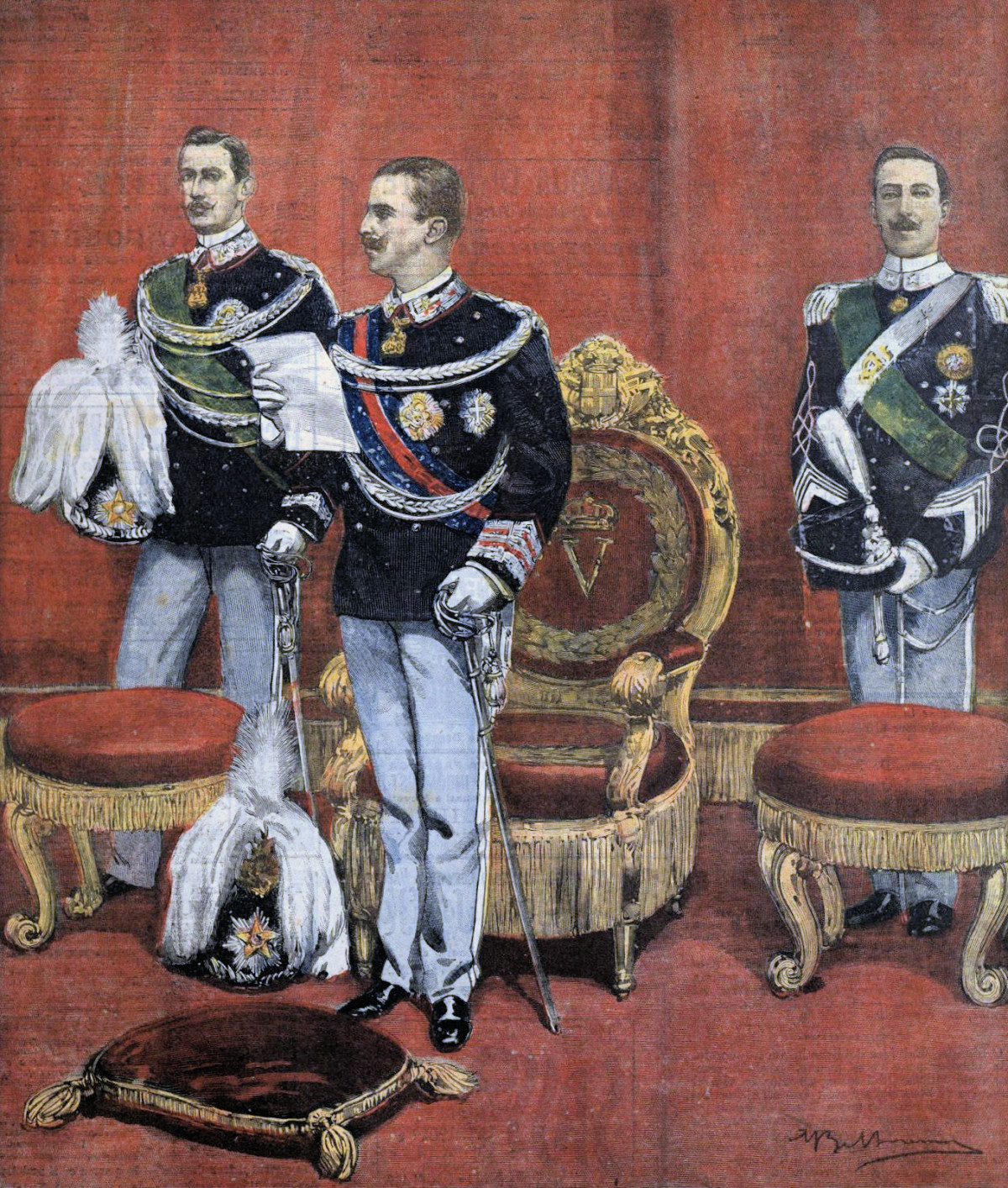
Prestation de serment de Victor-Emmanuel III au Sénat, le 11 août 1900, par Achille Beltrame.

Le 11 août, il jure fidélité au statuts dans la salle du Sénat, devant le président Giuseppe Saracco et les deux chambres du Parlement présentes à ses côtés. Dans son discours, écrit de sa main, le nouveau roi expose une politique conciliante et parlementaire :

« Monarchie et Parlement procèdent solidairement dans cette œuvre salutaire »

— Victor-Emmanuel III, Discours à l’occasion de sa prestation de serment, le 11 août 1900
Après le couronnement, le nouveau roi commande à Guido Cirilli (it) le projet et la construction d'une chapelle commémorative pour son père assassiné. Pour cela, il fait détruire le siège de la Società Ginnastica Monzese Forti et Liberi di Monza et le fait reconstruire de l'autre côte du boulevard Cesare Battisti de Monza.
Enfin, la réconciliation nationale veut que le souverain prenne acte avec le décret du royaume no 366 du 11 novembre 1900, dans lequel le roi accorde l'amnistie pour les délits de presse et pour ceux contre la liberté de travail, et remet la moitié des peines infligées pour les mouvements populaires de 1898. En 1901, est imprimée la première série de timbres qui inaugure les impressions philatéliques de son royaume, comme la série dite « Floreale », qui inspirera le nouveau style dit Liberty, italianisé en Floreale.

#### Politique extérieure: entre Triplice et nouveaux accords

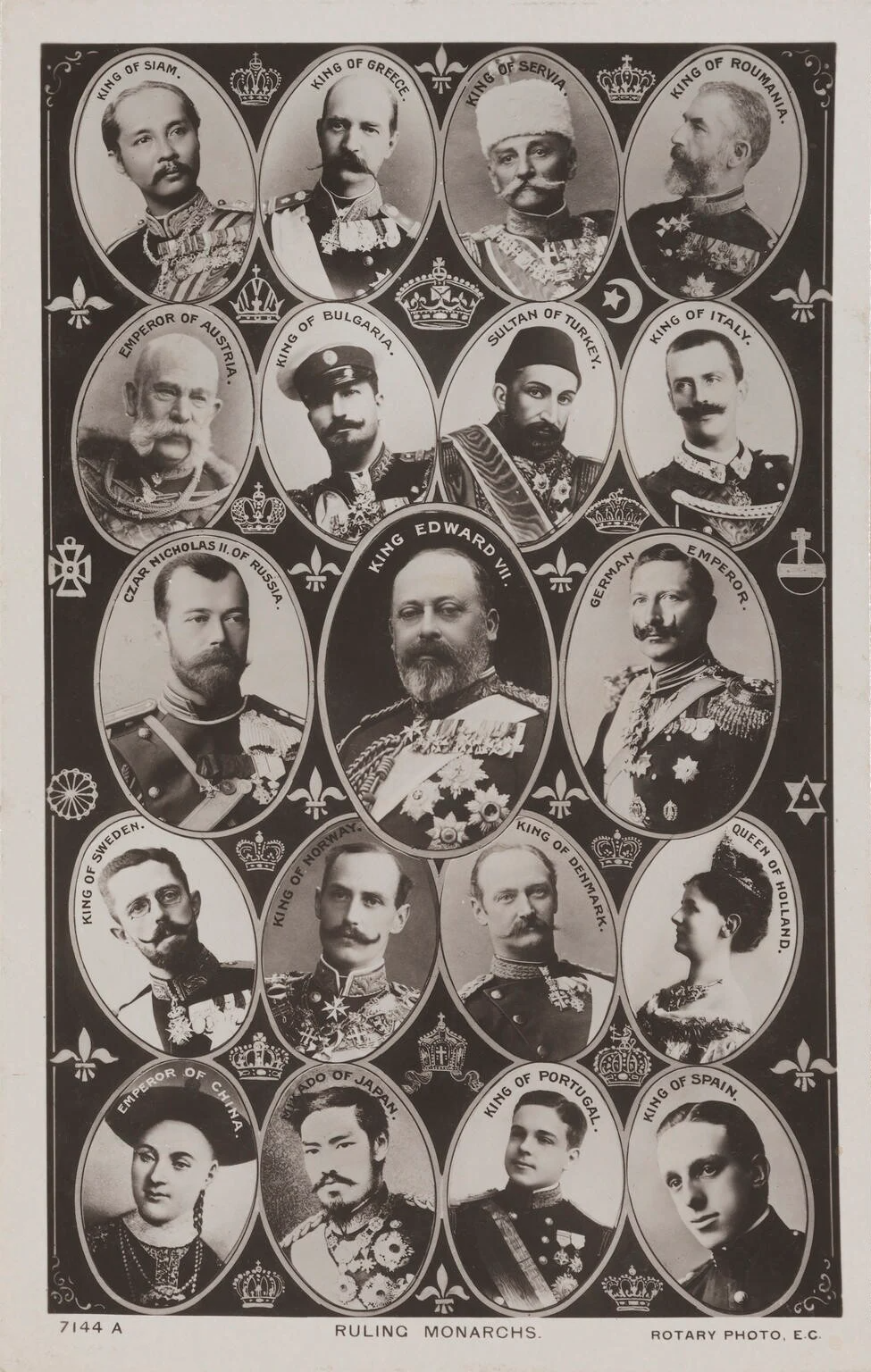
Carte postale des monarques régnants, prise en 1908 entre février (accession au trône du roi Manuel II de Portugal) et novembre (mort de l’empereur Guangxu). Elle peut être datée encore plus précisément entre le 5 octobre et le 14 novembre, puisque Ferdinand Ier de Bulgarie n'a pas été proclamé « roi » (comme indiqué) avant le 5 octobre. Victor-Emmanuel est présent

Selon la tradition savoyarde et dans le respect des prérogatives du statut, Victor-Emmanuel III exerce une action considérable dans le domaine de la politique étrangère et aux armées. Perçu par de nombreux observateurs comme hostile à la Triplice, il se maintient toutefois officiellement dans son sillon, tout en soutenant le rapprochement avec les puissances contre lesquelles elle a potentiellement été construite : la Russie qui entrave les projets d'expansion autrichienne et la France dont les Allemands craignent le désir de revanche.

##### Rapprochement avec la France

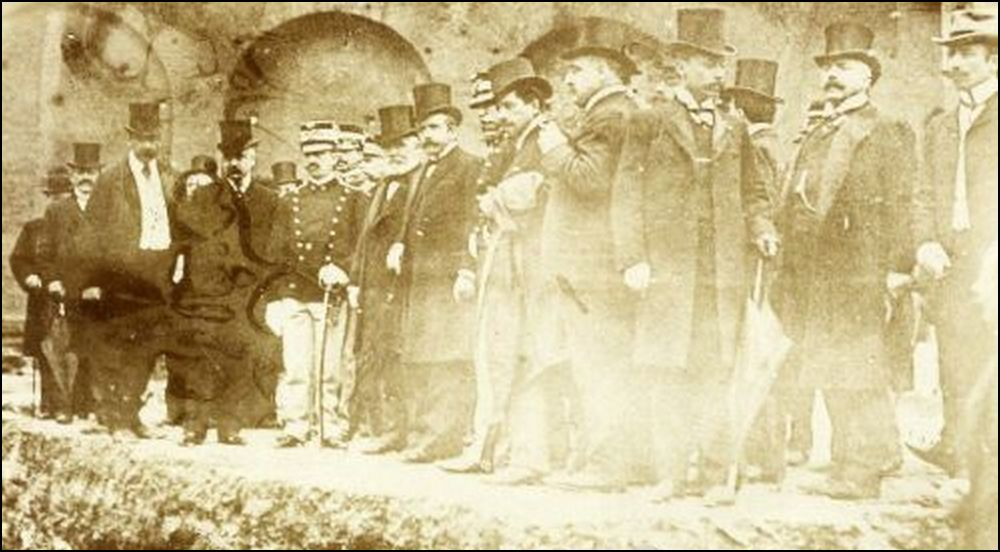
Victor-Emmanuel III et le président Loubet, 1904

La normalisation des rapports avec la République française a commencé quelques années avant l'accession au trône de Victor-Emmanuel, avec la signature des trois conventions entre l'Italie et la Tunisie le 30 septembre 1896 et ensuite avec l'accord commercial franco-italien le 21 novembre 1898, qui met fin à la guerre douanière entre les deux puissances. En décembre 1900, avec la conclusion d'un accord entre Victor-Emmanuel et Emilio Visconti Venosta d'une part, et Camille Barrère d'aute part, le gouvernement obtient une première reconnaissance française de son intérêt pour la Cyrénaïque tripolitaine. L'accord a pour effet de vider la Triple Alliance d'une partie de son contenu, lié au contraste franco-italien en Méditerranée.
L'accord est renforcé en juillet 1902 par les accords  Prinetti-Barrère qui engagent les deux puissances à rester neutres en cas d'agression par d'autres puissances. Le rapprochement franco-italien est scellé par le voyage à Paris de Victor-Emmanuel, qui reçoit la Légion d'honneur, remise par le président Émile Loubet, en octobre 1903, lequel se rend réciproquement à Rome en 1904. La politique extérieure italienne conçoit ainsi une division entre les « blocs de puissances » moins rigide que celle qui a conduit à la déflagration du conflit mondial. Ce contexte, explique, lors de la Conférence d'Algésiras au Maroc en 1906,  la position du représentant italien, Visconti Venosta, désigné pour ne pas appuyer l'Allemagne de Guillaume II.

##### Russie et Balkans

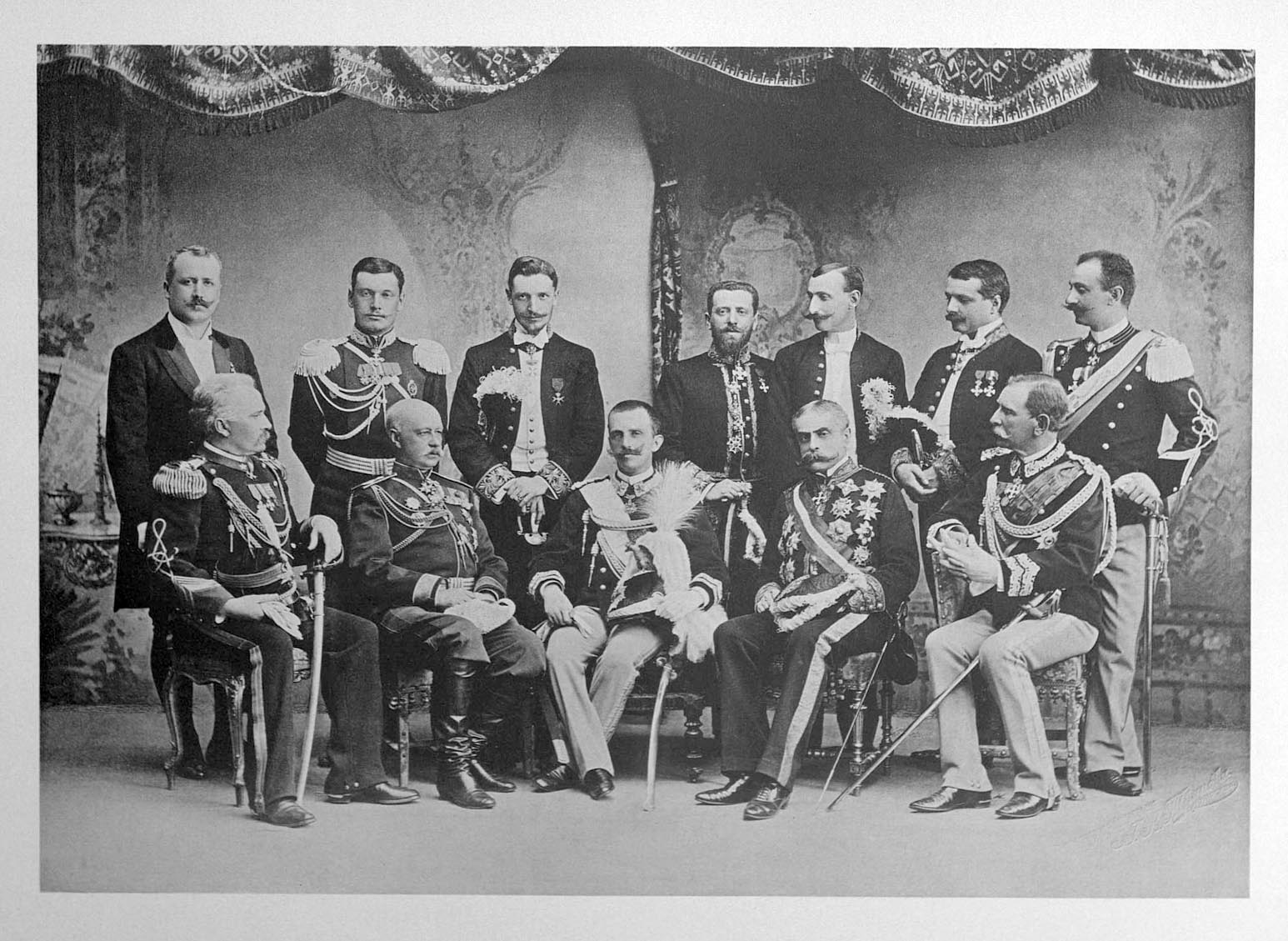
Ambassade italienne, avec le prince de Naples au centre, pour le couronnement du tsar Nicolas II

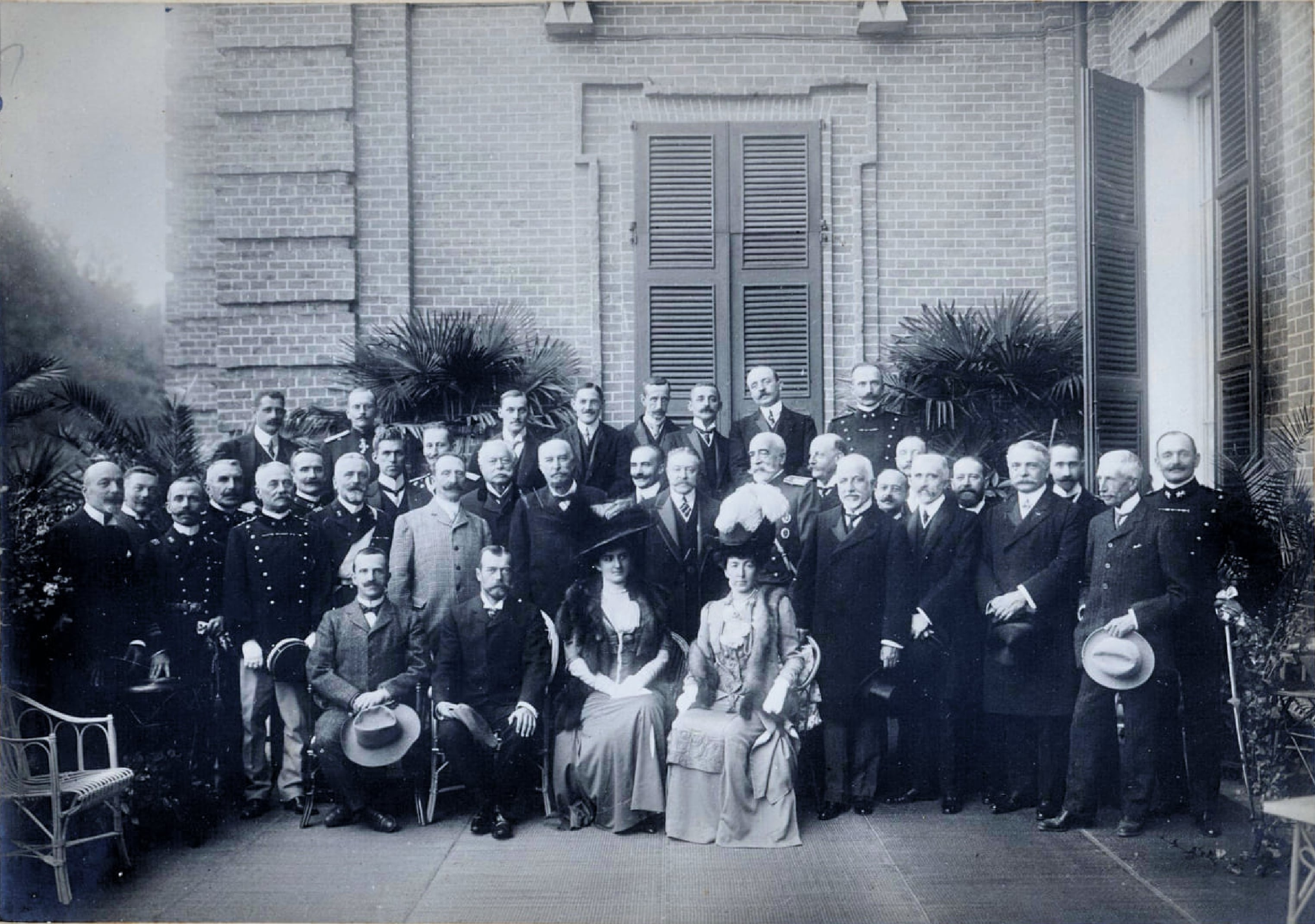
Victor-Emmanuel III et le tsar Nicolas II à Racconigi en 1909. Au second rang, à gauche de Nicolas II, on reconnait le président du Conseil Giovanni Giolitti, 1909

L'établissement de bons rapports avec la Russie, dont la manifestation la plus évidente de rapprochement a été, à l'époque d'Humbert, le mariage de Victor-Emmanuel avec Hélène de Monténégro, pays des Balkans proche de la Russie, est le complément nécessaire des lignes directrices de la politique extérieure dans la région balkanique. Le statu quo dans lequel la Triple Entente s'engage, au moins formellement, à se maintenir, est menacé par la crise sans fin de l'Empire ottoman et par les appétits concurrents autrichiens et russes, parmi lesquels l'Italie souhaite s'insérer en cherchant à limiter les tentatives d'alliance des Habsbourg, vouées à changer la situation à son avantage, en violation de l'article VIII du traité. L'Italie regarde vers les Balkans, comme étant une zone d'influence économique potentielle. Devant les visées expansionnistes de la Serbie, Victor-Emmanuel se fait médiateur pour la création d'un état tampon, qui interdirait à Pierre Ier le blocage de l'Albanie sur l'Adriatique. Le comportement autrichien, qui en 1908 a annexé sans préavis la Bosnie-Herzégovine, suscitant des fortes protestations des parties serbe et russe, outre la partie italienne, amène le gouvernement italien à passer accord avec la Russie. Le 24 octobre 1909, est signé entre les deux puissances le traité de Racconigi qui, pour la partie russe, met fin à la politique des accords exclusifs avec l'Autriche sur les Balkans, pour lesquels on présente l'actualisation du principe de nationalité et une action diplomatique commune des deux puissances. Dans le même sens, en outre, la Russie reconnaît l’intérêt italien pour la Cyrénaïque tripolitaine.

##### Arbitrages internationaux

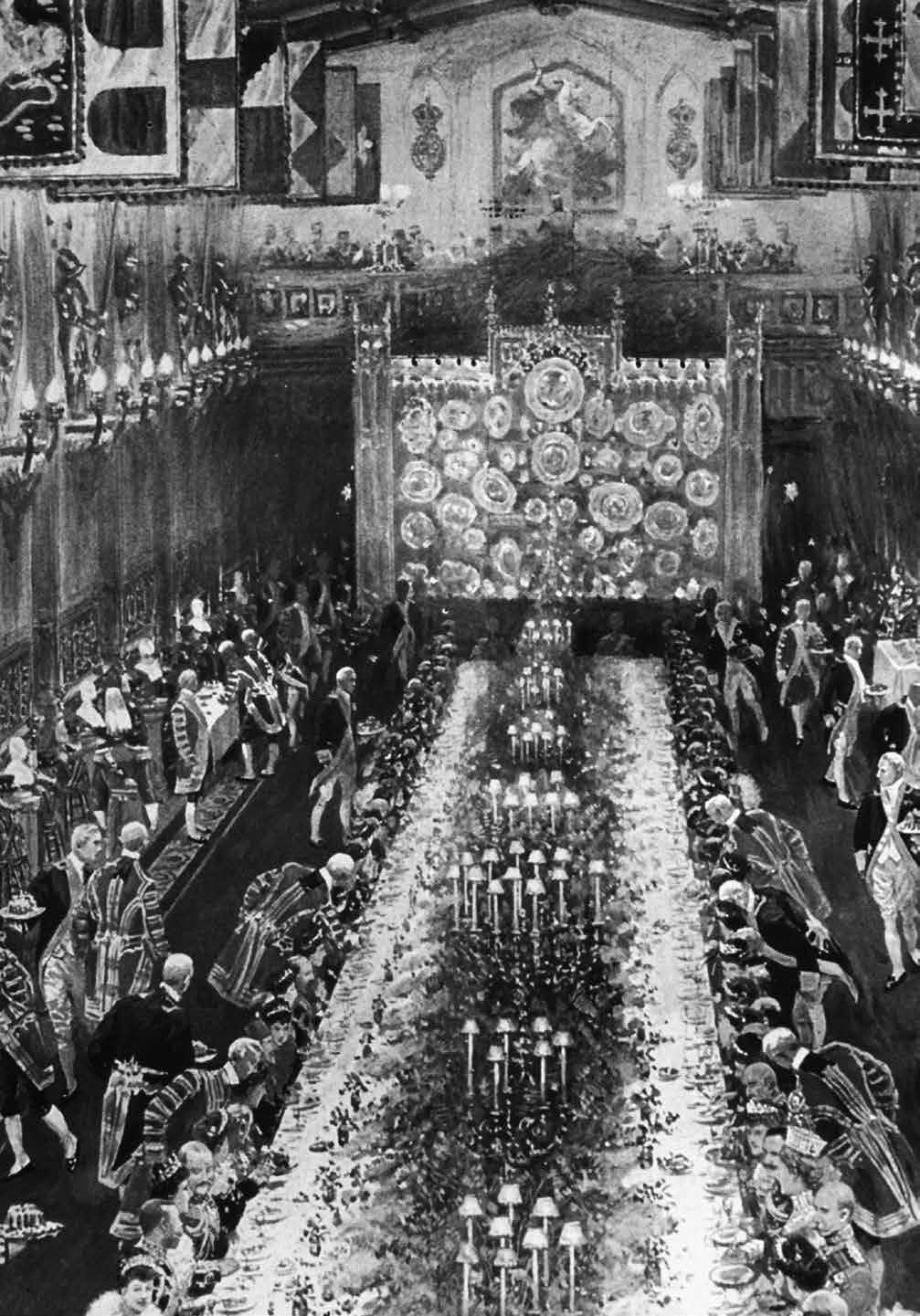
Banquet d’État donné par le roi Édouard VII au roi Victor-Emmanuel III et à la reine Hélène au château de Windsor le 18 novembre 1903

Les bons rapports traditionnels avec le Royaume-Uni et l'estime dans le contexte international du roi d'Italie sont confirmés par le choix de Victor-Emmanuel comme arbitre pour stabiliser les frontières entre le Brésil et la Guyane britannique en 1903-1904 et pour les frontières du Barotseland entre le Portugal et la Grande-Bretagne en 1905. La France et le Mexique ont aussi recours en 1909 à l'arbitrage de Victor-Emmanuel III pour définir la possession de l'île de Clipperton.

#### Institution internationale pour l'agriculture
« Un tel Institut, organe de solidarité entre tous les agriculteurs est donc un élément puissant de paix »

— Victor-Emmanuel III, Message à Giolitti, 1905
Systématiquement, avec sa propre pensée humanitaire, en 1905, accueillant la proposition de David Lubin , Victor-Emmanuel III fait personnellement la promotion au niveau international de la fondation de l'Institut international d'agriculture, qui, par la suite, évoluera dans l'après-deuxième guerre mondiale vers la FAO, avec pour objectif d'éliminer la faim dans le monde.
L'organisme est financé au préalable à travers les contributions des États adhérents, d'un minimum de 12 500 lires jusqu’à un maximum de 200 000 lires. Victor-Emmanuel III, qui a l'habitude de soutenir beaucoup d'institutions scientifiques et caritatives avec ses propres deniers, participe avec la somme annuelle de 300 000 lires, à quoi s'ajoute le loyer de l'immeuble devant servir de siège à l'institution.

#### Politique intérieure: ouverture à gauche et paix sociale
« Il convient maintenant de poursuivre, avec une détermination prudente, sur la stratégie que la justice sociale recommande […] au regard des classes ouvrières. Ils sont heureux d’amener à la civilisation nouvelle l’honneur du travail, le contraire des compensations équitables, de la protection prémonitoire, l’élévation du sort des oubliés de la fortune. Si le gouvernement et le Parlement assurent, tout aussi rapidement, les droits de toutes les classes, ils font des mémorandums de justice et de paix sociale. »

— Disccorso della Corona, 20 février 1902

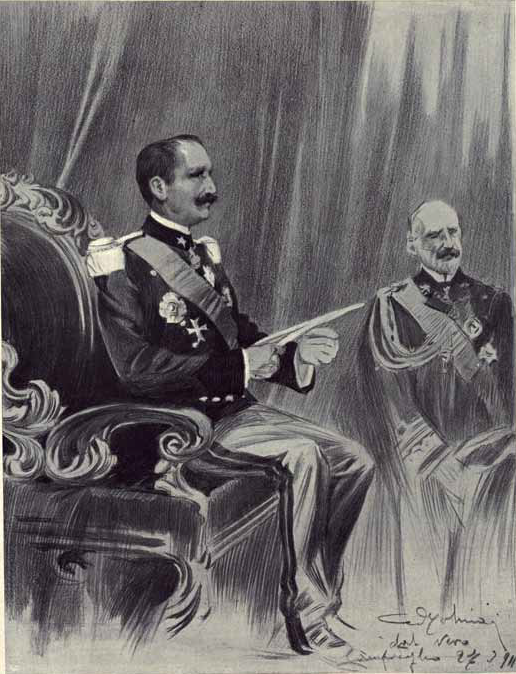
Victor-Emmanuel III lit un discours au Capitole à l'occasion du Cinquantième Anniversaire de l'unité italienne, en 1911 (à droite Thomas de Savoie-Gênes, oncle maternel du roi).

L'œuvre de Victor-Emmanuel III en politique interne concerne en premier temps la réalisation de la paix sociale, à travers une législation vouée à dépasser « le contraste ardent entre capital et travail ». La paix sociale et la nécessité d'œuvrer avec équité entre les classes sociales sont, en effet, des thèmes récurrents des discours de la Couronne, normalement rédigés par le roi.
Dans la vision politique du souverain, le point fondamental pour atteindre la paix sociale souhaitée était « d’atteindre une condition intellectuelle, morale et économique plus élevée des classes populaires », en particulier en assurant un devoir complet d'instruction pour tous les citoyens.

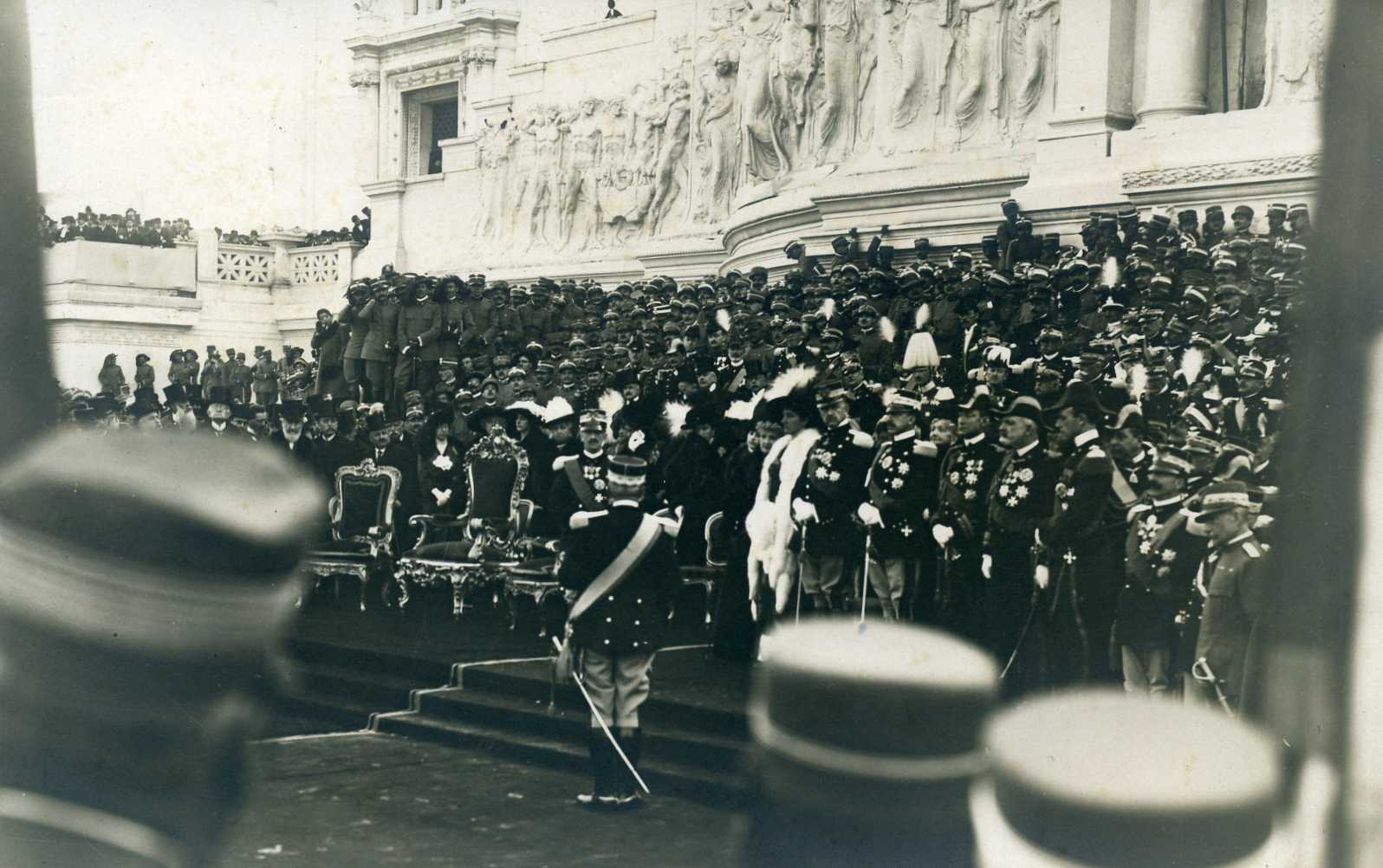
Cérémonie d'inauguration du Palais Impérial ou Altare della Patria (Autel de la patrie) en 1911

Les lois promulguées entre 1900 et 1921, dans le contexte de la législation sociale voulue par Victor-Emmanuel III, concernent la tutelle juridique des émigrants (1901), la tutelle du travail des femmes et des mineurs (1902), les mesures contre la malaria (1902), la création de l'agence du travail (1902), des logements sociaux (1903), contre les accidents du travail (1904), pour l'obligation du repos hebdomadaire (1907), l'institution de la Caisse nationale de la sécurité sociale (1907), la Mutuelle scolaire et l’institution de la Caisse nationale pour la maternité (1910), l'assistance en faveur des victimes du chômage involontaire (1917). Également en 1917, fut instituée l'Œuvre nationale combattante.
Étant donné l’intérêt que Victor-Emmanuel III avait pour la question sociale, certains contemporains le dépeignent comme « Roi socialiste ». Attentif aux exigences de progrès du pays, en 1908, à la veille de la Grande Guerre, l'Italie étant devenue la septième puissance industrielle du monde, il acquiert le statut de président honoraire de la Société italienne pour le progrès des sciences, fondée en 1839. Il contribue financièrement à la fondation, à Milan, de la première « Clinique de la médecine du travail » d'Europe et de l'une des premières institutions pour l'étude et le traitement du cancer.

#### Attentats
Le 14 mars 1912, le maçon romain Antonio d'Alba, un anarchiste, tire deux coups de pistolet contre le roi, mais il rate sa cible. Quelques heures après l'attentat raté, Victor-Emmanuel reçoit la visite des socialistes romains Ivanoe Bonomi, Leonida Bissolati et Angiolo Cabrini (it) qui se réjouissent avec le roi. Ce geste donne ensuite un prétexte à la majorité du PSI pour expulser les trois réformistes coupables d'avoir appuyé le quatrième gouvernement Gioillitti dans la guerre contre la Turquie. Parmi les socialistes, le plus intransigeant reste Benito Mussolini, qui accuse les réformistes de connivence en disant « troupeau clergé-nationaliste-monarchique » , déclarant « Soit avec le Quirinale, soit avec le socialisme ! »
Le 12 avril 1928, alors qu'il inaugure la VIIIe édition de la Foire de Milan, Victor-Emmanuel est la cible d'un attentat à la dynamite : une bombe explose dans la foule rassemblée, attendant le roi, et tue vingt personnes dont des femmes, des enfants et des militaires présents. Le roi n'est toutefois pas touché. Les républicains Ugo la Malfa (it), Lelio Basso et Leone Cattani (it) sont arrêtés. Mario Giampaoli, secrétaire du Fascio de combattant de Milan, est accusé de manière infondée, mais est impliqué quelques mois plus tard dans le scandale Belloni
En 1941, durant un voyage en Albanie, le roi est la cible d'un troisième attentat. Un jeune, Vasil Laci Mihailloff, tire cinq fois, mais aucun des coups de feu n'atteint le roi. Victor-Emmanuel III, impassible, commente « Tirez bien sur ce garçon ».

#### Rapports entre l'État et l'Église

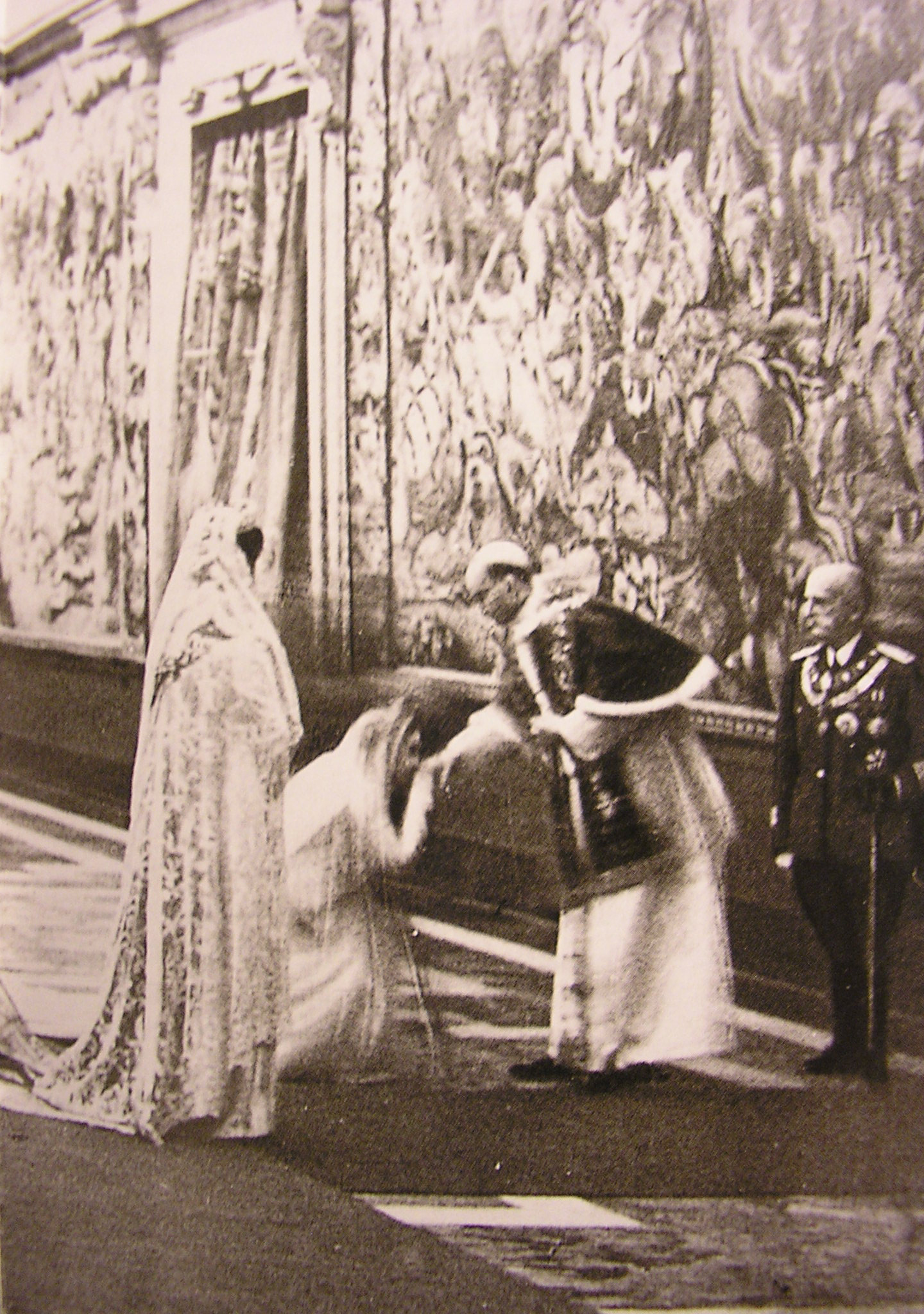
Pie XII rencontre la famille royale au Quirinal, 1939.

Dans la politique ecclésiastique, Victor-Emmanuel se montre peu disposé aux ouvertures vers les prétentions politiques de l'Église catholique : la signature, en 1929, des accords du Latran se réalise davantage par le truchement de Benito Mussolini que grâce au monarque, qui aurait fait échouer une tentative précédente de Vittorio Emanuele Orlando dans l'immédiat après-guerre. Dans cette première période, et dans le plus grand respect des institutions ecclésiastiques et de la foi de la maison et des Italiens, le roi cherche à préserver le système de séparation entre l'Église et l'État, sans réussir, par la voie concordataire ou par un pacte, à maintenir les rapports interrompus par la prise de Rome et les campagnes du Risorgimento.
Dans la vie privée, Victor-Emmanuel est assez différent de ses prédécesseurs en ce qui concerne les rapports avec l'Église. Son arrière-grand-père, Charles Albert, était très religieux. Son grand-père Victor-Emmanuel II était un incrédule qui toutefois mettait de côté une crainte superstitieuse pour l'Église. Son père Humbert était au contraire un agnostique observant, qui allait à l'église pour se montrer en exemple à ses sujets et non par conviction personnelle, mais en même temps avait un profond respect pour la hiérarchie religieuse. Victor-Emmanuel demeure au contraire un sceptique, ni croyant ni pratiquant. Dans sa jeunesse, il a eu des lectures positives ou positivistes, comme celles d'Auguste Comte, de John Stuart Mill ou de Roberto Ardigò (it) (1828-1920). Toutefois, plus que laïque, il demeure un gibelin, profondément conscient de son propre rôle comme de celui que l'Église a eu dans l'histoire de son pays ; il s'en méfie donc.
Victor-Emmanuel, en effet, considère que la question romaine est résolue avec la loi des Garanties (1871), qui assure la pleine autonomie au pontife, auquel sont reconnus les droits de légation active et passive, et dont la personne s'équilibre, par certains aspects, particulièrement de manière légale, avec celle du roi.
Les tensions entre l'État et l'Église sont ravivées par le voyage en 1904 du président français Émile Loubet auprès de Victor-Emmanuel III : le Saint-Siège proteste contre le fait qu'un chef d'État catholique en voyage à Rome a rendu hommage au roi d'Italie et non au pape. L'incident produit en France le renforcement des positions anticléricales et la rupture des relations diplomatiques avec le Saint-Siège.

### Guerre de Libye

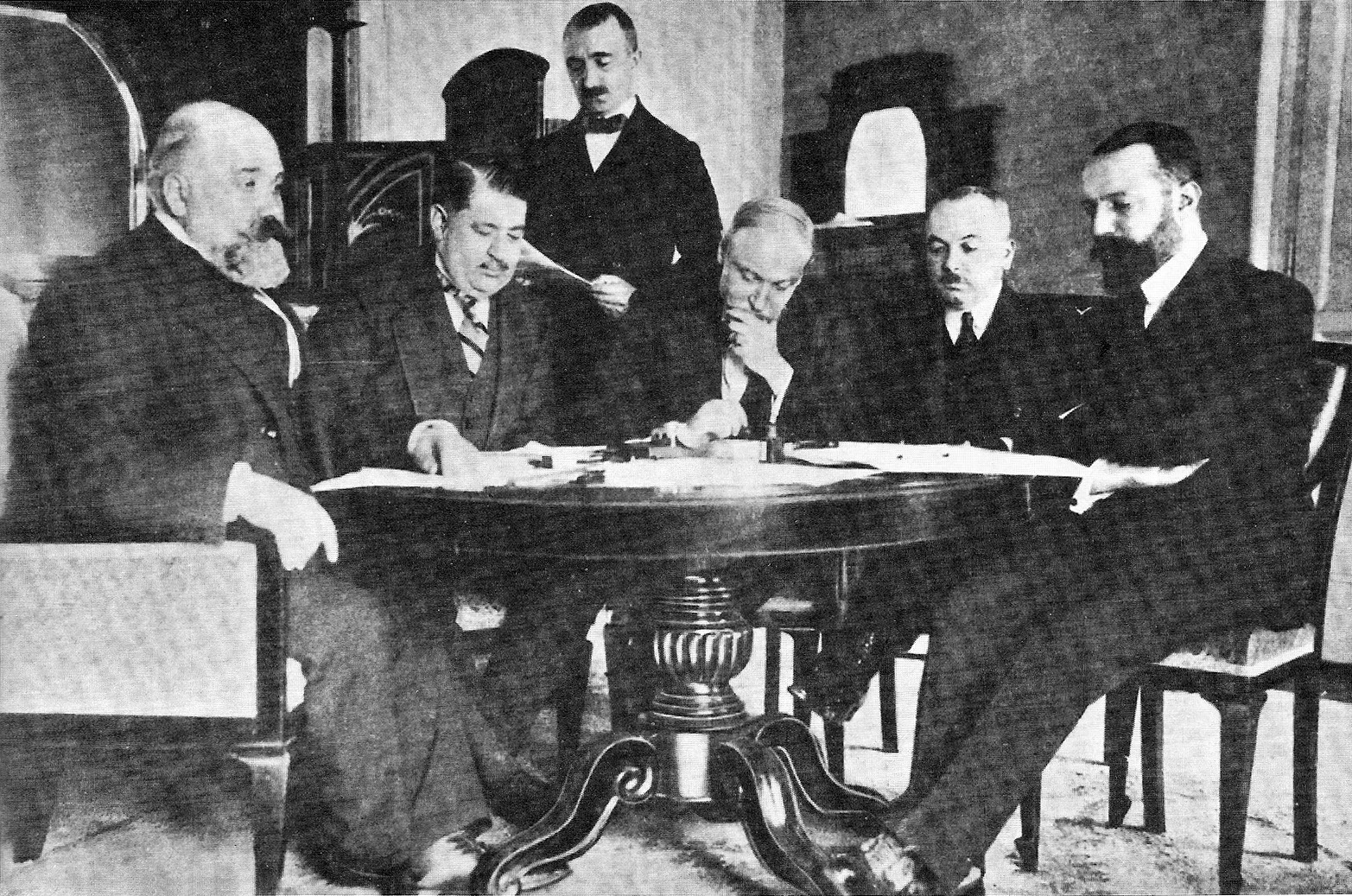
Délégations italienne et turque lors des négociations en vue de de la signature du traité de Lausanne.

Le voyage du tsar Nicolas II en octobre 1909 amène, entre autres, la reconnaissance de l'influence italienne sur les régions africaines qui bordent la mer Méditerranée et, plus spécifiquement, sur l'aire libyenne. À partir de là, s'entrevoit le début de l'entreprise militaire en Tripolitaine et en Cyrénaïque, dès 1911. Afin de soutenir la répartition des sphères d'influence dans la mer Méditerranée africaine entre la France et l'Italie à la suite des crises marocaines, Victor-Emmanuel s'aligne sur Paris, reconnaissant, à sa manière, la priorité française dans l'aire la plus occidentale du Sahara.
L'initiative coloniale italienne est, toutefois, déjà active sur le continent africain. Elle occupe déjà l’Érythrée, et la Somalie est colonisée en 1907, mais ces possessions italiennes sur la Corne de l'Afrique, éloignées et insignifiantes sur le plan stratégique en raison de leur configuration, ne renforcent pas l'état de la politique coloniale italienne en Afrique. L'Italie est avant tout centrée sur la Méditerranée et le dernier territoire encore non placé sous la domination d'une quelconque puissance européenne est la Libye.
Le gouvernement italien agit avec prudence : la Cyrénaïque et la Tripolitaine sont placées sous le contrôle de l'Empire ottoman, miné par un cancer interne qui en fait une entité presque moribonde. Mais dans tous les cas, une chose ne doit pas être négligée : la révolte des Jeunes Turcs sert de rampe de lancement pour l'opération militaire.
Le 29 septembre 1911, commence le débarquement italien en Libye, annexée, selon un décret royal, le 5 novembre, sans considérer la grande faiblesse de l'occupation, qui souffre d'une armée encore arriérée et la résistance active des chefs tribaux des aires intérieures. Cependant, à l'occasion de la Première Guerre mondiale imminente, la Libye ne tarde pas à reprendre, contre l'armée italienne toute employée sur d'autres fronts, une autonomie presque totale. Dans le contexte de la guerre turco-italienne, sont aussi annexées, en 1912, les îles du Dodécanèse. Avec la paix de Lausanne, le 18 octobre 1912, l'Empire ottoman reconnaît à l'Italie la possession de la Tripolitaine et de la Cyrénaïque. Le roi, pour défendre les intérêts italiens en Afrique du Nord, aurait préféré la voie diplomatique, mais se résout à l'action belliqueuse devant le soulèvement des forces nationalistes et tendances belligérantes qu’il ne peut ignorer.

### Première Guerre mondiale

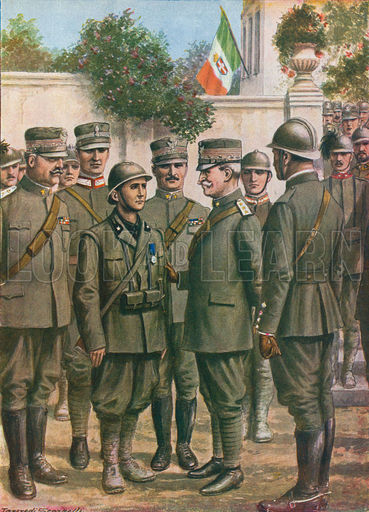
Le roi remettant des médailles pour actes de bravoure au front.

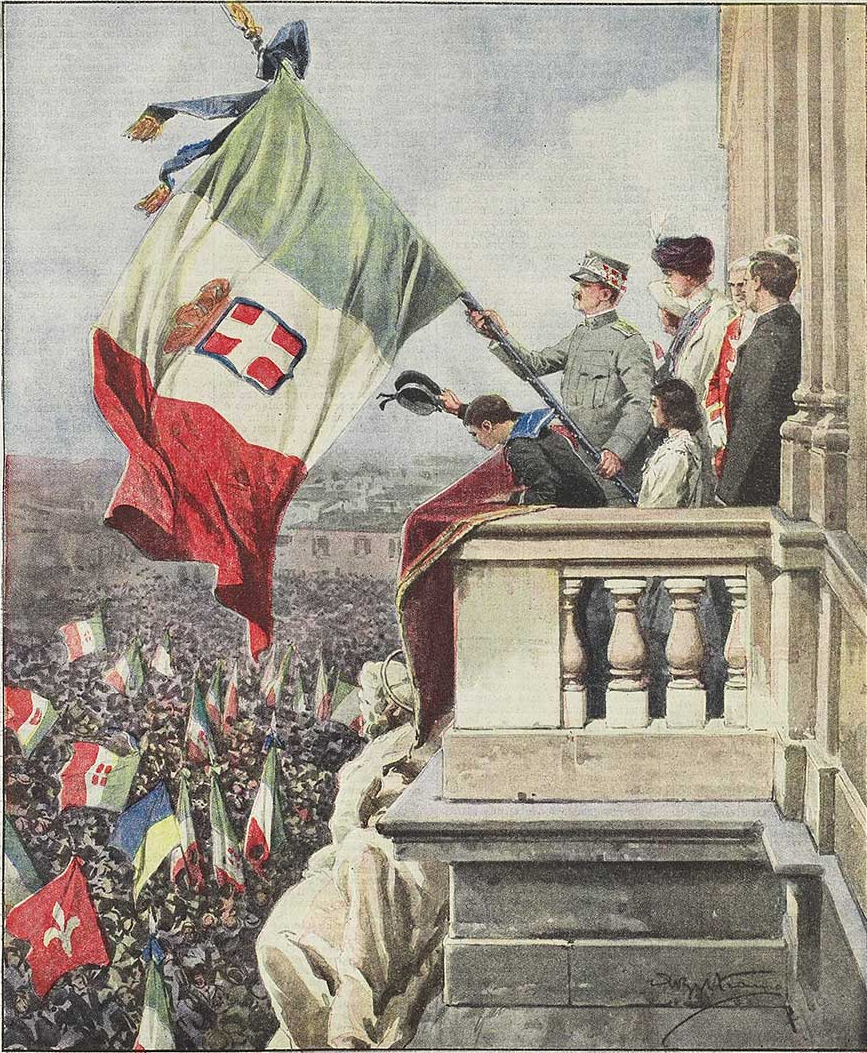
Le roi Victor-Emmanuel III brandit le drapeau tricolore au balcon du Quirinal au cri de "Vive l'Italie !", 1915 ».

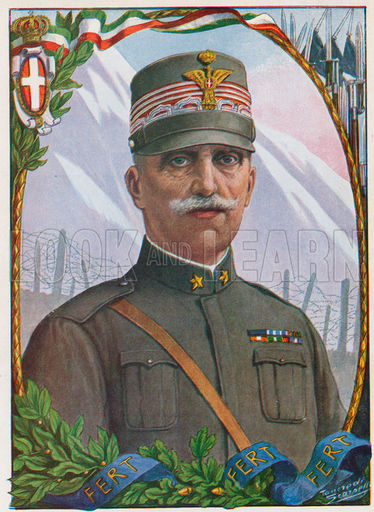
Victor-Emmanuel III, le "roi soldat".

La guerre contre l’Autriche-Hongrie, sous la « haute direction » du roi, chef suprême de l’armée italienne, inférieure en nombre et en moyens, commence officiellement le 24 mai 1915. Durant la Première Guerre mondiale, Victor-Emmanuel soutient la position initialement neutre de l'Italie. Beaucoup moins favorable aux chefs de la Triple Alliance (dont l'Italie fait alors partie avec l'Allemagne et l'Empire austro-hongrois) et hostile à l'Autriche, il promeut la cause de l'irrédentisme du Trentin et de la Vénétie julienne. Les avantages offerts par l'Entente (formalisés dans le pacte de Londres et stipulés en secret, à l'insu du parlement) amènent Victor-Emmanuel à appuyer, le 4 mai 1915, l'abandon de la Triple Alliance (Allemagne, Autriche-Hongrie, Italie) et à combattre aux côtés de la Triple-Entente (France, Grande-Bretagne et Russie).
Début mai, l'action prônant la neutralité de Giovanni Giolitti, avec la diffusion d'informations concernant les concessions territoriales de la part des Autrichiens, déclenche une crise parlementaire. Le 13 mai, Antonio Salandra rend au roi son mandat. Le Corriere della Sera écrit : « M. Giolitti et ses amis triomphent. Plus encore triomphe le prince de Bülow . Il a réussi à faire tomber le ministère qui menait le pays à la guerre ». Et le Messagiero : « Salandra donne un jeu gagnant aux organisateurs de l'embuscade maléfique, et se rend aux mauvais arts diplomatiques du prince de Bülow ».
Giolitti est alors convoqué par le roi pour former le nouveau gouvernement. Ainsi informé des nouveaux engagements pris avec la Triple Alliance, il décide d'en refuser la charge, tout comme d'autres personnes politiques également convoquées par la suite.
Le 16 mai, Victor-Emmanuel repousse officiellement la démission de Salandra. Les 20 et 21 mai, à la très grande majorité, les deux parties du Parlement votent en faveur des pouvoirs extraordinaires du souverain et du gouvernement en cas d'hostilité. Le 23 mai, l'Italie déclare la guerre à l'Autriche-Hongrie.
Dès le début des hostilités sur le front italien (24 mai 1915), Victor-Emmanuel est constamment présent sur le front, gagnant le surnom de « Roi soldat ». Durant les opérations de guerre, il confie la lieutenance du royaume à son oncle Thomas, duc de Gênes. Il n'établit pas le siège du quartier général à Udine, mais dans une ville voisine, Torreano di Martignacco, près de la « Villa Linussa » (désormais appelée « Villa Italia ») avec une petite suite d'officiels et de gentilshommes.

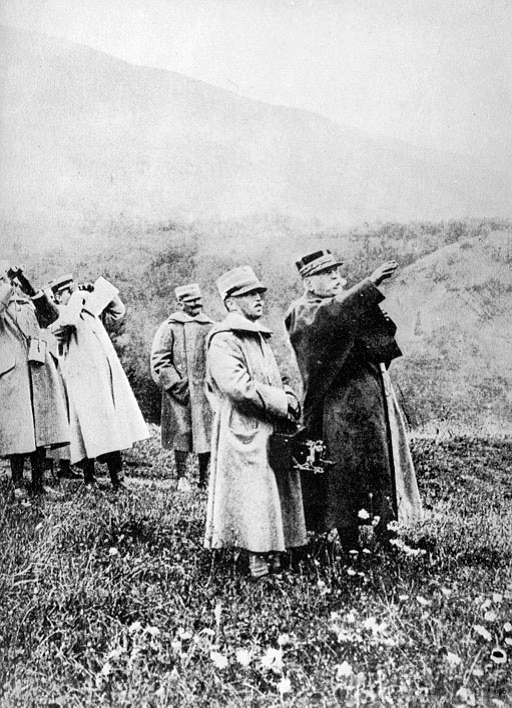
Le roi Victor-Emmanuel III sur le front.

Chaque matin, suivi par les aides de camp, Victor-Emmanuel se rend en voiture pour inspecter le front ou les arrières. Le soir, au retour, un officiel de l'état-major informe le roi de la situation militaire ; le roi exprime ensuite ses avis, sans jamais dépasser les tâches du commandant suprême. Il se rend en France et accompagne Albert Ier (roi des Belges), dans les casernes et bases militaires. Les deux monarques envisagent également le mariage de leurs enfants, le prince héritier Humbert et la princesse Marie-José de Belgique, au grand dam de l'ex-reine, Marie des Deux-Siciles, grand-tante de la princesse dont les États ont été annexés en 1860 par l'arrière-grand-père du prince italien.
Après la bataille de Caporetto, par décision fixée entre les gouvernements de l'Alliance durant la conférence de Rapallo, le général Luigi Cadorna est remplacé par le général Armando Diaz. Le 8 novembre 1917, au congrès de Peschiera (it), il expose sans interprète une analyse ponctuelle de la situation militaire difficile, en confirmant sa confiance dans la réorganisation de l'armée. Il suit les décisions du gouvernement Orlando et les ratifie. Le Conseil des Ministres souhaite décerner au roi la Médaille d'or de la Valeur militaire, mais le souverain le refuse : « Je n’ai conquis aucune position difficile, gagné aucune bataille, coulé aucun cuirassé, accompli aucun exploit de guerre aérienne ». La victoire italienne donne à l'Italie les territoires du Trentin et du Haut Adige (avec Trente), de la Vénétie Julienne, de Zadar et certaines îles dalmates (dont celle de Lagosovo).

« [La guerre] menée avec une foi inébranlable et une ténacité valeureuse, pendant 41 mois est gagnée »

— Bulletin de la Victoire, 4 novembre 1918
Victor-Emmanuel, entre 1914 et 1918, a aussi reçu environ 400 lettres menaçantes, au caractère essentiellement anti-guerre, de la part d'individus de toute extraction sociale, surtout basse et semi-alphabète. Ce courrier est conservé dans les Archives centrales de l'État dans trois fonds, numérisés appartenant au domaine public,  étant de grand intérêt historique et linguistique.

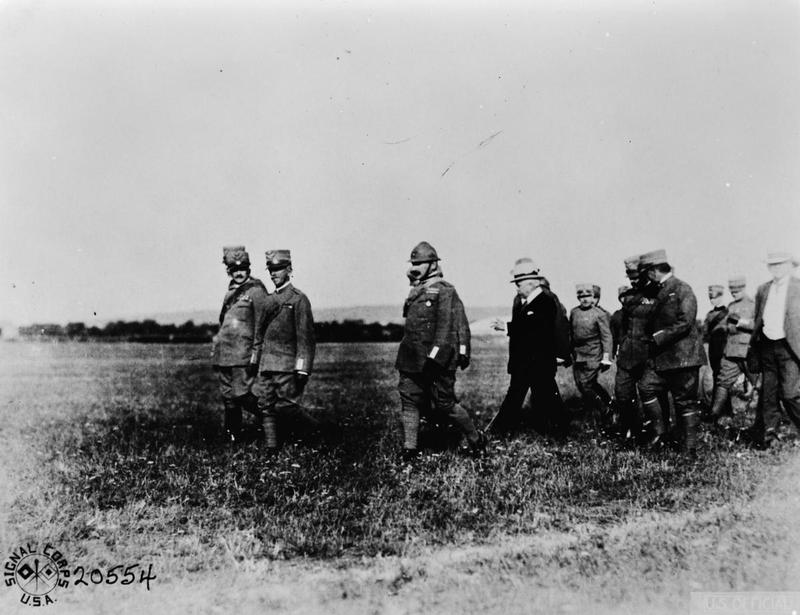
Le roi Victor-Emmanuel d’Italie avec l’ambassadeur Thomas Page, le brigadier-général C. G. Treat, le colonel Wallace et des officiers de la mission alliée en Italie, entre Villafranca ad Summacompania, le 1er août 1918

Au début de la Première Guerre mondiale, l'Italie se déclare neutre. Elle le reste jusqu'à ce que le Premier Ministre Antonio Salandra et le Ministre des Affaires Étrangères Sidney Sonnino , fortement soutenus par le roi, durant des tractations secrètes, se lient aux intentions du pacte de Londres (26 avril 1915). Après les mois difficiles des crises internationales, la préoccupation guerrière est utile au roi, perturbé par un des rares moments de tension avec la reine Hélène de Monténégro. Le roi rend visite aux troupes, photographie et note avec obstination chaque détail, synthétisant les lacunes de l'armée et du commandement. La résolution positive du conflit crée le mythe du « roi victorieux » convaincu « d'avoir conclu le cycle des guerres risorgimentali et d'avoir donné un nouvel éclat ou une plus grande sûreté à la couronne » (Bertoldi, 1970, p. 278).

### De l'après-Première Guerre mondiale au premier gouvernement Mussolini
En raison de la crise économique et politique, à la suite de la guerre, l'Italie connaît une agitation sociale durable et difficile à contrôler. Dans le pays, se diffuse la crainte d'une révolution communiste, semblable à celle en cours en Russie et, en même temps, les classes dirigeantes craignent d'être submergées par les idées socialistes. Ces conditions historiques mènent à l'affirmation de mouvements politiques antidémocratiques et antilibéraux.
Le mouvement Faisceaux italiens de combat est créé en 1919 par le directeur de Avanti!, Benito Mussolini. Dès 1921, l'utilisation d'« escouades d'action », plus tard intégrées dans la Milice volontaire pour la sécurité nationale (1923), contribue à durcir la situation. Fin octobre 1922, Mussolini, élu à la Chambre, révèle son plan de prise du pouvoir. Le 27 octobre, commencent les premiers mouvements d'occupation des préfectures et des casernes, en Italie du Nord. Victor-Emmanuel se précipite à Rome, étant alors à San Rossore, et communique au premier ministre Luigi Facta son intention de décider personnellement sur la crise en cours.
Les événements consécutifs restent très confus. Facta a au moins deux rencontres avec le souverain, à la gare de Rome puis dans sa Villa Savoie, au cours desquelles le roi aurait dit au Ministre qu'il refusait de délibérer « sous la menace des mousquets fascistes » pour demander ensuite au gouvernement de prendre toutes les dispositions nécessaires et puis lui soumettre pour obtenir son approbation. Quelles que soient les versions assez discordantes (dont une où Facta aurait menacé de démissionner, persuadé d'un bluff mussolinien), le roi va dormir, mais est réveillé au cœur de la nuit par ses collaborateurs pour l'informer des avancées fascistes, dont l'invasion des colonnes de chemises noires de la Milice volontaire pour la sécurité nationale à Rome.

De gauche à droite : Italo Balbo, Benito Mussolini, Cesare Maria de Vecchi, Michele Bianchi, 24 octobre 1922

À six heures du matin, le 28 octobre, Facta réunit le conseil des ministres, qui délibère, sur l'insistance précise du général Cittadini, premier aide de camp du roi, et décide le recours à l'état de siège pour bloquer la marche sur Rome. À neuf heures, Facta va chez le Roi au Quirinal pour la contre-signature, et reçoit le refus du monarque de souscrire à l'acte. Quand Victor-Emmanuel voit l'ébauche de sa proclamation, il se met en colère, déchire le texte des mains de Facta et, dans un élan de colère, dit au ministre : « Ces décisions ne relèvent que de moi. Après l’état de siège, il n’y a que la guerre civile. Maintenant, il faut que l’un de nous se sacrifie ». Facta aurait répondu : « Votre Majesté n’a pas besoin de dire à qui elle touche », avant de prendre congé.
Ce brusque changement de position n'a pas encore été clarifié par l'historiographie. Renzo De Felice, l'historien principal du fascisme, ébauche une liste de motifs possibles qui aurait induit le roi à éviter l'affrontement avec le fascisme :
- la faiblesse du gouvernement Facta,
- ses craintes concernant les attitudes pro-fascistes du duc d'Aoste,
- les incertitudes sur les chefs militaires,
- la crainte d'une guerre civile.

Selon Mauro Canali, il faut en ajouter un autre, attribuable à la personnalité du roi, c'est-à-dire à sa placidité supposée qui l'induit à ne pas défier sur le terrain militaire la déchirure fasciste. Canali ajoute : « Ses préoccupations étaient absolument hors de propos, donné l'équilibre des forces en camp ». En effet, les forces de l'armée stationnée à Rome étaient très supérieures à celles des fascistes, 28 000 hommes contre quelques milliers, et mieux équipées. Sur cette donnée, tous les historiens concordent, mais ils doivent considérer les « incertitudes » mentionnées par les élites militaires, les pressions de la classe dirigeante et la volonté d'éviter la détérioration de la crise interne.
À la suite de la décision du roi, Facta présente sa démission, immédiatement acceptée par le souverain. Le 29 octobre 1922, Victor-Emmanuel consulte les personnages les plus importants de la classe politique dirigeante libérale (Giollitti, Salandra) et militaire (Diaz, Thaon di Revel). Après l'échec du parti de Mussolini, d'un cabinet possible Salandra-Mussolini (souhaitant faire rentrer le mouvement fasciste dans l'alvéole parlementaire constitutionnelle et ainsi favoriser la pacification sociale), le roi confie à Benito Mussolini, député en 1921, la charge de former un nouveau gouvernement.
Mussolini s'adresse au parlement sur un ton menaçant (« J'aurais pu faire de cette classe sourde et grise un bivouac de manipules… ») et reçoit une large confiance du parlement, obtenant à la Chambre 316 voix en faveur, 116 contre et 7 abstentions. Il obtient notamment les voix favorables de Giovanni Giollitti, de Benedetto Croce, qui fut ensuite le plus grand représentant de l'antifascisme libéral, et d'Alcide De Gasperi, puis père de la république italienne, alors que Francesco Saverio Nitti quitta la salle en signe de protestation. Le Gouvernement, composé de quatorze ministres et seize ministères, avec Mussolini chef du gouvernement et ministre par intérim de l'Intérieur, est formé par des nationalistes, libéraux et populaires, dont le futur président de la république, Giovanni Gronchi, sous-secrétaire à l'industrie.
Dans la première composition du gouvernement Mussolini, son parti est représenté par deux ministres, lui-même ainsi que De Gasperi. Le 16 novembre 1922, il obtient la confiance. 
Selon De Felice, « Sans le compromis avec la monarchie, il est très probable que le fascisme n'aurait jamais pu vraiment arriver au pouvoir. »

### État fasciste

#### Débuts de l'État fasciste (1925-1929)

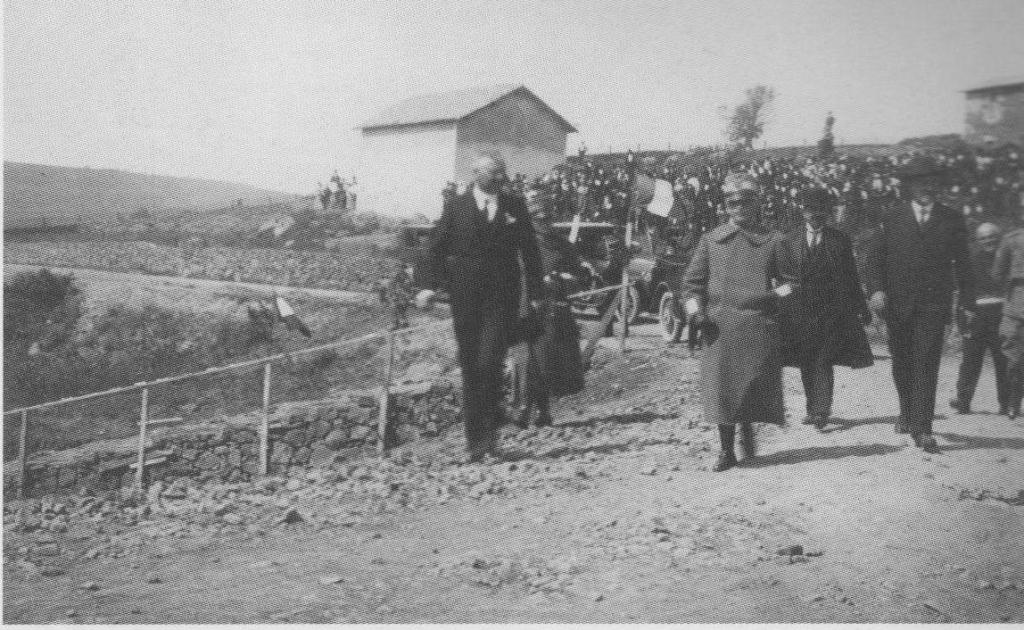
Victor-Emmanuel III d'Italie à Darfo Boario Terme, après la catastrophe du barrage de Gleno

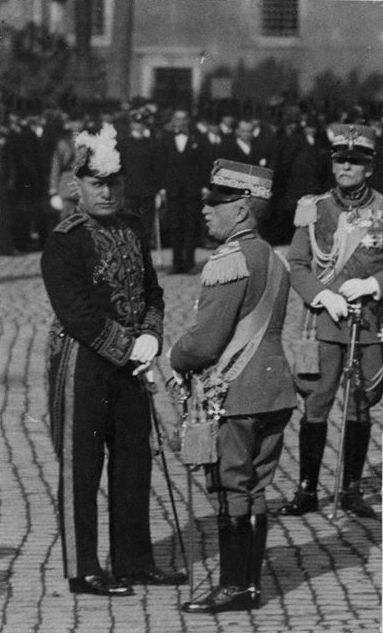
Le roi et Benito Mussolini aux funérailles du général Diaz.

En avril 1924 sont organisées de nouvelles élections, qui se déroulent avec de graves irrégularités. Le député socialiste Giacomo Matteotti , qui avait dénoncé cette irrégularité, est enlevé le 10 juin 1924 et trouvé mort le 16 août 1924. Ce fait secoue le monde politique et ouvre un semestre de fortes crises internes, résolues enfin le 3 janvier 1925 quand Benito Mussolini, renforcé sur le plan international par la rencontre récente avec Austen Chamberlain, revendique la responsabilité non matérielle de ce qui est arrivé, « Si le fascisme était une association de malfaiteurs, je serais le chef de cette association de malfaiteurs ! », indiquant au parlement la procédure de mise en état d'accusation conformément à l'article 47 de la Constitution. La Chambre, où l'opposition était brisée par de multiples courants et incapable de se mettre d'accord sur des stratégies divisées, ne proteste pas et Mussolini commence, par voie parlementaire, la transformation, au sens autoritaire et totalitaire, de l'État.
Le roi, qui jusque là avait conservé le contrôle de l'armée, ne marque pas d'opposition. Du reste, le parlement, où le Parti national fasciste avait la majorité absolue à la Chambre pour seulement sept sièges, affaibli par la sécession de l'Aventin, n'a pas fourni un prétexte juridique pour demander la démission de Mussolini ni élaboré une proposition crédible de gouvernement alternatif. La campagne extraparlementaire de l'opposition ne réussit pas non plus à mobilier les masses. Le roi reste ainsi dans l'attente d'une initiative parlementaire dans le respect des règles institutionnelles.

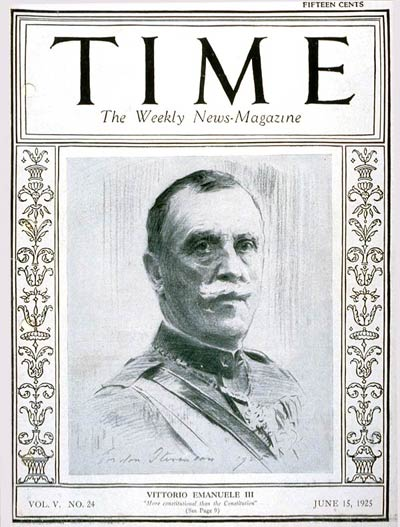
Victor-Emmanuel III en couverture de Time en 1925

Quand le sénateur Campello présente à Victor-Emmanuel les indices de la responsabilité du président du conseil des ministres dans l'affaire Matteotti, le roi aurait répondu:« Je suis aveugle et sourd. Mes yeux et mes oreilles sont la Chambre et le Sénat. ».
Par ailleurs, grâce aux lois électorales Acerbo et aux trucages dénoncés par Matteotti, les fascistes avaient, pour seulement sept sièges, la majorité parlementaire absolue. AInsi le recours maqué à l'article 47 ne témoignaiti pas de l'innocence de Mussolini mais plutôt de son contrôle du Parlement. Dans les jours suivants, en janvier 1925, sont fermés 35 cercles politiques d'opposition, dissoutes 25 organisations qualifiées de « subversives », arrêtés 111 opposants et exécutées 655 perquisitions aux domiciles.
En novembre 1925, le roi signe les ainsi dites « lois fascistissimes » (legge fascistissime) par lesquelles sont dissous tous les partis politiques (sauf le Parti nationaliste fasciste), et instaurée la censure de la presse. Avec la loi du 24 décembre 1925 la constitution est modifiée, en attribuant au chef du gouvernement, responsable seulement devant le roi, le pouvoir de nommer et de révoquer les ministres. En 1926, le roi autorise la naissance du Tribunal spécial pour la défense de l'État, qui soustrayait à la magistrature ordinaire toutes les infractions politiques, et la formation de la police politique secrète OVRA. L'interdiction des charges de police pour les opposants est décrétée. Les rapports successifs avec le Duce sont caractérisés par des scènes privées agitées, dans lesquels le roi défend ses propres prérogatives, inquiet de sauver une légalité formelle, et un rigoureux silence public.

#### Accords du Latran (1929)

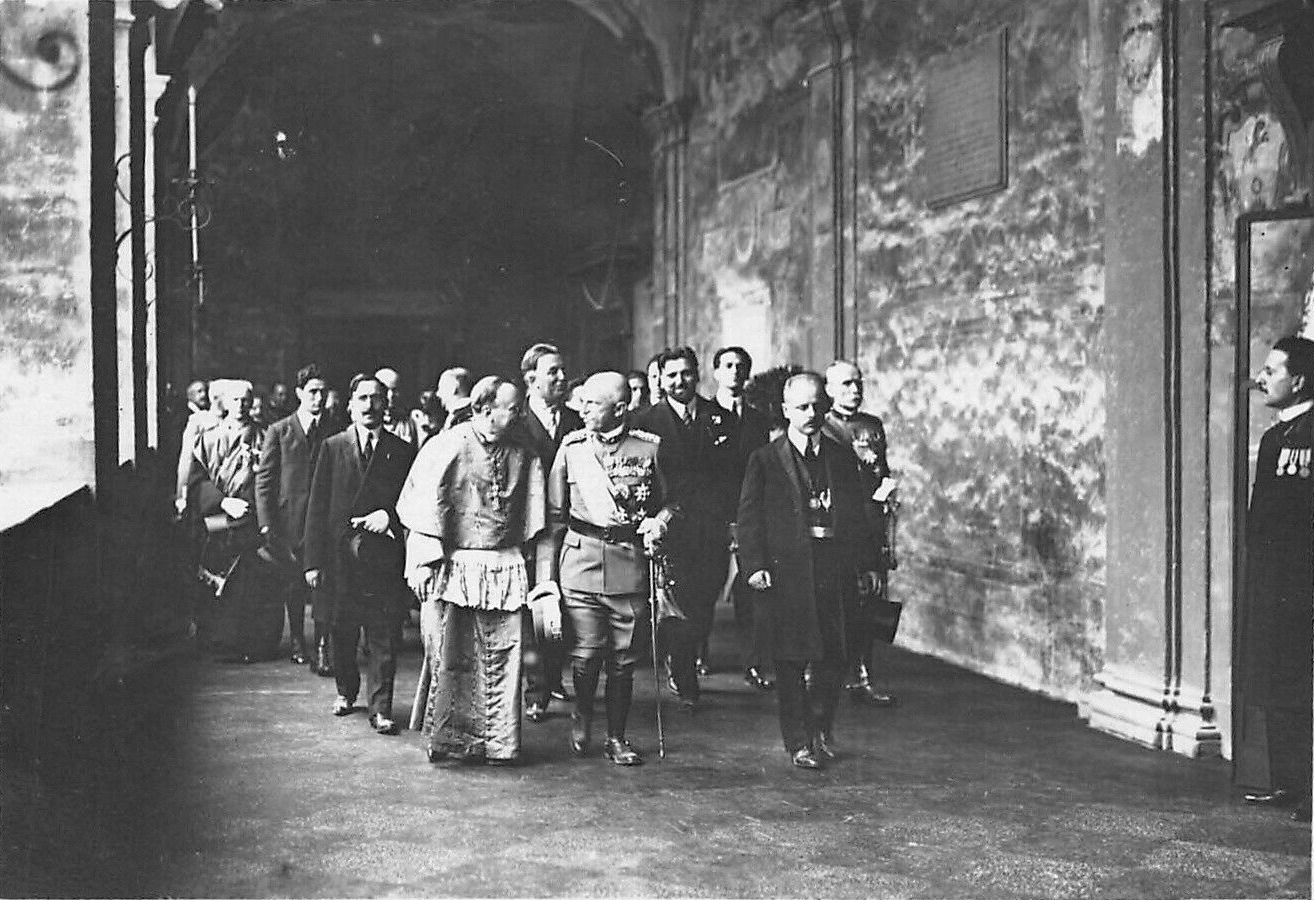
Victor-Emmanuel III en visite au Vatican, 1929

Victor-Emmanuel est anti-clérical, étant très mécontent du refus de l'Église catholique de reconnaître Rome comme étant la capitale de l'Italie, mais il réalise qu'aussi longtemps que l'Église catholique restera opposée à l'État italien, beaucoup d'Italiens continueront à regarder l'État italien comme illégitime et qu'un traité avec le Vatican sera nécessaire. Cependant, quand le premier ministre Victor-Emmanuel Orlando s'occupe d'ouvrir des négociations avec le Vatican en 1919, il est bloqué par le roi, furieux que l'Église catholique ait maintenu une neutralité pro-autrichienne durant la Première Guerre mondiale. À part ce qui concerne la défense du Saint-Suaire de Turin, qui appartient à la Maison de Savoie, le roi a peu d’intérêt pour la religion. En privé, Victor-Emmanuel jette sur l'Église catholique un regard amer, considérant les vieux ecclésiastiques comme des hypocrites avides, cyniques et obsédés par le sexe, qui tirent avantage de la croyance dévote des Italiens ordinaires.
En 1926, le roi permet à Mussolini de faire ce qu'Orlando prévoyait en 1919, en donnant la permission d'ouvrir des négociations avec le Vatican et en finir avec la « question romaine ». En 1929, Mussolini, au nom du roi, signe le concordat. Ce traité est un des trois accords signés cette année entre le royaume d'Italie et le Saint-Siège. Le 7 juin 1929, le concordat est ratifié et la « question romaine » est scellée.

#### Empereur d’Éthiopie et roi d'Albanie

Cliché pris par un photographe hongrois inconnu, scanné par Derzsi Elekes Andor, "Vivre en mai 1937". Budapest, Chemin du château royal, actuellement « Hunyadi János út ». Victor-Emmanuel III d'Italie, est accompagné de Horthy Miklós, gouverneur de Hongrie, lors de sa visite officielle en Hongrie.

La nouvelle de la fin de la guerre avec l'Éthiopie est communiquée en Italie le soir du 5 mai 1936. Mussolini annonce que « les territoires et les peuples qui appartenaient à l’Empire éthiopien sont placés sous la souveraineté totale et entière du royaume d’Italie » et que le titre d'Empereur d'Éthiopie serait assumé par le roi Victor-Emmanuel III de Savoie.
Le prestige du Duce ne fut jamais si élevé (peut être égalé seulement durant la conférence de Munich) et le pays et les dirigeants du régime reconnaissent que l'empire est une réalisation liée presque exclusivement à l'œuvre de Mussolini. Le roi Victor-Emmanuel veut lui donner acte public en lui décernant la plus haute décoration militaire du règne : grand-croix de l'ordre de Savoie. 
Ce succès facile en Éthiopie convainc Mussolini qu'avec son armée, la doctrine et l'organisation fasciste, il pouvait défier quiconque dans une guerre européenne et cela l'encourage dans sa tentative présomptueuse de jouer en Europe un rôle plus incisif que celui que les ressources lui auraient permis de terminer la guerre. 

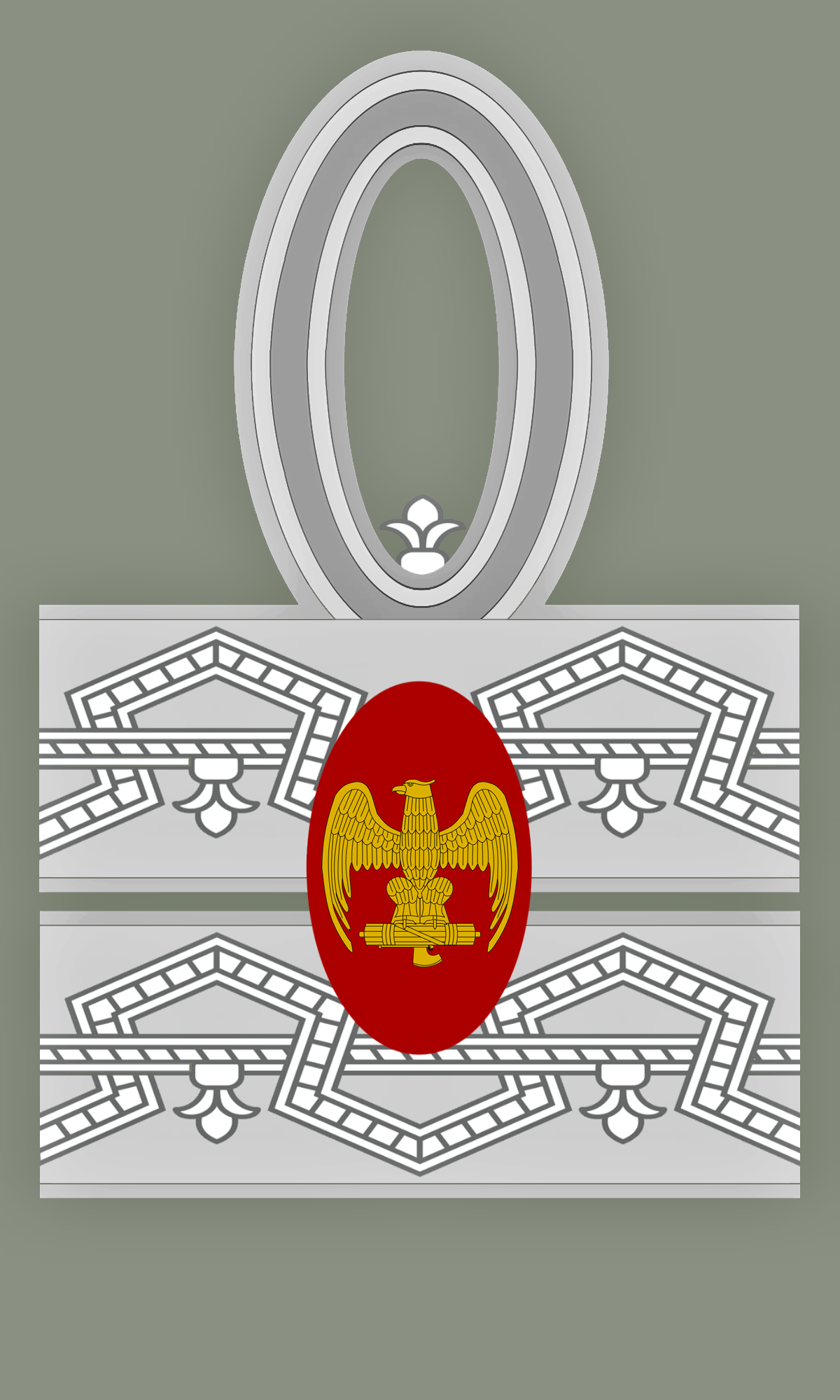
Détails de l'uniforme de premier maréchal d'Empire

En 1938, au sommet du consensus populaire au régime, qui avait obtenu la signature du Manifeste de la race de la part des grands exposants de la culture italienne entre le futur père de la Constitution Amintore Fanfani, le roi signe les lois raciales du gouvernement fasciste, qui introduisent des discriminations dans les rapports avec les Juifs. De formation libérale, Victor-Emmanuel, est contrarié, mais sans le montrer publiquement, car ces dispositions annulaient un des plus grands apports de la Maison de Savoie au Risorgimento qu'est le principe de non-discrimination et de parité de traitement des sujets, indépendamment du culte professé établi en 1848.
En effet, l'actualisation des lois raciales est à la base d'une nouvelle aggravation des rapports entre la Couronne et le Duce, toujours plus fatigué par les obstacles à abattre (le principal étant l'opposition de l'Église catholique) et ayant l'intention de saisir le moment opportun pour instaurer un régime républicain.
En avril 1939, l'Italie conquiert l'Albanie, de laquelle Victor-Emmanuel, aussi sceptique sur l'opportunité de l'entreprise « pour prendre quatre pierres », est proclamé roi. Le régime monarchique existant est renversé et l'Albanie est occupée par l'armée italienne.
La couronne du royaume d'Albanie est assumée par Victor-Emmanuel en 1939 quand les forces italiennes envahissent la monarchie voisine sans défense, de l'autre côté de la mer Adriatique, causant la fuite du roi Zog 1er.
En 1941, à Tirana, le roi échappe à une tentative d'assassinat perpétrée par le patriote albanais âgé de 19 ans Vasil Laçi. Plus tard, cet attentat est cité par les communistes albanais comme un signe du mécontentement général de la population opprimée. Une seconde tentative par Dimitri Mikhailiov en Albanie donne une excuse aux Italiens pour affirmer un lien possible avec la Grèce lors de la guerre gréco-italienne.

#### Rapports avec Mussolini
« Il a fallu ma patience, avec cette monarchie remorquée. Je n’ai jamais fait de geste dur envers le régime. J’attends toujours parce que le roi a 70 ans et j’espère que la nature m’aidera, et quand la signature du roi remplacera la moins respectable du prince, nous pourrons agir. »

— Mussolini, Diaro di Ciano 1937-1943
Les rapports entre Victor-Emmanuel III et Mussolini ne vont jamais au-delà des rapports formels entre le chef d'État et le chef du gouvernement. Le roi, de formation libérale, durant toute la période fasciste, ne manque pas de rappeler positivement à Mussolini et ses collaborateurs l'expérience de l'État libéral. Victor-Emmanuel ne cache pas ses idées profondément anti-allemandes en général, et anti-nazies en particulier, idées qui se renforcent durant la visite d'État d'Hitler à Rome en mai 1938. D'autre part, l'hostilité entre Hitler et Victor-Emmanuel III est réciproque et plusieurs fois le dictateur autrichien naturalisé allemand et ses collaborateurs suggèrent à Benito Mussolini de se débarrasser de la monarchie.
Le chef du fascisme médite déjà depuis longtemps sur l'abolition de l'institution monarchique, de façon à avoir un plus grand espace d'action, mais reporte de nombreuses fois la décision à cause de l'ample soutien populaire de la monarchie.
Le roi se montre particulièrement hostile aux innovations institutionnelles du régime, à l'introduction de nouveaux honneurs et cérémonies qui contribuent à renforcer le poids du chef du gouvernement, aux projets de « modification des coutumes italiennes », comme l'introduction du salut fasciste, la question du voi à la place du lei et, majoritairement, la question raciale,,,. Cette opposition, bien que non comprise de la population, mine les relations avec Mussolini et les éléments plus radicaux du parti fasciste, fidèles au programme ordinaire du parti et soutiens du choix d'un régime républicain.
Mussolini écrit que le souverain avait commencé à le détester depuis la loi de la constitution du Grand Conseil du fascisme (9 décembre 1928), mais retient que la vraie cause de fracture fut le titre de premier maréchal de l'Empire, approuvé par un vote de la Chambre le 30 mars 1938 (sous l'impulsion de Starace, Costanzo et Galeazzo Ciano et en accord avec le Duce) et conféré au chef du gouvernement ainsi qu'au roi (selon Federzoni, alors président du Sénat, « on ne pouvait pas adresser un regard, du reste purement formel au Roi »). Dans une rencontre privée, provoquée par Mussolini, Victor-Emmanuel III, pâle de colère, lui dit qu'il aurait préféré abdiquer plutôt que de subir cet affront.
Le 28 décembre 1939, la rencontre de Victor-Emmanuel III et du pape Pie XII, la première d'un pontife au Quirinal après la prise de Rome, est vue comme une tentative en faveur de la paix en Europe.

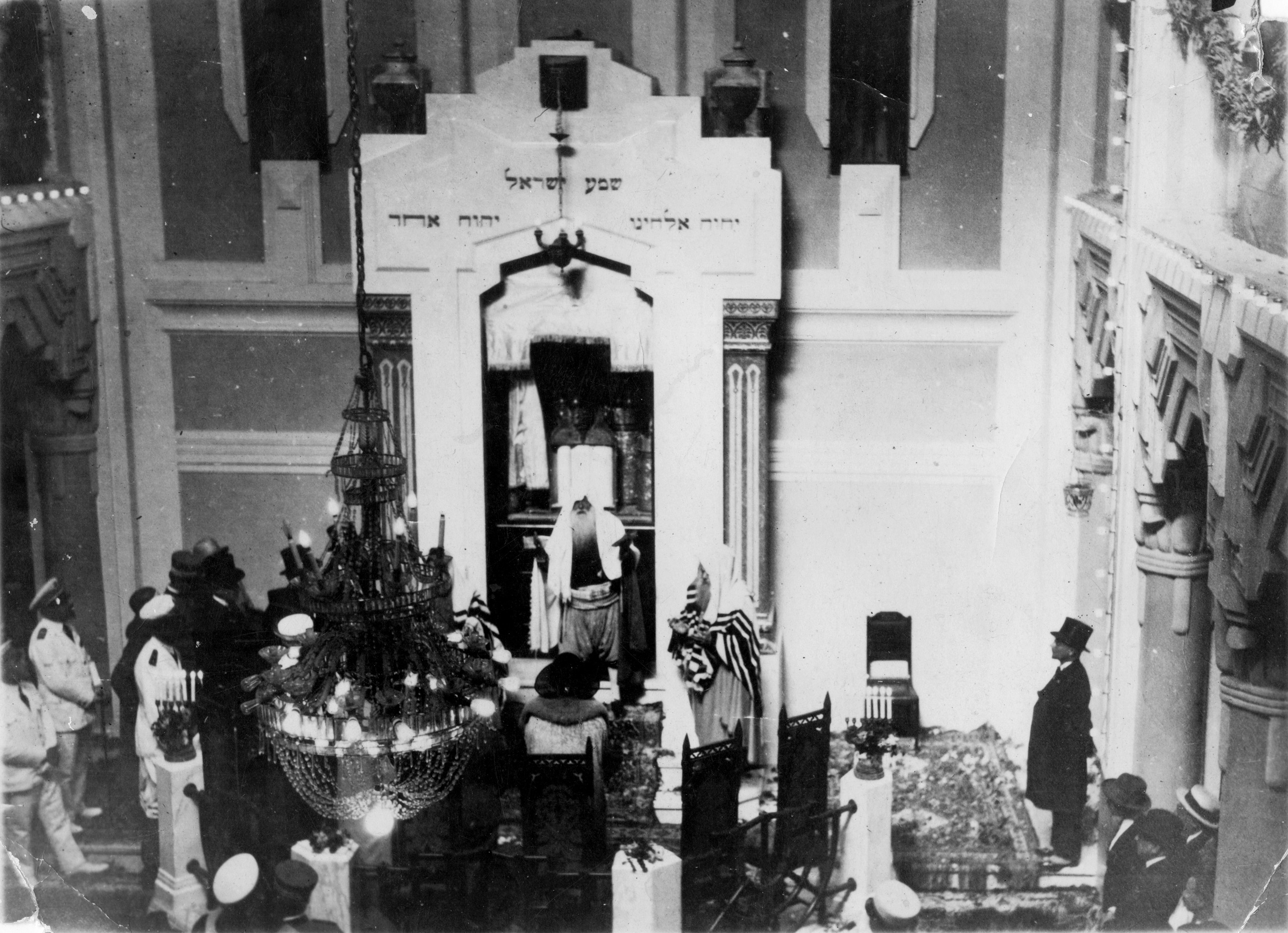
Victor-Emmanuel en visite à la synagogue de Tripoli

#### Relation entre Victor-Emmanuel et les juifs
Victor-Emmanuel III inaugure la synagogue de Rome en 1904 et affirme ce jour-là que les juifs sont « pleinement » des Italiens. En 1887, Victor-Emmanuel visite Jérusalem en tant que prince, il est bien accueilli par les membres de la communauté juive de la ville. Au début de son mandat, en 1902, le général Giuseppe Ottolenghi est nommé ministre de la Guerre et devient le premier juif à être nommé ministre. Entre le 28 mars 1905 et le 8 février 1906, Alessandro Fortis est le premier président du conseil des ministres d'Italie de confession juive. Son médecin privé est le professeur Shmuel Sirni (1870-1944), père du parachutiste Enzo Sirni.
Mais il y a le silence du roi lorsque l’Italie fasciste commence à édicter des lois antisémites qui exposent ses sujets juifs à la persécution, silence fortement critiqué. En privé, le roi se plaint de la législation antisémite à Mussolini, mais ne prend aucune autre mesure. L’acceptation des lois contredit le serment de Victor-Emmanuel lors de son entrée en fonction, et son serment à la constitution italienne.

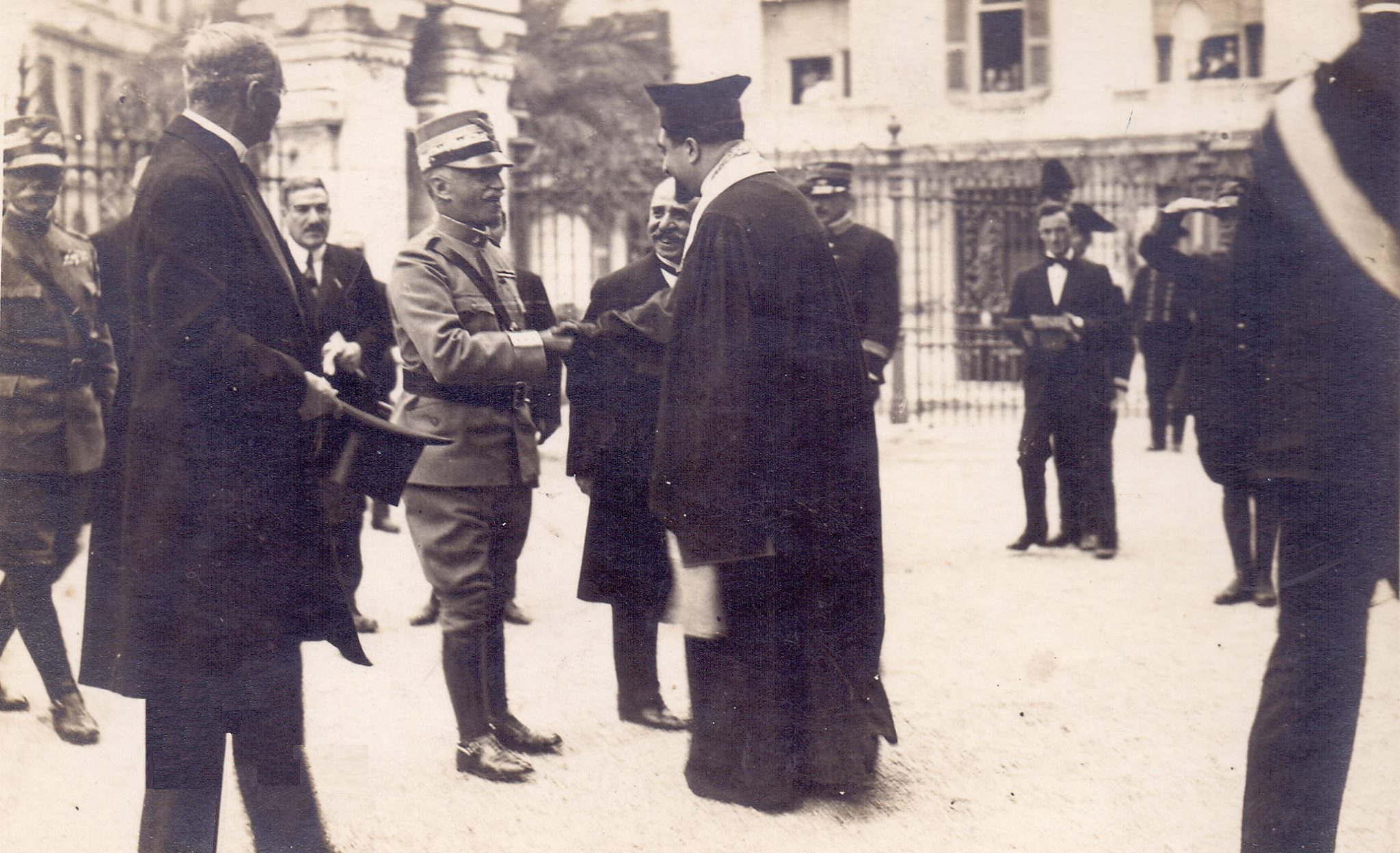
Visite de Victor-Emmanuel III à la Synagogue de Rome où il est accueilli par le Grand Rabbin, 19 juin 1921

Victor-Emmanuel III est lié par son rôle de souverain constitutionnel. Il signe les lois raciales en 1938, approuvées par le parlement et appliquées par les organes compétents de l'État. Personnellement, le roi n'était pas du tout raciste, son médecin de cour, le docteur Stukjold, était juif et était fier de sa famille qui, presque un siècle auparavant, a assuré avec la Constitution les droits civiques et politiques des citoyens du royaume, y compris les juifs. Pour quelque raison que ce soit, le souverain ne perd pas d'occasion de faire part au chef du gouvernement, Mussolini, de son désaccord personnel, mais il est aussi tenu par l'État à la promulgation de ces mesures, constatant avec frustration d'avoir peu de possibilités de s'opposer efficacement puisque, dans ce moment historique, le dictateur est au sommet de sa popularité, adoré par les masses et tenu en grande estime à l'extérieur. De la contrariété de Victor-Emmanuel, Galeazzo Ciano écrit dans son Journal 1937-1943, au jour du 28 novembre 1938 : « Je trouve le Duce indigné par le Roi. Trois fois, au cours de l’entretien de ce matin, le roi a dit au Duce qu’il ressentait une pitié infinie pour les Juifs […] Le Duce a déclaré qu’en Italie il y a 20 000 personnes avec un dos faible qui sont émus par le sort des Juifs. Le roi a dit qu’il en faisait partie. Puis le roi s’est également prononcé contre l’Allemagne, pour la création de la 4e division alpine. Le Duce était très violent dans les expressions contre la monarchie. Il réfléchit de plus en plus au changement de système. Ce n’est peut-être pas encore le moment. Il y aurait des réactions. »
Cependant, la recherche historique nie ce que Galeazzo Ciano écrit dans son journal. De Felice note dans son Histoire des Juifs italiens sous le fascisme : « Deux grands obstacles sur la voie de la pleine réalisation de l'antisémitisme d'État […] étaient représentés par le roi et le Saint-Siège. » En ce qui concerne Victor-Emmanuel, ce fut simple et rapide : Mussolini envoya Buffarini-Guidi à San Rossore, où se trouvait alors le roi. La rencontre entre les deux fut rapide et se termina comme Mussolini l'avait prévu. Victor-Emmanuel fit une résistance timide mais, informé de la manière dont le Duce entendait mettre en place la politique antisémite, il céda immédiatement, se limitant à une invitation à reconnaître les mérites de ceux qui s'étaient distingués par leur patriotisme et s'exprimant en termes pleinement favorables à l'adoption des lois contre les Juifs de nationalité italienne. Le roi déclare textuellement « Je suis vraiment heureux que le Président ait l'intention de rendre hommage à ces Juifs qui se sont distingués par leur attachement à la patrie ». Il fut beaucoup plus difficile de surmonter l'obstacle du Saint-Siège, ou plutôt de Pie XI.
Une fois les lois promulguées, la discrimination a frappé les juifs italiens dans leurs droits, leur liberté et leur dignité, sans pour autant atteindre l'enfermement et l'élimination physique des sujets « non aryens », du moins tant que le royaume d'Italie restait intact et autonome du Reich. Cette étape n'a été franchie qu'avec la proclamation de la république de Salò. Dans l'Italie coupée en deux, dans le royaume du Sud, le roi, qui n'en avait pas voulu, a enfin pu prévoir l'annulation des abominables lois raciales en 1944.
À l'occasion de la journée de mémoire de 2021 Emmanuel-Philibert de Savoie, dans une lettre à la communauté juive de Rome, s'est dissocié des lois raciales au nom de la famille de Savoie : « Je condamne les lois raciales de 1938, dont je porte encore tout le poids sur mes épaules et avec moi toute la Maison royale de Savoie et je déclare solennellement que nous ne nous reconnaissons pas dans ce qu'a fait Victor Emmanuel III : une signature douloureuse, dont nous nous dissocions fermement, un document, une ombre indélébile pour ma famille, une plaie encore ouverte pour toute l'Italie »,,.

#### Visite en Libye

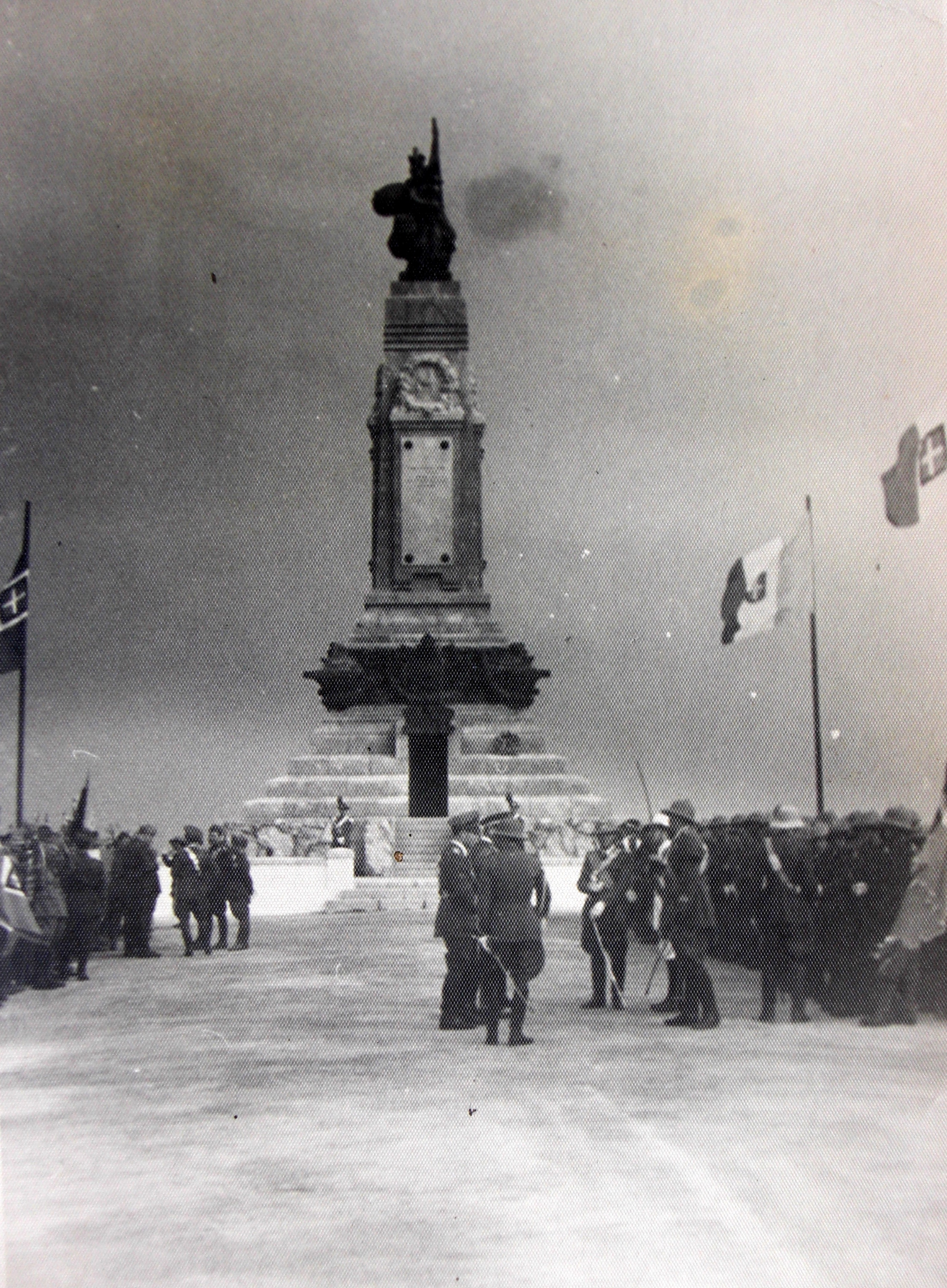
Visite de Victor-Emmanuel III à Bengasi, mai 1938.

Le 18 avril 1938, Victor-Emmanuel se rend à Tripoli, en Libye, avec sa femme Elena et ses filles. À Tripoli, il est accueilli par de nombreux civils et écoliers et, une parade militaire est organisée en son honneur, parade à l’issue de laquelle il rencontre les dignitaires de la ville, y compris des représentants de la communauté juive et le rabbin Yitzhak Chai Buchbaza. Dans les jours qui suivent, du 19 au 21 avril, il visite les petites villes autour de Tripoli, où des réceptions sont également organisées. Dans l’après-midi du 22 avril, il visite l’ancienne ville de Tripoli, des mosquées et des églises. Lors de sa visite à la communauté juive et à la synagogue locale, il est accueilli par les dignitaires de la communauté, dirigés par le rabbin Yitzhak Chai Buchbaza.

### Seconde Guerre mondiale

#### Début de la guerre au côté de l'Allemagne

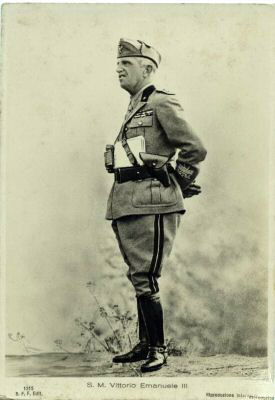
Le roi Victor-Emmanuel III en uniforme de premier maréchal d'Empire.

Avec le pacte d'Acier signé le 22 mai 1939, qui était une alliance offensive et défensive avec l’Allemagne, l'Italie aurait été obligée de suivre l'Allemagne dans la guerre en 1939. Comme le pacte d'Acier était signé, le ministre allemand des Affaires étrangères, Joachim von Ribbentrop, dit à Mussolini qu'il n'y aurait pas de guerre jusqu'en 1942 ou 1943, mais l'ambassadeur italien à Berlin, Bernardo Attolico, avertit Rome que l'information qu'il avait entendue des sources du gouvernement allemand suggérait qu'Hitler avait l'intention de voir la crise de Dantzig s'intensifier en une guerre la même année. Entre le 11 et le 13 août 1939, le ministre des Affaires étrangères, Galeazzo Ciano, rend visite à Hitler au Berghof, et apprend que l'Allemagne avait décidé d'envahir définitivement la Pologne ce même été. Mussolini était préparé d'abord à suivre l'Allemagne dans la guerre en 1939, mais il fut bloqué par Victor-Emmanuel. Lors d'une rencontre avec Ciano le 24 août 1939, le roi déclare que « nous ne sommes absolument pas en état de faire la guerre ». Il déclare que l'armée du royaume était « pitoyable » et que l'Italie n'était pas prête à faire la guerre, qu'il ne serait pas rentré dans le conflit à venir, et qu'au moins il était clair qu'ils n'allaient pas la gagner. De manière importante, Victor-Emmanuel déclara qu'en tant que roi d'Italie, il était le commandant en chef suprême, et il voulait être impliqué « dans toutes les décisions », qu'il avait un droit de veto sur chaque décision que Mussolini pourrait prendre en dehors de la guerre. Le 25 août, Ciano écrit dans son journal qu'il a informé Mussolini, « furieusement belliqueux », que le roi était contre l'entrée en guerre de l'Italie en 1939, forçant le Duce à concevoir que l'Italie se serait déclarée neutre. Au contraire de l'Allemagne où, depuis 1934, les officiers avaient prêté serment de loyauté personnelle à Hitler, les officiers de l'armée royale, la marine royale et l'aéronautique royale avaient tous prêtés serment de loyauté au roi et non à Mussolini. La grande majorité des officiers italiens, dans les trois catégories, voyaient Victor-Emmanuel comme un opposant à Mussolini et comme le principal locus de leur loyauté, permettant au roi de prendre des décisions que Mussolini désapprouvait.
L'Italie se déclare neutre en septembre 1939, mais Mussolini fait comprendre qu'il voulait intervenir aux côtés de l'Allemagne tout en promettant qu'il ne ferait pas pression sur les ressources italiennes (le coût de la guerre en Éthiopie et en Espagne avait poussé l'Italie à la banqueroute en 1939). Le 18 mars 1940, Mussolini rencontre Hitler à un sommet au col du Brenner et lui promet que l'Italie rentrerait prochainement dans la guerre, Victor-Emmanuel avait de forts doutes sur l'opportunité d'entrer dans la guerre et, en mars 1940, il laise entendre à Ciano qu'il considérait comme nécessaire la démission de Mussolini, comme l'écrit Ciano dans son journal : « le roi pense qu'il faut nécessairement qu'il intervienne à un moment pour mener les choses dans une direction différente, il préparait de faire cela rapidement ». Victor-Emmanuel espère qu'un vote contre l'entrée de l'Italie en guerre aurait été inscrit dans le Grand Conseil fasciste, comme il savait que les hiérarques Cesare Maria De Vecchi, Italo Balbo et Emilio de Bono étaient tous contre la guerre, mais il refuse d'insister à appeler le Grand Conseil comme une condition préalable en donnant son consentement de déclarer la guerre. Le 31 mars 1940, Mussolini soumet à Victor-Emmanuel une longue note argumentant que l'Italie, pour achever son espace vital recherché depuis longtemps, doit entrer en guerre aux côtés de l'Axe cette année. Cependant, le roi reste absolument opposé à l'entrée en guerre de l'Italie jusqu'en mai 1940, à la frustration intense de Mussolini. À un moment, Mussolini se plaint à Ciano qu'il y ait deux hommes, Victor-Emmanuel et le pape Pie XII, qui l'avait prévenu de ce qu'il voulait faire. En conduisant l'État, il voulait « faire sauter » la Couronne et l'Église catholique.

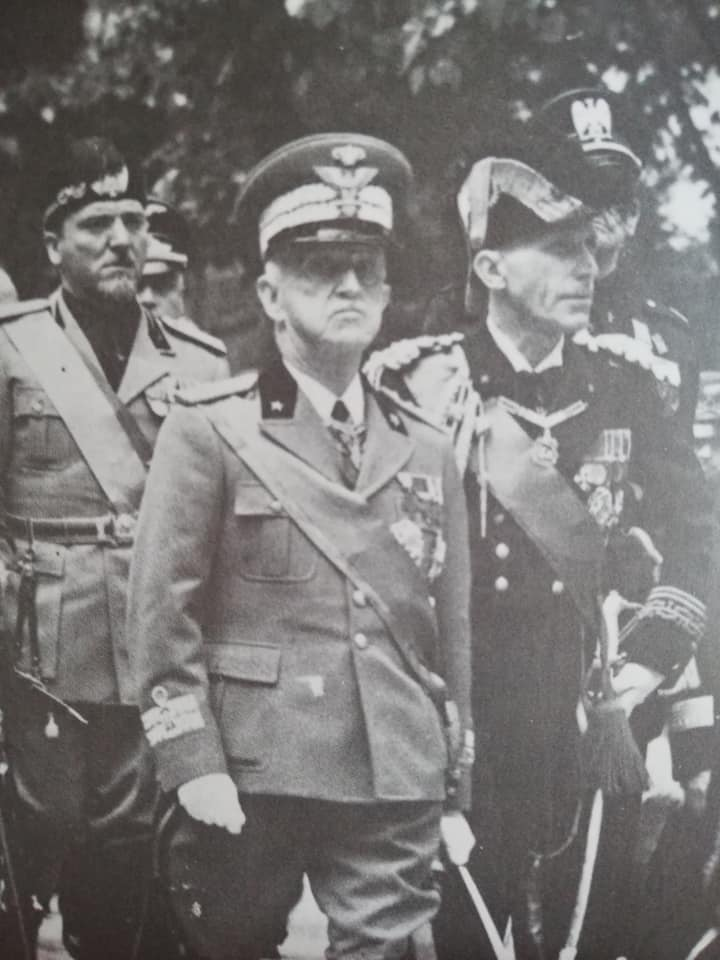
Le roi Victor-Emmanuel III en 1939.

Victor-Emmanuel était un homme prudent, il avait toujours consulté tous les savants capables de lui faire prendre une décision[réf. nécessaire]. Ici, les officiers supérieurs des forces armées l'informent des déficiences de l'armée italienne. Le 10 mai 1940, l'Allemagne lance une offensive majeure dans les Pays-Bas et la France. Comme la Wehrmacht continuait d'avancer en France, l'opposition du roi d'Italie d'entrer en guerre commence à s'affaiblir mi-mai 1940. Mussolini argumente en mai 1940 qu'il était évident que l'Allemagne allait gagner la guerre, que c'était une chance incomparable pour l'Italie d'avoir des gains majeurs face à l’expansion de la France et de la Grande-Bretagne, ce qui permettrait à l'Italie de devenir la puissance dominante sur la Méditerranée. Le 1er juin 1940, Victor-Emmanuel donne à Mussolini la permission d'entrer en guerre, bien que le roi conserve le commandement suprême et qu'il donne seulement à Mussolini le pouvoir sur les questions politiques et militaires. Le délai de dix jours entre la permission du roi d'entrer en guerre et la déclaration de guerre est causé par une demande de Mussolini de lui donner les pouvoirs de commandement suprême, une tentative de prendre une prérogative royale que Victor-Emmanuel rejetait. Le compromis trouvé a été de ne donner à Mussolini que les pouvoirs de commandement opérationnels.
Le 10 juin 1940, ignorant les conseils indiquant que le pays n'est pas préparé, Mussolini prend la décision de faire entrer l'Italie dans la Seconde Guerre mondiale aux côtés de l'Allemagne nazie. Dès le début, les désastres s'enchaînent. La première offensive italienne, une invasion de la France, lancée le 17 juin 1940, se termine dans une défaite complète. C'est seulement le fait que la France signe un armistice avec l'Allemagne le 22 juin, suivi par un autre armistice avec l'Italie le 24 juin, qui permet à Mussolini de se présenter comme victorieux. Victor-Emmanuel critique brusquement l'expression d'« armistice franco-italien », en disant que l'Italie aurait dû occuper la Tunisie, la Corse et Nice, bien que le fait que l'armistice lui permette de proclamer une victoire sur la France était une source de nombreux plaisirs. En 1940 et 1941, les armées italiennes en Afrique du Nord et en Grèce souffrent des défaites humiliantes. À la différence de son opposition de rentrer en guerre avec des puissances majeures comme la France et la Grande-Bretagne (qui pouvaient battre l'Italie), Victor-Emmanuel approuve le plan de Mussolini d'envahir la Grèce. À travers la police paramilitaire, Victor-Emmanuel est bien informé sur l'état de l'opinion publique et, à partir de l'automne 1940, il reçoit par correspondance des rapports disant que la guerre avec le régime fasciste devenait de plus en plus impopulaire auprès des Italiens. Quand Mussolini fait de Pietro Badoglio le bouc émissaire de la défaite lors de l'invasion de la Grèce et le renvoie de son poste de chef d'État-Major en décembre 1940, Badoglio appelle le roi à l'aide. Victor-Emmanuel refuse d'aider Badoglio, en lui disant que Mussolini arrangerait la situation comme il le faisait dans le passé. En janvier 1941, le roi admet devant son aide de camp, le général Paolo Puntoni, que la guerre ne va pas bien et qu'elle devenait très impopulaire. Cependant, il décide de garder Mussolini comme premier ministre car il n'y avait aucun remplaçant pour lui. Le roi avait accepté le fascisme puisque les partis antifascistes étaient républicains.

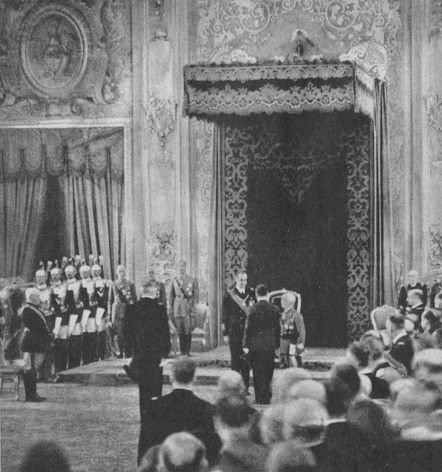
Désignation d’Aymon de Savoie-Aoste comme roi de Croatie, sous le nom de Tomislav II.

Durant l'invasion de la Yougoslavie en avril 1941, Victor-Emmanuel se rend dans une villa qui appartient à la famille Biroli Pirzio à Brazzacco au lieu d'être sur le front. En mai 1941, Victor-Emmanuel III donne la permission à son cousin, impopulaire, le prince Aymon, de devenir roi de Croatie sous le titre de Tomislav II, dans l'intention de le faire partir de Rome, mais Aymon ne répondra pas à son ambition en n'allant jamais en Croatie pour recevoir la couronne. Pendant un voyage dans les nouvelles provinces de Yougoslavie qui ont été annexées à l'Italie, Victor-Emmanuel III commente la politique fasciste envers les Slovènes et les Croates qui se dirigent alors vers la rébellion. Cependant, cela ne changea pas l'intervention militaire ni sa politique. Le 22 juin 1941, l'Allemagne lance l'opération Barbarossa, l'invasion de l'Union soviétique. Mussolini devrait affronter le roi pour une déclaration de guerre, et envoyer une force expéditionnaire italienne sur le front de l’Est. En effet, Victor-Emmanuel voulait revendiquer qu'il irait avec seulement une petite force en Union soviétique, à la place des 10 divisions que Mussolini avait envoyées.

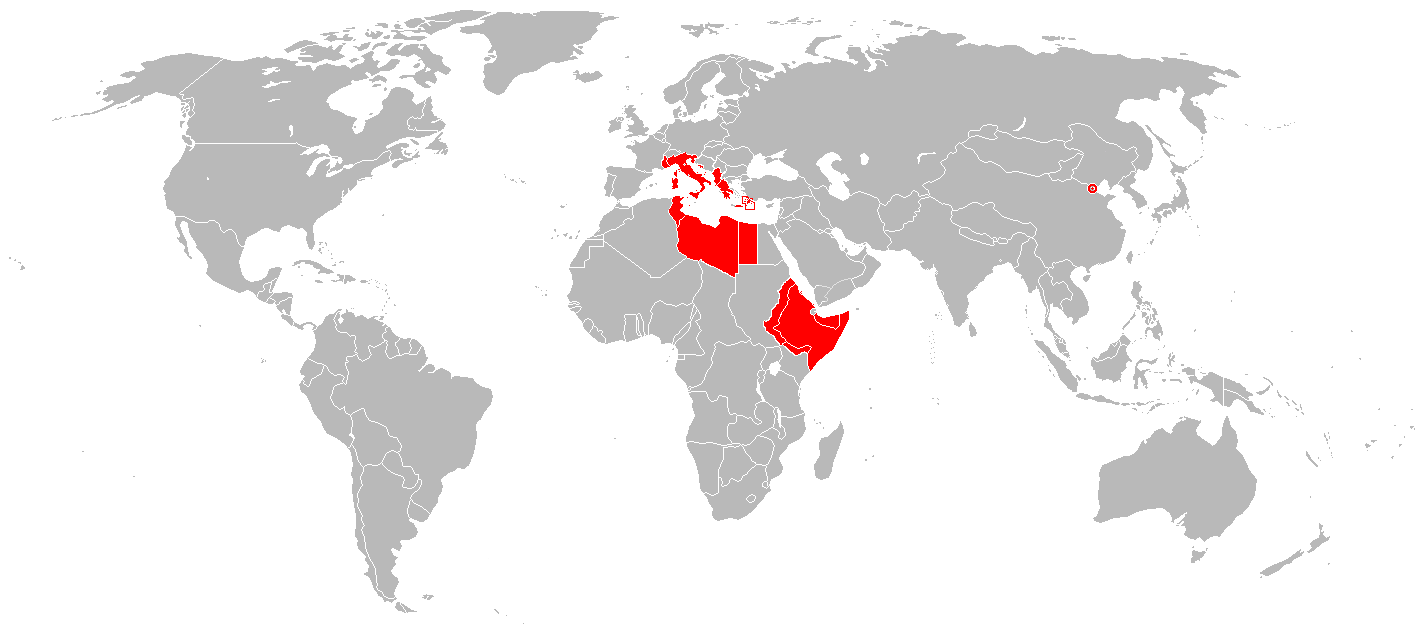
Victor-Emmanuel, roi d'Italie, d'Albanie, de Libye et d’Éthiopie

En 1941, l'Italie perd ses colonies en Afrique de l'Est. La perte de ces colonies ainsi que les défaites en Afrique du Nord et dans les Balkans causèrent une perte de confiance immense dans la capacité de Mussolini à gouverner, et beaucoup d'officiers supérieurs tels que Emilio de Bono et Dino Grandi espèrent au printemps 1941 que le roi le renvoie afin de sauver le régime fasciste. À l'été 1941, les généraux des carabiniers disent au roi que les carabiniers sont prêts à agir comme une force de frappe pour un coup d'Etat contre Mussolini, en disant que si la guerre continuait, cela causerait une révolution qui balaierait à la fois le régime fasciste et la monarchie. Victor-Emmanuel refuse son offre et, en septembre 1941, quand Ciano lui dit que la guerre est perdue, il le critique pour « défaitisme », en disant qu'il croyait toujours en Mussolini. Le 11 décembre 1941, Victor-Emmanuel accepte plutôt aisément la demande de Mussolini de déclarer la guerre aux États-Unis. Le roi croyait que les Américains suivraient la stratégie « Asie d'abord », consistant à concentrer tous leurs efforts sur le Japon comme revanche à Pearl Harbor : déclarer la guerre aux États-Unis était donc une décision sans risque. Le roi était satisfait que le Japon entre en guerre, supposant que le fait que les colonies britanniques en Asie soient en danger forcerait les Anglais à redéployer leurs forces en Asie, permettant ainsi finalement la conquête de l'Égypte par l'Axe. Le maréchal Enrico Caviglia écrit dans son journal que la manière avec laquelle Victor-Emmanuel avait refusé d'agir contre Mussolini, en dépit du fait qu'il gérait mal la guerre, était « criminelle ». Un journaliste italien[Qui ?] se souvient que, dès l'automne 1941, il ne connaissait personne qui ressente rien de plus que « du mépris » pour le roi qui était peu disposé à se dissocier du fascisme.
L'historien britannique Denis Mack Smith écrit que Victor-Emmanuel avait tendance à procrastiner quand il se trouvait face à des choix difficiles, et sa réticence au renvoi de Mussolini, malgré la pression croissante de l’élite italienne, était sa façon d’essayer d’éviter de prendre une décision. De plus, Victor-Emmanuel avait beaucoup de respect pour Mussolini, qu’il considérait comme son premier ministre le plus compétent, et semblait redouter de s’en prendre à un homme dont l’intelligence était plus grande que la sienne. Dans une conversation avec le nonce apostolique (en), le roi a expliqué qu’il ne pouvait pas signer un armistice parce qu’il détestait les États-Unis, démocratie dont les dirigeants étaient responsables devant le peuple américain, parce que la Grande-Bretagne était « pourrie jusqu’au cœur » et cesserait bientôt d’être une grande puissance, et parce que tout ce qu’il n’arrêtait pas d’entendre sur les pertes massives subies par l’Armée rouge l'avait convaincu que l’Allemagne gagnerait au moins sur le front de l’Est. Une autre excuse utilisée par Victor-Emmanuel était que Mussolini était prétendument toujours populaire auprès du peuple italien et que cela offenserait l’opinion publique s’il renvoyait Mussolini. Le Vatican était favorable à la sortie de l’Italie de la guerre en 1943, mais les diplomates pontificaux ont déclaré à leurs homologues américains que le roi était « faible, indécis et excessivement dévoué à Mussolini ».
À l'été 1942, lors d'une audience privée avec Victor-Emmanuel, Dino Grandi lui demande de renvoyer Mussolini et de signer un armistice avec les Alliés avant que le régime fasciste ne soit détruit, ce à quoi le roi lui répond de « faire confiance à votre roi » et « d’arrêter de parler comme un simple journaliste ». Grandi dit à Ciano que le roi doit être « fou » et / ou « sénile » car il était totalement passif, refusant d’agir contre Mussolini. À la fin de l'année 1942, la Libye italienne est perdue. Lors de l’opération Anton du 9 novembre 1942, la partie inoccupée de la France est occupée par les forces de l’Axe, ce qui permet à Victor-Emmanuel de proclamer dans un discours que la Corse et Nice sont enfin « libérées ». Au début de l'année 1943, les dix divisions de l’armée italienne en Russie (Armata Italiana in Russia, ou ARMIR) sont écrasées lors d’une action parallèle à la bataille de Stalingrad. Au milieu de l’année 1943, les dernières forces italiennes en Tunisie se rendent et la Sicile est prise par les Alliés. Gênée par le manque de carburant ainsi que par plusieurs défaites graves, la marine italienne passa la majeure partie de la guerre confinée au port. En conséquence, la mer Méditerranée n’était pas vraiment la Mare Nostro italienne. Bien que l’armée de l’air ait généralement fait mieux que l’armée ou la marine, elle manquait d’avions modernes.
Alors que la probabilité d'une victoire italienne se détériore, la popularité du roi en souffre, comme l'atteste une chansonnette de café :
Quand notre Victor était simple roi,

Le café était une chose courante.

Quand empereur, il a été fait,

L’odeur du café s’est estompée.

Depuis qu’il a obtenu le trône d’Albanie,

Même l’odeur s'est envolée.

Et si nous avons une autre victoire,

Nous allons aussi perdre notre chicorée.
Victor-Emmanuel est forcé de concéder que Mussolini avait pris un virage « pour le pire », qu’il impute à « cette femme » comme il appelait la maîtresse de Mussolini, Clara Petacci. Le 15 mai 1943, le roi envoie à Mussolini une lettre disant que l’Italie doit signer un armistice et quitter la guerre. Le 4 juin 1943, Grandi voit le roi et lui dit qu’il doit renvoyer Mussolini avant que le système fasciste ne soit détruit. Lorsque le roi rejette cette voie au motif que le Grand Conseil fasciste ne voterait jamais contre Mussolini, Grandi lui assure que ce serait le cas, affirmant que la majorité des dirigeants étaient maintenant contre Mussolini. En utilisant le Vatican comme intermédiaire, Victor-Emmanuel contacte les gouvernements britannique et américain en juin 1943 pour leur demander si, en tant qu'alliés, ils sont prêts à voir la maison de Savoie continuer de gouverner après la guerre.

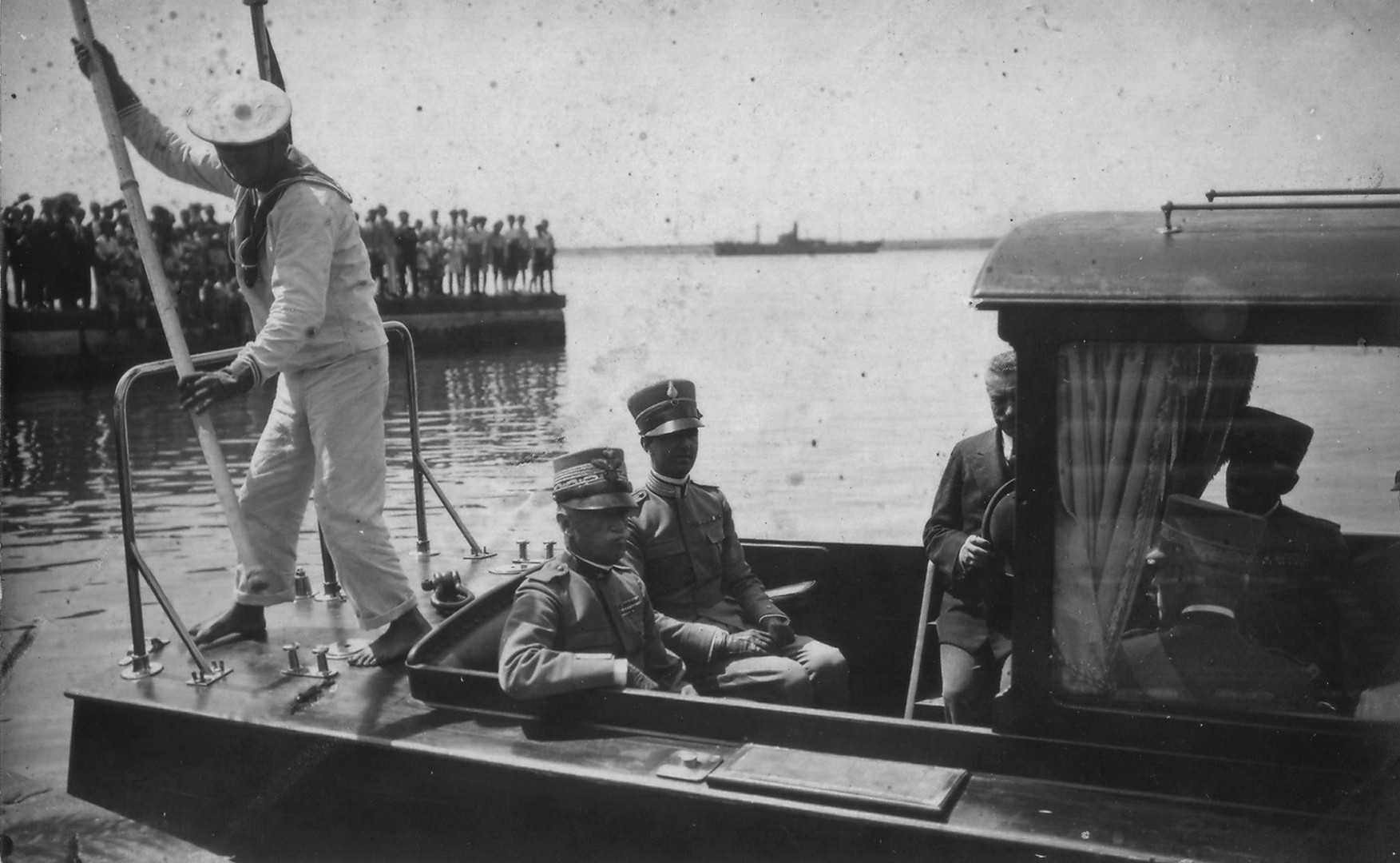
Le roi Victor-Emmanuel III à Syracuse, photo prise entre 1941 et 1942. Inspection des troupes, accostage de la marine

Lorsque le roi visite les quartiers bombardés de Rome, il est hué par ses sujets qui le blâment pour la guerre, ce qui fait s’inquiéter Victor-Emmanuel de la possibilité d’une révolution qui pourrait amener une république. À cette époque, des plans sont discutés au sein de l’élite italienne pour remplacer Mussolini. Victor-Emmanuel déclare qu’il veut maintenir le système fasciste après avoir rejeté Mussolini, et qu'il cherche à corriger seulement quelques-uns de « ses aspects délétères ». Les deux remplaçants évoqués pour Mussolini sont le maréchal Pietro Badoglio et son rival, le maréchal Enrico Caviglia. Comme le maréchal Caviglia était l’un des rares officiers de l'armée royale à garder ses distances avec le régime fasciste, il était inacceptable pour Victor-Emmanuel qui voulait un officier engagé dans la défense du fascisme, ce qui l’a conduit à choisir Badoglio qui avait loyalement servi Mussolini et commis toutes sortes d’atrocités en Éthiopie, mais qui avait une rancune contre Il Duce pour avoir fait de lui le bouc émissaire de l’invasion ratée de la Grèce en 1940. En outre, Badoglio était un opportuniste qui était bien connu pour sa flagornerie envers ceux qui étaient au pouvoir, ce qui a conduit le roi à le choisir comme successeur de Mussolini car il savait que Badoglio ferait n’importe quoi pour avoir le pouvoir alors que Caviglia avait une réputation d’homme de principes et d’honneur. Le roi pensait que Badoglio en tant que premier ministre obéirait à tous les ordres royaux alors qu’il n’était pas si certain que Caviglia ferait de même. Le 15 juillet 1943, lors d’une réunion secrète, Victor-Emmanuel dit à Badoglio qu’il prêterait bientôt serment en tant que nouveau premier ministre italien et que le roi ne voulait pas de « fantômes » (c’est-à-dire de politiciens libéraux de l’ère pré-fasciste) dans son cabinet.

#### Chute du fascisme
Le Grand conseil du Fascisme envisage de rompre avec Mussolini. Il est convoqué pour le 24 juillet 1943.
Le matin du 22 juillet a lieu la rencontre la plus importante : celle entre le roi et Mussolini, qui voulait lui rendre compte du résultat de la rencontre de Feltre avec Hitler. Le contenu de la conversation reste inconnu mais, selon Badoglio, il est possible que le Duce ait apaisé les craintes du roi, lui promettant de désengager l’Italie de la guerre à partir du 15 septembre. Les deux mois de délai s’expliqueraient par le fait que les sondages auprès des Alliés, entrepris par Bastianini, portaient lentement leurs fruits ; de l’autre côté, Mussolini aurait eu besoin de plus de temps pour se justifier lui-même et l’Italie devant le monde pour sa trahison. Apparemment, le roi est d’accord avec lui : cela expliquerait pourquoi Mussolini ne semblait pas du tout préoccupé par l’issue de la session du Grand Conseil. En effet, sans l’aide du roi, le coup d’État militaire était voué à l’échec. Quoi qu’il en soit, à la fin de l’audience, les deux hommes sortent confortés dans leurs conclusions opposées : alors que Mussolini est convaincu que le roi est toujours de son côté, Victor-Emmanuel est déçu que le Duce n’ait pas démissionné.
Le roi est alors contraint d'envisager sérieusement le putsch comme une option : il est au courant des tentatives de Bastianini avec les Alliés, tandis que Roberto Farinacci, fasciste de la ligne dure, organise un putsch pour les déposer, lui et Mussolini, dans le but de mettre l’Italie sous contrôle direct allemand. La décision finale est prise après avoir appris que le Grand Conseil adopterait la motion Grandi.
Grandi se rend au Palazzo Venezia. La raison officielle est la présentation à Mussolini d’un nouveau livre. La durée prévue n'est que de 15 minutes, mais la rencontre se poursuit jusqu’à 18h45 ; là attend d’être reçu le maréchal allemand Albert Kesselring. Bien qu'en 1944, dans ses mémoires, Mussolini ait nié qu’on ait parlé de l'ordre du jour de Grandi, cela reste peu fiable : il est plus crédible que Grandi, qui aimait le Duce, lui ait donné une dernière chance d’éviter l’humiliation et de démissionner, de sorte que le Grand Conseil serait superflu. Mussolini aurait écouté Grandi lui expliquer la nécessité de démissionner pour éviter la catastrophe, mais il aurait rétorqué que ses conclusions étaient erronées, l’Allemagne ayant commencé à produire des armes secrètes qui renverseraient le cours du conflit. Puis, Mussolini rencontra Kesselring et Chierici, le chef de la police. Ce dernier aurait confié qu’il serait facile de faire reculer Grandi, Bottai et Ciano, impatients d’être rassurés par lui. Le matin du 23 juillet, Mussolini accepte la démission de Cini : c'est un signal direct à ses adversaires.
Ces nouvelles défaites incitent le Grand Conseil du fascisme à voter contre le soutien à la politique de Mussolini (25 juillet 1943). Le même jour, Victor-Emmanuel demande sa démission à Mussolini qui, placé en détention, déclare sa loyauté envers le roi et le nouveau gouvernement Badoglio. En juin, Victor-Emmanuel avait intensifié ses contacts avec des antifascistes, directement ou par l’intermédiaire du ministre de la Maison royale, Acquarone.
La reine Hélène a raconté dans une interview de mars 1950, publiée dans L’Histoire illustrée de juillet 1983, les vingt minutes de la rencontre entre Victor-Emmanuel III et Benito Mussolini, ainsi que la destitution et l’arrestation de ce dernier :[réf. nécessaire]

« Nous étions dans le jardin. Il ne m’avait encore rien dit. Quand Acquarone émotif nous a rejoints, il a dit à mon mari : « Le général des carabiniers souhaite, avant l’arrestation de Mussolini, l’autorisation de Votre Majesté ». Je suis restée de pierre. Il me vient ensuite à trembler quand j'entendis mon mari répondre « Tout va bien. Quelqu’un doit prendre ses responsabilités. Je l’assume. » Là, ensuite, je gravissais l'escalier avec le général. Je traversais l'entrée quand Mussolini entra. J'allais à la rencontre de mon mari. Et mon mari lui dit « Cher Duce, L'Italie va en touche… » Je ne l'avais jamais entendu l'appeler ainsi, mais toujours « Excellence ». Entre-temps j'allais au premier étage, tandis que ma dame d’honneur, Jaccarino, s’attardant dans la salle, était restée en bas et ne pouvait plus bouger. Plus tard, elle m'a tout rapporté. Elle m'a dit que mon mari avait perdu son sang-froid et s'était mis à crier sur Mussolini, lui a finalement fait part qu'il le destituait et qu'il mettait Pietro Badoglio à sa place.
Quand la Jaccarino m’a rejoint, par la fenêtre d’une salle, nous avons vu mon mari calme et serein, qui accompagnait sur les marches de la villa, Mussolini. L’entretien avait duré moins de vingt minutes. Mussolini semblait âgé d’une vingtaine d’années. Mon mari lui serra la main. L’autre a fait quelques pas dans le jardin, mais a été arrêté par un officier des carabiniers suivi de soldats armés. Le drame s’était réalisé. Je me sentais bouillir. Je n’ai pas frappé de justesse[Quoi ?] mon mari qui rentrait. « C’est fait », dit-il doucement. « Si, vous deviez le faire arrêter, lui criai-je à pleine voix, indignée, cela devait se faire devant notre maison. Ce que vous avez fait n’est pas un geste de souverain… ». Il a répété « C’est fait maintenant » et a essayé de me prendre sous le bras, mais je me suis éloigné de lui, « Je ne peux pas accepter un tel fait », j’ai dit « mon père ne se serait jamais comporté ainsi » puis je suis allée m’enfermer dans ma chambre. »

#### Après la chute de Mussolini

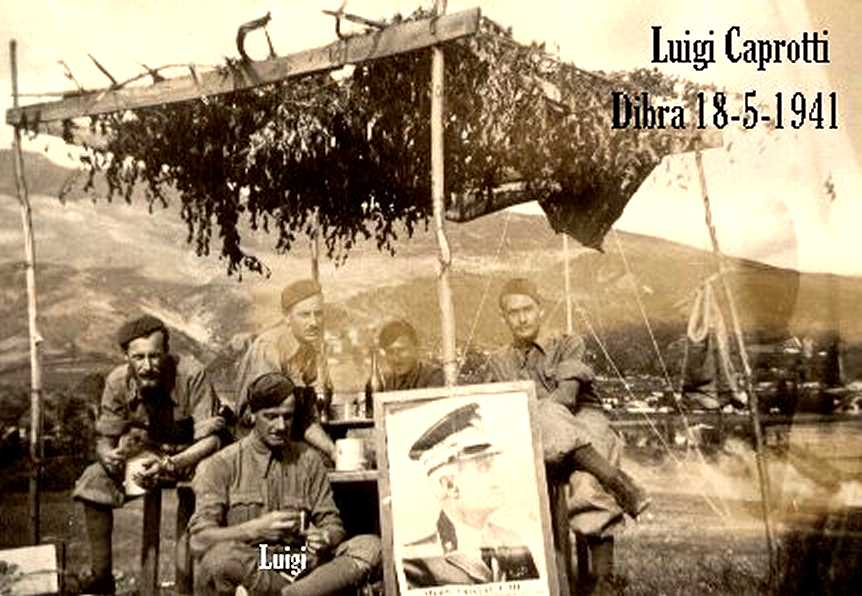
Le grand-père de Luigi Caprotti (1913-1986), Giovanni Maria Caprotti (1850-1904), avait été employé à la Villa Royale de Monza à l’époque du roi Humbert Ier, père de Victor-Emmanuel III. Photo prise en 1941.

La nomination de Badoglio ne signifie pas une trêve, bien qu’il s’agissait d’un élément de la manœuvre savoyarde pour parvenir à la paix. À travers un grand nombre d'artifices, on[Qui ?] cherche un contact productif avec les puissances alliées, en essayant de reconstituer au passage des négociations (toujours appelées spontanées et indépendantes) déjà tissées par Marie-José, l'épouse d’Humbert de Savoie, qui pourraient cette fois obtenir l'aval du roi. Le général Castellano est envoyé à Lisbonne pour rencontrer les envoyés alliés mais il ne peut pas mettre en œuvre la mission avec la précision que la situation dramatique exige. Castellano, en effet, n'est autorisé à atteindre le territoire neutre qu'en train et met trois jours pour atteindre Madrid, puis Lisbonne. Castellano ne parle pas anglais et peut se servir comme traducteur et assistant le consul Franco Montanari (qui l’accompagnera plus tard jusqu'à Cassibile). Ce n’est que le 19 août qu’il se joint aux représentants du commandement allié. Il repart le 23, arrivant finalement à Rome le 27 août. La mission a duré quinze jours. Pendant ce temps, pour rejoindre l’envoyé italien, le général Rossi et le général Zanussi ont été envoyés à Lisbonne par avion, se présentant aux représentants alliés alors que Castellano était nouvellement pour Rome. Ce choix engendre également une certaine perplexité parmi les Alliés. En particulier, le général Zanussi, déjà attaché militaire à Berlin, n'est pas bien vu par les Alliés. Confus par l’envoi de délégations aussi proches et sans coordination, l’ambassadeur britannique Ronald Campbell et les deux généraux envoyés dans la capitale portugaise par le général Dwight David Eisenhower, l’Américain Walter Bedell Smith et le Britannique Kenneth Strong, enregistrent la disponibilité de Rome à la capitulation.
La proposition de capitulation n’était en réalité pas considérée avec beaucoup d'exaltation de la part des Alliés, car le sort de la guerre était déjà évidemment marqué vers une probable défaite prochaine des armées italiennes. Quoi qu’il en soit, la reddition aurait signifié une accélération du cours de la guerre vers la défaite allemande, même si elle pouvait limiter en partie les avantages que les forces alliées avaient l’intention de tirer de la victoire militaire.
Des commentaires ultérieurs[Lesquels ?] faisant autorité, ainsi que la commémoration après la guerre par les acteurs concernés (dont l’un était Eisenhower), il a été déduit que c’était l’incertitude dans les relations entre les puissances alliées et l’intention d’éviter, la guerre étant encore ouverte, des conflits d'intérêts dangereux qui poussait les Alliés à accepter d’en parler avec une attention concrète. Si l’Italie avait été conquise, par exemple, par les États-Unis (déjà en position de suprématie militaire dans l’alliance), l’Angleterre et l’URSS auraient évidemment fait valoir leurs positions pour s’assurer que leurs acquisitions stratégiques seraient équilibrées et ils se seraient battu en leur nom, peut-être même contre les Américains eux-mêmes. De plus, dans une éventuelle partition, il fallait absolument éviter (selon les autres[Qui ?]) que l’Italie tombe aux mains des Britanniques, car Londres aurait pu monopoliser le trafic commercial, colonial et surtout pétrolier de la Méditerranée. Si Yalta n’était pas encore à la vue, on commençait à en sentir l’approche. Accepter la capitulation (en renonçant à conquérir militairement l’Italie) est donc devenu le choix le plus utile, pour lequel dépenser beaucoup d’énergie diplomatique, tant du côté américain que des autres alliés.
Le 30 août, Badoglio convoque Castellano, rentré le 27 de Lisbonne avec quelques perspectives. Le général a fait la demande d’une réunion en Sicile, qui a déjà été conquise. La proposition est présentée par les Alliés par l’intermédiaire de l’ambassadeur britannique au Vatican, D’Arcy Osborne, qui a coopéré étroitement avec son compatriote américain Myron Charles Taylor. On[Qui ?] a conjecturé que le choix même de ce diplomate n’avait pas été fortuit, ce qui signifiait que le Vatican, déjà par l’intermédiaire de Montini bien plongé dans des négociations diplomatiques pour l’avenir de l’après-guerre et soupçonné par le Quirinal d’avoir proposé la paix lors de négociations antérieures, a cette fois approuvé, ou du moins n’avait pas l’intention d’entraver, la poursuite d’un tel objectif.
Face à l’avancée incessante alliée et à la campagne de bombardements aériens et navals qui envahit le reste de l’Italie, avant même que Catane ne soit occupée par les Britanniques le 5 août 1943 et que le dernier volet de terre sicilien ne soit évacué par les forces de l’Axe (occupation de Messine le 17 août), le roi décide finalement de se débarrasser de celui que les Italiens considèrent comme le premier responsable de la catastrophe, en dénonçant et en faisant arrêter Benito Mussolini le 25 juillet 1943, juste après la méfiance qui lui avait été décrétée à la majorité la veille par le Grand Conseil du fascisme lui-même, à l’initiative de Dino Grandi. Le même Grandi, interrogé par le souverain sur la situation, l’avertit dès le 28 juillet 1943 du danger imminent et grave qui courait sur la nation si la chute de Mussolini n’était pas suivie d’un armistice avec les Alliés et de la rupture avec les Allemands et si les armes n’avaient pas été résolument dirigées contre eux :

« Si notre armée ne se défend pas et ne contre-attaque pas les forces d’invasion allemandes qui traversent déjà le Brenner, et que simultanément le gouvernement ne prend aucun contact sérieux avec les Alliés, je prévois des jours formidables pour la nation. »

— Dino Grandi

#### La nomination de Badoglio

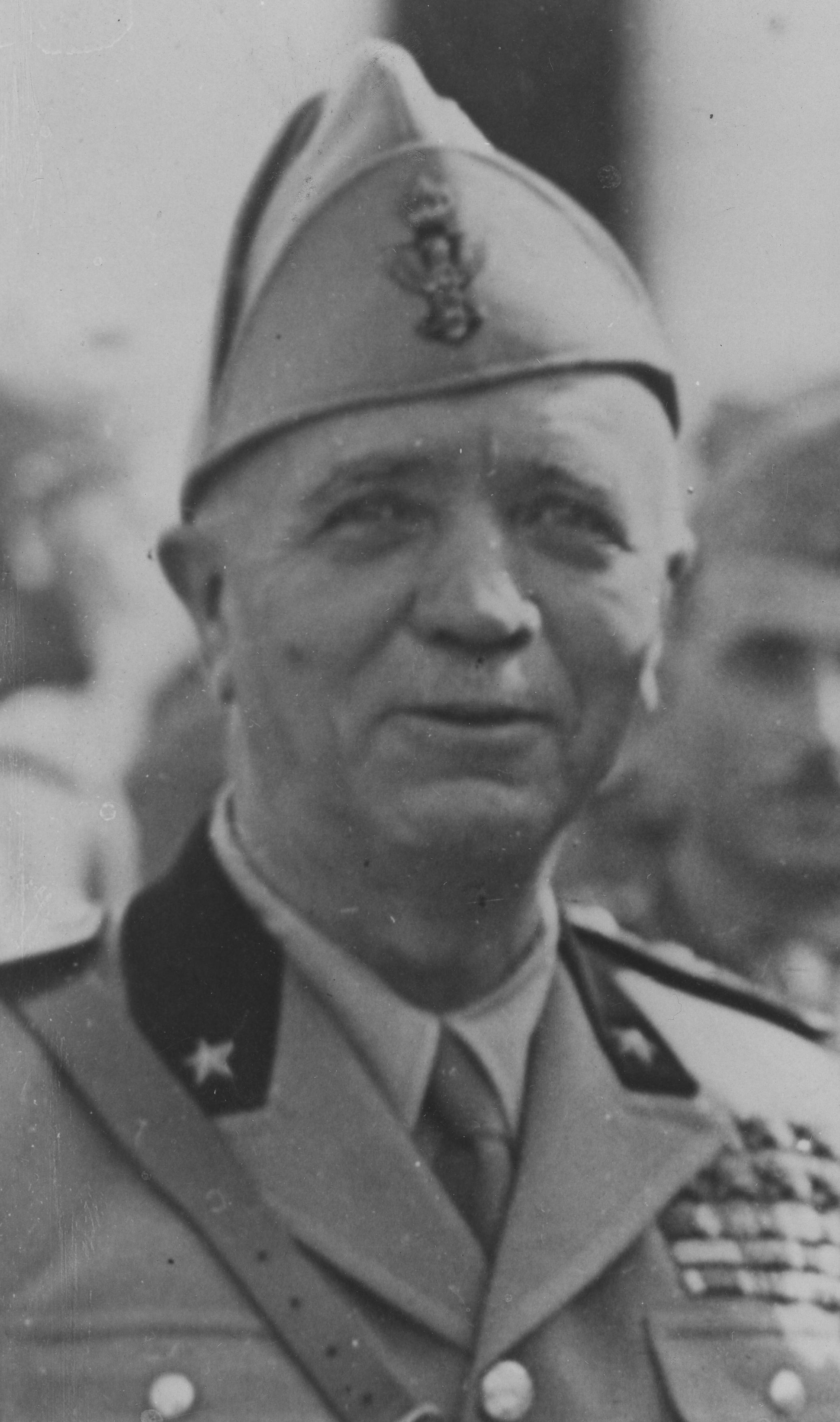
Photographie de Pietro Badoglio.

Mussolini est remplacé de manière expresse à la tête du gouvernement par le maréchal d’Italie Pietro Badoglio, un militaire piémontais largement compromis dans les initiatives du régime fasciste. Malgré la lourde peine amenée par ceux-ci durant la campagne de Grèce, il est préféré par le souverain à Enrico Caviglia, qui a un grade identique et pour lequel Grandi avait loué la candidature mais qui semble suspect pour être « trop anglophile ».
Le 31 juillet, le gouvernement Badoglio communique avoir décidé de déclarer Rome « ville ouverte », en demandant à tous les belligérants de respecter cette déclaration. Le 13 août, les Américains effectuent sur la ville une nouvelle et très lourde incursion aérienne.
Le 14 août, est alors ratifié un communiqué officiel dans lequel on lit que, « en raison du manque de considération de la demande du 31 juillet », le gouvernement italien se voyait « contraint à la proclamation unilatérale, formelle et publique de Rome ville ouverte, en prenant les mesures nécessaires aux normes du droit international ». Le 22 août est ratifié un autre communiqué officiel, dans lequel on informe que, à l'occasion des survols des avions ennemis sur la capitale, il n'y aurait aucune manifestation de défense contre ceux-ci.
La ville n'a pas été nouvellement bombardée jusqu'à la libération, advenue le 4 juin 1944.
Entre-temps, ayant vérifié l'incapacité ou le manque de volonté du roi et du gouvernement Badoglio à pourvoir adéquatement au grave danger qui menaçait le pays, Grandi va au Portugal sur ordre du Roi, afin de prendre contact avec les Anglais.

#### Armistice de Cassibile

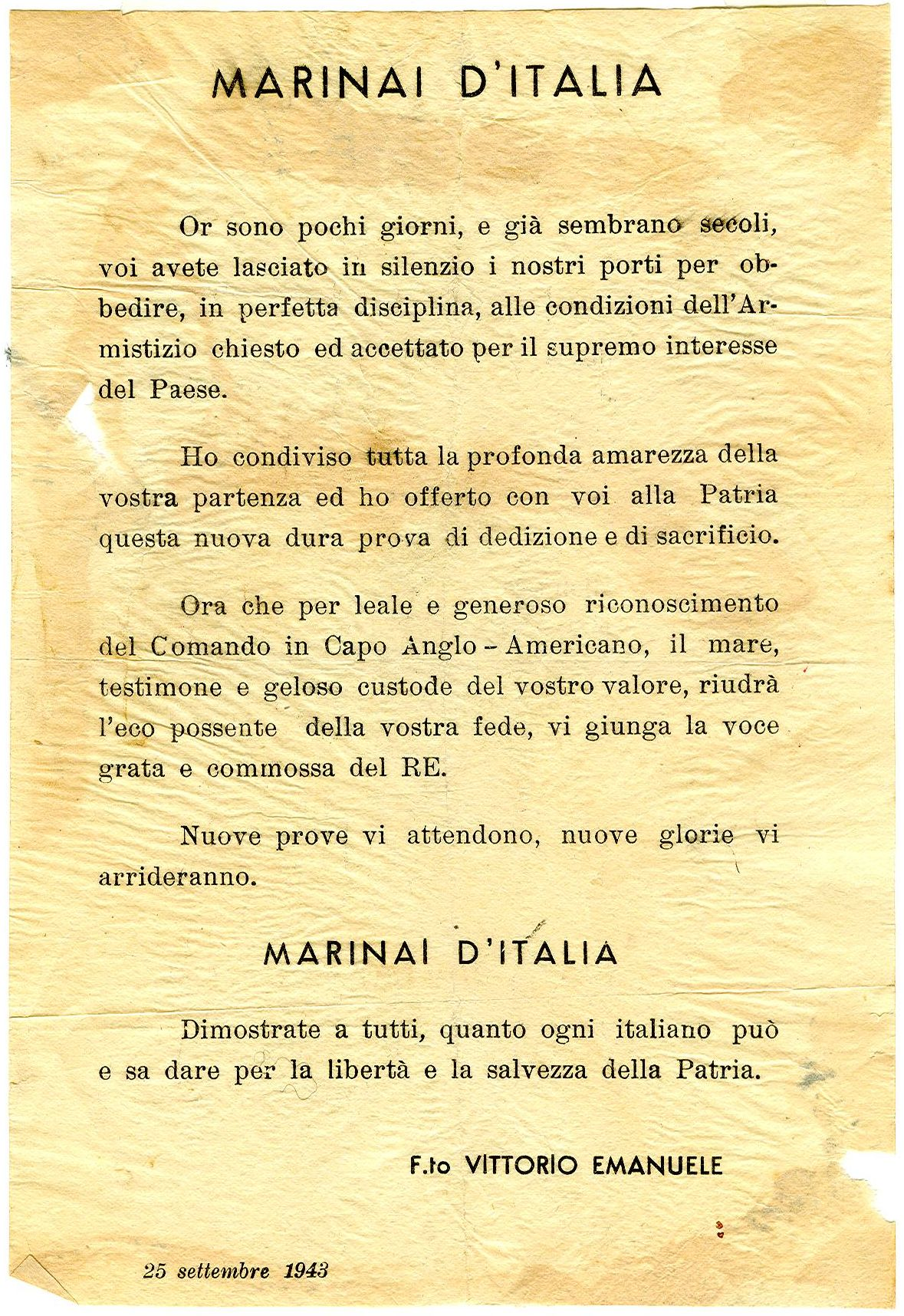
Document envoyé par Victor-Emmanuel III aux marins italiens après l’armistice de 1943.

À cause de l'avancée des Alliés dans le Sud de l'Italie, le gouvernement italien, mis sous pression par le général Eisenhower, le 3 septembre 1943, signe à Cassibile la première version d'un armistice avec les Anglais et les Américains (nommé armistice court), mais cette première version sera abandonnée du fait de l'alliance avec les Allemands. L'accord est signé par le général Giuseppe Castellano. Le 8 septembre, les Alliés annoncent la signature de l'armistice, contrairement à ce qu'avait calculé Badoglio.
L'armistice avait été tenu secret pendant quelques jours dans l'espoir vain de tenir les Allemands dans l'ignorance, alors qu'au contraire ils préparaient secrètement l'opération Alaric, visant à prendre le contrôle complet de l'Italie. Cette opération était articulée en trois axes, avec l'objectif de capturer la flotte militaire italienne. Schwartz devait désarmer l'armée italienne, Eiche libérer Mussolini et Student prendre le contrôle de tout le territoire italien encore non envahi par les Alliés, instaurant un nouveau gouvernement fasciste (qui ne prévoyait pas une présence monarchique). On voulait en effet donner à l'armée italienne le temps de s'organiser contre la réaction des nazis, craignant la réaction allemande. Les opérations dans ce but étaient confiées au maréchal Badoglio qui avait pris le poste de Mussolini le 27 juillet comme chef du gouvernement.

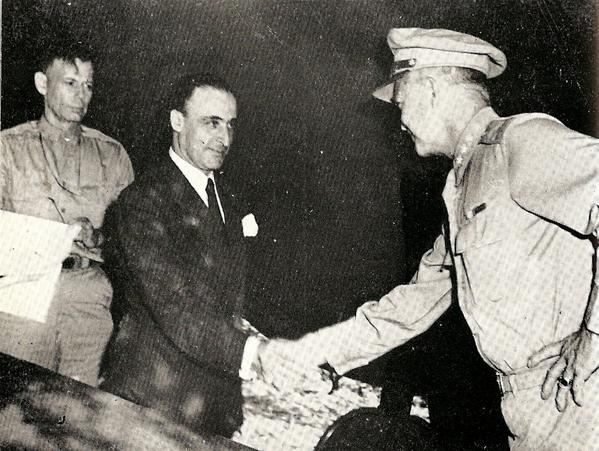
Le général Giuseppe Castellano (en civil) serre la main de Dwight D. Eisenhower après la signature de l’armistice entre l’Italie et les forces armées alliées à Cassibile le 8 septembre 1943. Le major-général Walter Bedell Smith les regarde.

L'armée, laissée sans un plan clair d'action de riposte à une offensive de l'ex-allié allemand, se trouva désorientée pour affronter les coups des nombreuses unités allemandes qui avaient été envoyées en Italie au lendemain de la chute de Mussolini. En effet, Badoglio, qui retenait les Allemands alors qu'il aurait convenu de se retirer de l'Italie, comme aurait souhaité Rommel, communiqua que les troupes italiennes ne devaient pas prendre l'initiative d'attaques contre l'ex-allié, mais se limiter à répondre.
Entre la nuit du 8 au 9, le roi, après une hésitation initiale et convaincu par Badoglio de la nécessité de ne pas tomber dans les mains allemandes, Victor-Emmanuel fuit Rome pour aller vers Brindisi, ville libre du contrôle allemand et non occupée par les Anglo-Américains. Arrivant au matin du 9 septembre dans le bourg des Abruzzes de Crecchio à quelques kilomètres d'Ortona, il est invité au château ducal de la famille des ducs de Bovino. L'État-Major réplique au contraire à Chieti, à une trentaine de kilomètres de Crecchio, près du Palais Mezzanotte. Il passe une journée au château, jouissant de toutes les faveurs disponibles à sa personne.[pertinence contestée] Victor-Emmnanuel poursuit ensuite sa fugue, embarquant à Ortona sur la corvette Baionetta. À la tête de la défense de Rome, déclarée ville ouverte, le Roi laissa son gendre, le général Giorgio Carlo Calvi de Bergolo, commandant du corps d'armée de la ville. Toutefois, le maréchal Badoglio, qui croyait probablement encore pouvoir atteindre un quelconque accord avec l'Allemagne, ne donne pas l'ordre d'appliquer le plan militaire élaboré par le haut commandement pour affronter un changement éventuel de front. Suivent de dures représailles allemandes contre l'armée italienne, la plus connue étant le massacre de la division Acqui, aussi appelé massacre de Céphalonie.
Le 12 septembre 1943, les Allemands libèrent Mussolini au cours d'une opération militaire au Campo Imperatore. Le 25 septembre, Mussolini proclame la naissance de la République sociale italienne à Salò, divisant ainsi de fait l'Italie en deux. Cette situation se termine le 25 avril 1945, quand une offensive alliée et de l'armée du royaume, reconstruite grâce à l’insurrection générale proclamé par le Comité de libération nationale, amènent les troupes de l'Axe à la capitulation.

#### La fuite vers Brindisi
« Juste après six heures, des soldats, debout sur les trottoirs devant les bâtiments du ministère de la Guerre et de l'état-major, saluent ; mais les autres, pour la plupart, restent tels qu'ils sont, la casquette de travers, le visage sombre, les mains dans les poches. Ils flairent la fuite des dirigeants. »

— Témoignage du général Giacomo Zanussi, officier responsable du chef d'état-major Mario Roatta, en fuite avec son supérieur, rapporté dans Arrigo Petacco, La Seconde Guerre mondiale, Armando Curcio Editore, Rome, p. 1171

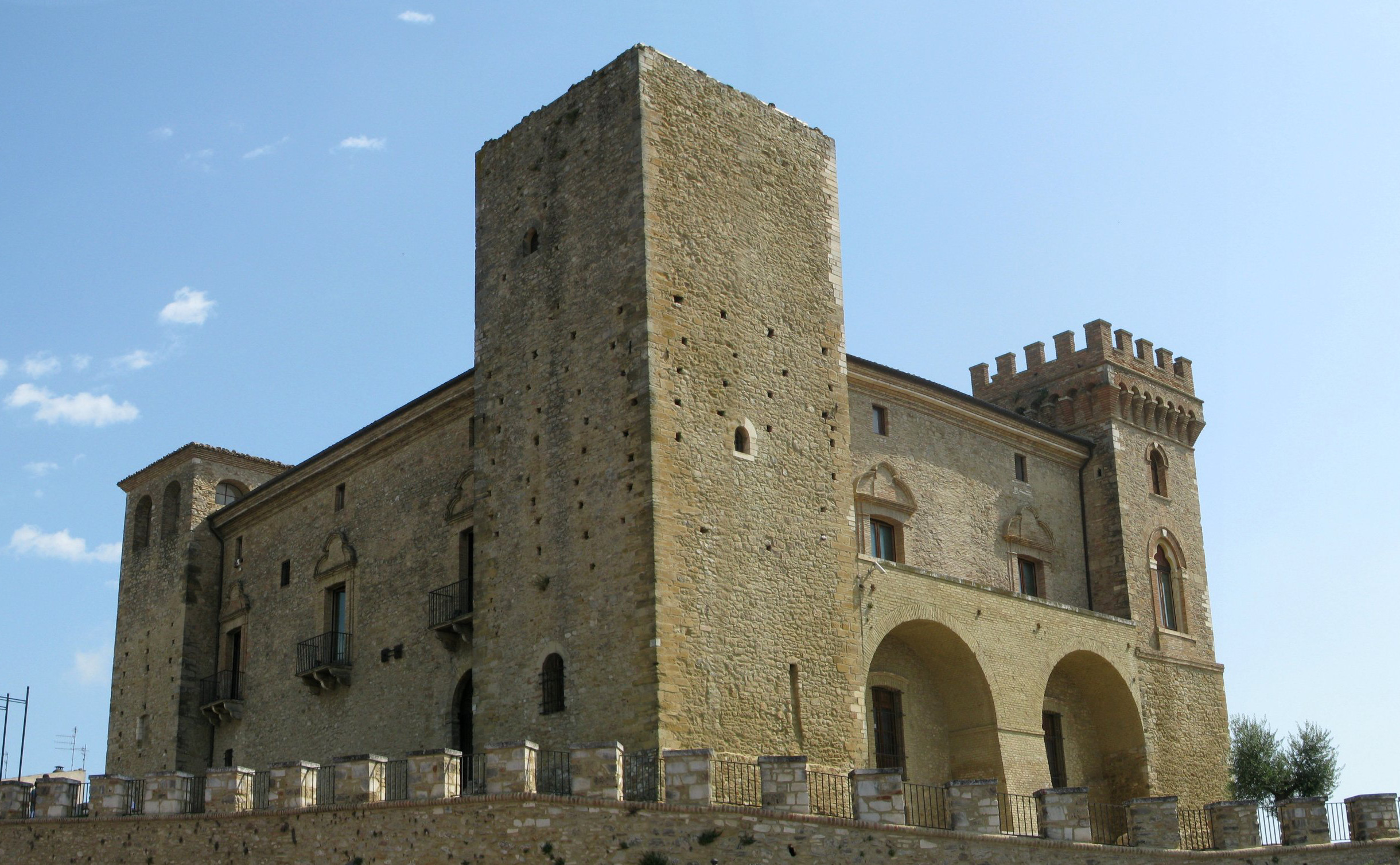
Victor-Emmanuel III se réfugie au château de Crecchio.

Le soir du 8 septembre 1943, coïncidant avec l'annonce de l'armistice signé cinq jours plus tôt, divers commandements et garnisons italiens à l'intérieur et à l'étranger sont attaqués ou débordés par les Allemands, de sorte que le roi et le gouvernement Badoglio craignent un coup de main nazi pour s'emparer de la capitale (l'intervention qui a alors eu lieu en même temps et s'achève le 10 septembre). Au lieu d'organiser la défense de la capitale — ce qui était également militairement possible, comme l'attestèrent plus tard les Allemands eux-mêmes, ils décident de se dépêcher de quitter Rome. Les hypothèses d'atteindre la Sardaigne par bateau tombent rapidement (les forces germaniques présentes, la 90e Panzer Grenadier Division, se dirigeant déjà vers la Corse pour consolider le contrôle). En raison de l'occupation rapide par les Allemands des bases navales de Gaeta et Civitavecchia, l'hypothèse choisie est de se tourner vers le front adriatique, particulièrement dépourvu de forces germaniques, pour finir par choisir la via Tiburtina comme échappatoire pour rejoindre le port d'Ortona.
A l'aube du 9 septembre, Victor-Emmanuel III monte à bord de sa Fiat 2800 gris-vert avec la reine Hélène, le général Puntoni et le lieutenant-colonel De Buzzacarini. Badoglio avec le duc Pietro d'Acquarone et Valenzano sont dans la deuxième voiture, tandis que le pPrince Humbert prend place dans une troisième voiture. Le petit convoi quitte Rome sur la via Tiburtina.
Tous les autres membres de la famille royale sont absents, certains seront ensuite arrêtés par les Allemands et internés en Allemagne (la princesse héritière et ses enfants réussissent cependant à fuir en Suisse). La princesse Mafalda de Savoie, mariée au prince de Hesse et qui est alors en Bulgarie, n'est pas prévenue de la fuite de la famille royale de Rome et de l'armistice (elle est prévenue lors de son voyage de retour en Italie, mais elle a voulu continuer)[réf. nécessaire]. Elle tombe ensuite facilement prisonnière des nazis et est déportée au camp de concentration de Buchenwald où, mise à rude épreuve par son emprisonnement, elle meurt des suites de blessures subies lors d'un bombardement allié.
Après le petit cortège de voitures avec des membres de la famille royale à bord, à intervalles réguliers, les autres généraux se déplacent tandis que deux voitures blindées sur lesquelles est transporté le général Zanussi escortent le convoi en fuite.
La voiture dans laquelle se trouve Badoglio tombe en panne en chemin et il passe donc dans la voiture du prince Humbert qui, le voyant avoir froid, lui prêta son manteau. Badoglio prend soin de retrousser ses manches pour éviter que les grades ne soient visibles.

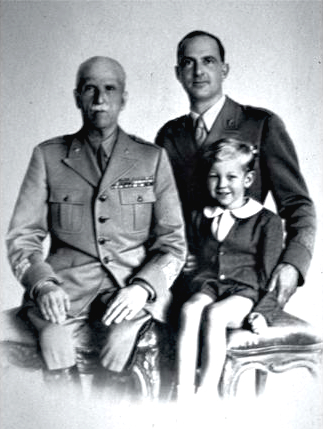
Victor-Emmanuel III d’Italie avec son fils Humbert et son petit-fils Victor-Emmanuel.

Au cours du voyage, le prince Humbert exprime à plusieurs reprises des hésitations, exprimant le désir de retourner à Rome et de conduire les troupes italiennes attachées à sa défense. Cependant, Badoglio l'incite brutalement à renoncer à ses intentions, affirmant qu'il était son supérieur dans la hiérarchie militaire. De plus, la voiture est arrêtée par trois barrages routiers allemands, qui sont facilement contournés avec le simple avertissement qu'il y avait des « officiers généraux » à bord.
Dans l'après-midi, les voitures arrivent à l'aéroport de Pescara, où se trouve un groupe de vol commandé par le prince Carlo Ruspoli qui, ayant entendu parler des intentions de la famille royale, exprime son étonnement et son doute pour cette évasion. Victor-Emmanuel III se cache alors derrière les obligations constitutionnelles : « Je dois obéir aux décisions de mon gouvernement ». À ce stade, cependant, l'utilisation de l'avion est exclue par crainte d'éventuelles rébellions : même les pilotes opérant dans la zone n'acceptent pas de participer à une action qu'ils considéraient comme inconvenante. Une autre explication possible (avancée par Badoglio dans son ouvrage l'Italie pendant la Seconde Guerre mondiale) est le fait que « la reine souffrant de cœur, ne pouvait supporter la fuite,».
Il est donc décidé de poursuivre le voyage en bateau à partir du port d'Ortona. Le roi passe la nuit au château de Crecchio, propriété des ducs de Bovino. L'état-major général et la noblesse qui les suit se reposent à Chieti, dans le Palazzo Mezzanotte, devant la cathédrale.
La corvette Baionetta est appelée au port de Pescara depuis Zara, tout comme le croiseur Scipione Africano et la corvette Scimitarra depuis Tarente. La population de la ville, cependant, apprend la fuite et manifeste son indignation et, pour éviter les problèmes, le groupe de fugitifs et les navires qui leur étaient destinés sont détournés vers le port d'Ortona. Badoglio, qui est descendu de Chieti au milieu de la nuit, est le seul qui réussit à embarquer à Pescara.
Le lendemain matin, le roi et sa suite s'embarquent à Ortona sur la corvette Baionetta qui les conduit à Brindisi qui, à l'époque, n'était sous le contrôle ni des Alliés, ni des Allemands. L'embarquement est agité : une foule de 250 officiers avec beaucoup de membres de leurs familles et de connaissances attendant déjà le roi, a en effet tenté (la plupart du temps en vain) de se joindre à la fête. Le navire n'a pas accosté, mais autant de personnes que possible ont été entassées dans la chaloupe envoyée à quai. Beaucoup de militaires et autres membres de la suite du roi qui n'ont pas pu embarquer, et sont retournés à Chieti d'où, après avoir abandonné leurs biens et s'être procuré des vêtements civils et anonymes, ils se sont cachés.
Pendant le voyage, la compagnie fut suivie par un avion éclaireur allemand qui documenta le voyage de la famille royale avec des photographies, mais rien ne suivit ce contrôle. À leur arrivée à destination, les membres de la famille royale sont accueillis par l'amiral Rubartelli, qui avait le contrôle total de la zone et a été stupéfié par l'apparition soudaine de Victor-Emmanuel. Il existe des indices selon lesquels Badoglio et le roi avaient déjà transféré des richesses considérables dans les Pouilles et en Grande-Bretagne depuis un certain temps.

#### Après la fuite du roi
Après s'être installé à Brindisi, le groupe reprend les tractations avec les Alliés, pour lesquels l'Italie apparaît comme un interlocuteur hésitant et peu fiable. Envoyé par Eisenhower pour les négociations, le général Mason McFarlane et ses conseillers arrivent dans les Pouilles, surpris de trouver une équipe politique mal préparée aux négociations et ignorant le texte de l'armistice court (c'est-à-dire celui signé à Castellano le 3 septembre). La méfiance des Alliés envers Badoglio finit par ressembler à celle que les Allemands cultivaient pour le gouvernement italien.
Le 27 septembre arrivent à Brindisi deux représentants des Alliés : Harold Macmillan et William Francis Murphy qui donnent à Badoglio le texte intitulé Capitulation inconditionnelle et qui sera signé par Badoglio à Malte le 29 septembre. Ce texte, articulé en 44 articles, sera appelé armistice long et définit les conditions sévères de la capitulation italienne. Entre autres, le 13 octobre, l'Italie déclare formellement la guerre à l'Allemagne, condition demandée dans les clauses de la capitulation pour acquérir le statut de nation indépendante de la part des cobelligérants.
Au nord du front des combats, pendant ce temps, la division de l'Italie s'est formalisée. Presque la totalité du territoire italien au nord du front est confiée à la République sociale italienne de Mussolini, libéré par les Allemands le 12 septembre. Bien que se heurtant sporadiquement aux Républiques partisanes italiennes, les Allemands occupent le nord et y réalisent une bonne partie des objectifs de l'« opération Alaric », exception faite de la capture de la flotte italienne qui, à part un certain nombre d'unités mineures, se rallie aux Alliés. Dans la partie méridionale, en revanche, ce qu'on appelle parfois le « royaume du Sud » fait ses premiers pas.

#### Royaume du Sud

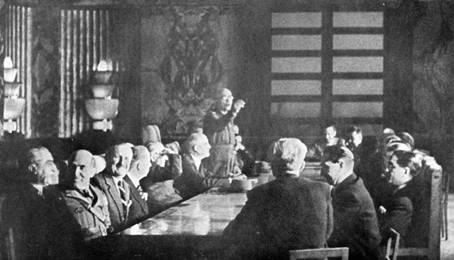
Installation du gouvernement Badoglio à Salerne en 1944.

Pour échapper aux Allemands, le roi et des ministres militaires s'enfuient à Brindisi, laissant l'armée italienne dispersée sur tous les fronts de guerre sans ordres, à l'abandon complet, permettant à l'armée allemande de concrétiser l'« opération Alaric » et sanctionnant les défaites de l'armée italienne les plus graves, subissant en 10 jours 20 000 pertes et plus de 800 000 prisonniers. Toutefois la fuite permet la continuité formelle de l'État, surtout aux yeux des Alliés.
De cette manière, les Alliés voyaient garantie la validité de l'armistice alors que la présence d'un gouvernement légitime évitait à l'Italie l'instauration d'un régime dur d'occupation, au moins dans les zones méridionales. À Brindisi est fixé le siège du gouvernement. Victor-Emmanuel déclare formellement la guerre au Troisième Reich le 13 octobre et les Alliés accordent à l'Italie le statut de « nation cobelligérante », également attribué à d'autres pays changeant de camp (Finlande, Roumanie, Bulgarie…) mais aussi à des pays qui avaient été Alliés sans interruption (Pologne, Norvège, Pays-Bas, Belgique, Yougoslavie, Grèce…), pour réserver le rôle décisionnel aux « trois Grands » (le Royaume-Uni, les États-Unis d'Amérique et l'URSS, qui deviendront « quatre » par l'adjonction de la France libre en 1944).
Entre-temps, on procède à la réorganisation de l'armée. Le roi doit affronter la fronde des partis politiques reconstruits, ainsi que celles des comités de notables, en particulier de ceux réunis dans le CLN de Rome, présidé par Bonomi. Les notables restés fidèles à la couronne, dont Benedetto Croce dans un discours au congrès de Bari, commencent à évoquer l'abdication du souverain.
Mais Victor-Emmanuel ne cède pas non plus devant les fortes pressions exercées par les Anglo-Américains, voulant ainsi défendre le principe monarchique et dynastique qu'il représente et, en même temps, tenant à réaffirmer au moins formellement l’indépendance de l'État par rapport aux ingérences externes. Ainsi, il fut noté que différentes clauses de l'ainsi dit « armistice long », de caractère essentiellement politique, aggravaient une hypothèse très lourde sur l'indépendance de l'État vis-à-vis de la présence des Nations unies qui l'avaient contraint à une capitulation sans conditions.
Après le débarquement des Alliés en Sicile, l'armistice de Cassibile, son annonce du 8 septembre et la fuite du roi de Rome vers Brindisi, auprès du gouvernement Badoglio, maintient la structure constitutionnelle du royaume d'Italie, essayant de reconstruire l'administration de l'État, puisque presque tous les fonctionnaires et employés ministériels sont piégés dans la capitale. Victor-Emmanuel III annonce dans la soirée du 10 septembre, dans un message enregistré diffusé par Radio Bari, les raisons qui l'ont poussé à quitter Rome :

« Pour le bien suprême de mon pays, qui a toujours été ma première pensée et le but de ma vie, et afin d'éviter des souffrances plus graves et des sacrifices plus importants, j'ai autorisé la demande d'armistice. Italiens ! Pour la sécurité de la capitale et pour pouvoir remplir pleinement mes devoirs de roi auprès du gouvernement et des autorités militaires, je me suis déplacé vers un autre point du sol national sacré et libre. Italiens, je compte sur vous avec confiance pour chaque événement, comme vous pouvez compter sur votre roi, jusqu'au sacrifice ultime. Que Dieu assiste l'Italie dans cette heure grave de son histoire. »

— Victor-Emmanuel III sur Radio Bari, 10 septembre 1943
Pour les Alliés, il fallait qu'il y ait dans l'Italie libérée un gouvernement capable d'exercer un pouvoir légitime s'opposant à celui de la République sociale italienne fasciste, établie à Salò, et aux Républiques partisanes italiennes d'obédience marxiste. Pour cette raison, dès le 19 septembre, les provinces des Pouilles, de Bari, Brindisi, Lecce et Tarente et la Sardaigne ne sont pas placées sous le contrôle de l'Administration militaire alliée des territoires occupés (AMGOT), mais reconnues confiées au gouvernement de Badoglio, bien que sous le contrôle étroit de la Commission de contrôle alliée.
L'un des premiers actes du gouvernement qui a pris ses fonctions à Brindisi est la signature de l'armistice dit long, complété par l'armistice court signé à Cassibile le 3 septembre. Tout en appliquant le principe de la capitulation inconditionnelle, les Alliés s'engagent à assouplir les conditions au prorata de l'aide que l'Italie apportera dans la lutte contre les nazis.
Le 13 octobre, le gouvernement déclare la guerre à l'Allemagne. D'un point de vue politique, cette déclaration est très importante, puisqu'elle place l'Italie parmi les Alliés de la Seconde Guerre mondiale. À partir de ce moment, le gouvernement italien commence lentement à élargir son autonomie. Dans cette première phase, seules la Sardaigne et les Pouilles sont sous contrôle gouvernemental, tandis que le reste du territoire libéré est sous contrôle de l'administration militaire alliée. L'installation du deuxième gouvernement Badoglio à Salerne a lieu en avril 1944.

### Lieutenance générale du royaume à son fils Humbert

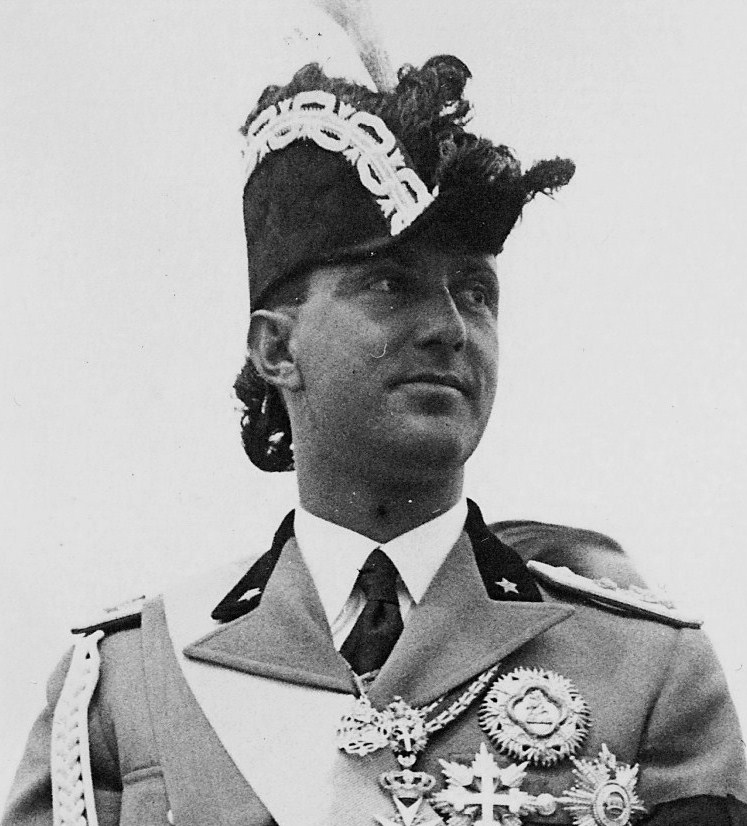
Le prince héritier, Humbert, en uniforme de lieutenant-général du royaume, 1944.

Le 12 avril 1944, un message à la radio annonce la décision du souverain de nommer son fils Humbert lieutenant à la libération de la capitale advenue. La solution de la lieutenance, déjà instituée par la Maison de Savoie plusieurs fois dans le passé, était suggérée par Enrico de Nicola, tiède monarchiste, lors d'une de ses rencontres avec le chef de l'État. Le 5 juin, il confie à Humbert la lieutenance du royaume sans abdiquer.
Début 1944, Benedetto Croce affirme : « Tant que la personne du roi actuel reste à la tête de l'État, on sent que le fascisme n'est pas fini, qu'il reste attaché à nous, qu'il continue de nous ronger et de nous affaiblir, qu'il va resurgir plus ou moins déguisé ». En 1945, Arturo Toscanini déclare au Time : « Je suis fier de revenir en tant que citoyen de l'Italie libre, mais pas en tant que sujet du roi dégénéré et du prince de la maison de Savoie. » Plus tard Toscanini changera d'avis car le 11 mai 1946 il dirigera à Milan le concert pour la réouverture de La Scala alors que depuis le 9 l'ex-prince Humbert est roi. 
Le 5 juin 1944 est une date qui marque le passage des pouvoirs du roi à son fils Humbert, qui ainsi exercera les prérogatives du souverain au Quirinal, sans toutefois posséder la dignité du roi, avec Victor-Emmanuel qui s'installera à Naples. Le souverain, dans une tentative extrême mais tardive de sauver la monarchie, abdique le 9 mai 1946 à Naples en faveur de son fils Humbert II environ un mois avant le référendum institutionnel du 2 juin. L'authentification par la signature du roi, plutôt que par le président du Conseil, est faite par un notaire (Nicola Angrisano, du collège des notaires de Naples). Le soir même, il embarque sur le Duc des Abruzzes pour gagner l'Égypte, en exil volontaire.

### Abdication de Victor-Emmanuel III
L'abdication de Victor-Emmanuel III est l'acte dans lequel, le 9 mai 1946, le roi Victor-Emmanuel III, renonce à la couronne d'Italie en faveur de son fils Humbert II, qui revêtait déjà le rôle de « lieutenant général du royaume » depuis le 5 juin 1944, au lendemain de la libération de Rome. Le roi était d'abord réticent à abdiquer, et les partis politiques du CLN auraient préféré ne pas changer la situation, déjà très délicate. En mai 1946, l'abdication est perçue par les milieux monarchiques comme la seule possibilité de sauvegarder la monarchie en Italie et le sort de la Maison de Savoie, discréditée par le soutien offert depuis 20 ans au fascisme et à Mussolini en particulier.
De plus, il ne faut pas oublier que l'abdication a eu lieu sans tenir compte du décret du lieutenant no 151 du 25 juin 1944 et de l'article 2 du décret-loi du lieutenant no 98 du 16 mars 1946, qui prévoyait le maintien du régime de lieutenance jusqu'à la consultation électorale pour l'élection de l'Assemblée constituante. Le premier projet était, en effet, de laisser le choix de la forme de l'État aux constituants. Dans un second temps le référendum a été choisi mais, en tout cas, toujours dans le régime de lieutenance de son fils Humbert.
L'abdication a eu lieu à Ravello, sur la côte amalfitaine, où le roi vivait à la Villa Episcopio. Sur la base de la loi Attributions et prérogatives du chef du gouvernement, les fonctions de notaire de la couronne appartenaient au chef du gouvernement, alors Alcide De Gasperi, mais il n'a pas été jugé opportun de demander à De Gasperi d'entériner un acte formellement illégal, et la légalisation de la signature du roi a été certifiée par un notaire ordinaire de Naples,. Un communiqué officiel a ensuite été publié : « Aujourd'hui à 15h15 à Naples, le roi Victor-Emmanuel III a signé l'acte d'abdication et, selon la coutume, est parti en exil volontaire. Dès que le nouveau roi Humbert II reviendra à Rome sera officiellement notifié au Conseil des ministres ».
Parce qu'elle était jugée illégale par les partis communiste, socialiste et d'action, l'abdication fut durement critiquée par la presse de gauche italienne : Unità qualifie la décision du souverain d'« acte ignoble et grotesque » et Avanti ! qualifie Victor-Emmanuel III de « roi fasciste » (et le nouveau roi Humbert II de « prince fasciste »). Le plus modéré est le quotidien démocrate-chrétien Il Popolo qui souligne que l'abdication du souverain ne bloquera pas l'engagement des démocrates-chrétiens en faveur du référendum institutionnel. En tout les jours précédant l'abdication le président du conseil De Gasperi lui-même était parfaitement à connaissance de la décision du roi. 
Victor-Emmanuel prend le titre de comte de Pollenzo, qui fait référence à une localité de la municipalité de Bra, un fief qui appartenait à la famille Romagnano au XVIIIe siècle mais qui passa ensuite aux Savoie. Carlo Alberto y avait construit un magnifique château.
Le soir même de l'abdication, le roi, devenu comte de Pollenzo, et la reine Elena s'embarquent sur le croiseur Duc des Abruzzes et débarquent à Alexandrie en Égypte, en invités du roi Farouk Ier. 

### Exil et mort

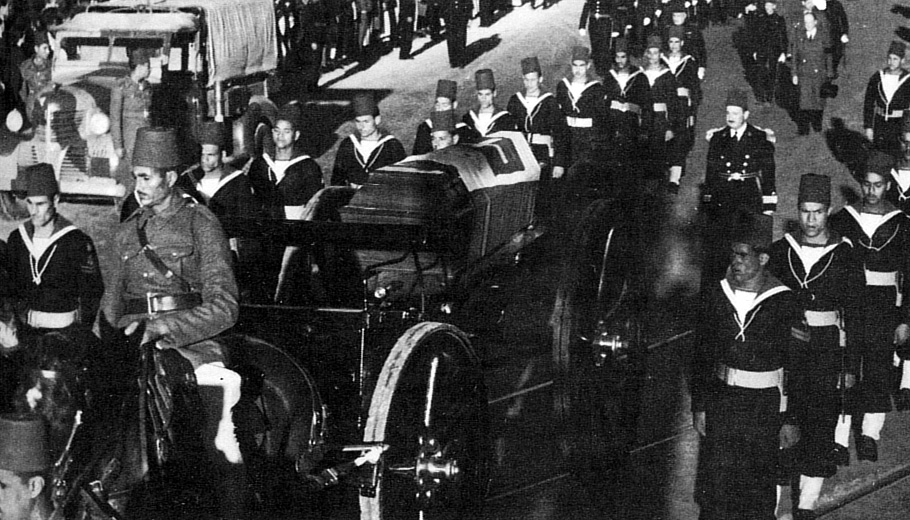
Funérailles de Victor-Emmanuel III à Alexandrie.

Durant son exil égyptien le souverain visite les zones de guerre où le royaume en exercice avait combattu quelques années auparavant, dont celle d'El Alamein.
Il meurt à Alexandrie le 28 décembre 1947, le lendemain du vote de la constitution de la République italienne qui entre en vigueur le 1er janvier 1948 et qui réserve un sort particulier aux membres et descendant de la maison de Savoie selon l'article XIII. Ainsi, les membres et descendants de la maison de Savoie sont privés de leurs droits civiques et ne peuvent plus remplir de fonction publique. Dans les dispositions finales, les biens existants sur le territoire national des anciens rois de la Maison de Savoie, de leurs épouses et de leurs descendants mâles sont transférés à l'État. L'article XIII stipule également que l'entrée et le séjour sur le territoire national sont interdits aux anciens rois de la maison de Savoie, à leurs épouses et à leurs descendants mâles. Le 23 décembre 1947, Victor-Emmanuel III avait dit à son aide de camp, le colonel Tito Livio Torella di Romagnano : « Nous vivons dans un très beau monde », en référence au fait que parmi les vœux qu'il recevait pour Noël 1947, certaines lettres de personnalités, dont il attendait les hommages, brillaient par leur absence.

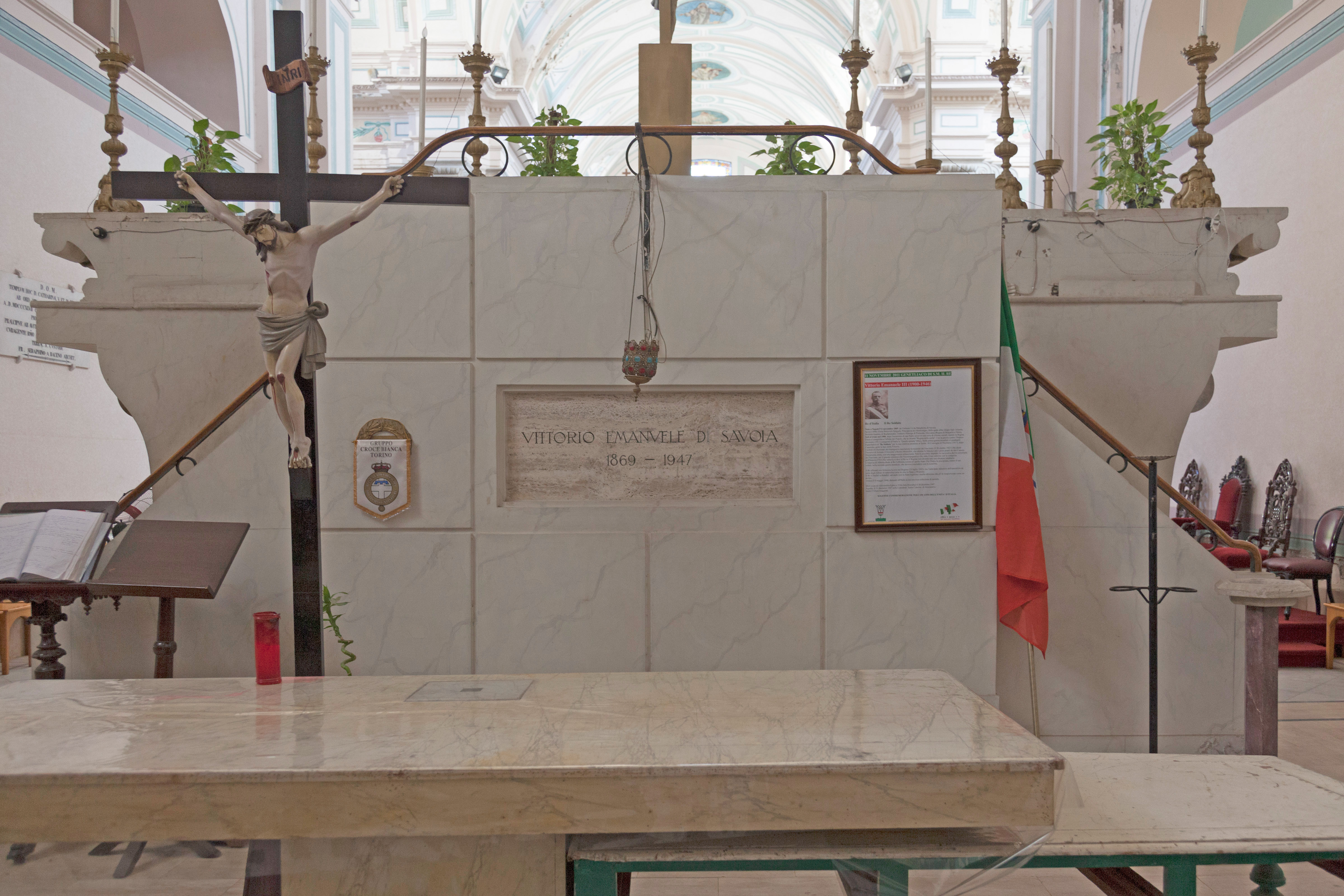
Tombe de Victor-Emmanuel III à la cathédrale catholique latine Sainte-Catherine à Alexandrie (Égypte)

La mort de Victor-Emmanuel III dans une villa des environs d'Alexandrie est due, comme l'ont constaté les médecins, à une congestion pulmonaire dégénérée en thrombose. L’ancien souverain en souffrait depuis cinq jours quand il en mourut le 28 décembre à 14 h 20, après s’être levé une dernière fois, malade, à 4 h 30. Les derniers mots de l’ancien roi à son médecin furent : « Combien de temps cela va-t-il durer ? J'ai des choses importantes à faire ».
La mort de Victor-Emmanuel III a limité les appels de Humbert II. Le roi d’Égypte Farouk ordonna que le défunt ait droit à des funérailles militaires (cercueil placé sur un affût de canon et escorté par une escouade des forces armées égyptiennes). La dépouille, saluée lors des funérailles par 101 coups de canon, a été inhumée dans la cathédrale catholique latine d’Alexandrie en Égypte. Selon le désir du défunt, aucune couronne n’a été déposée sur le cercueil.

### Rapatriement du corps

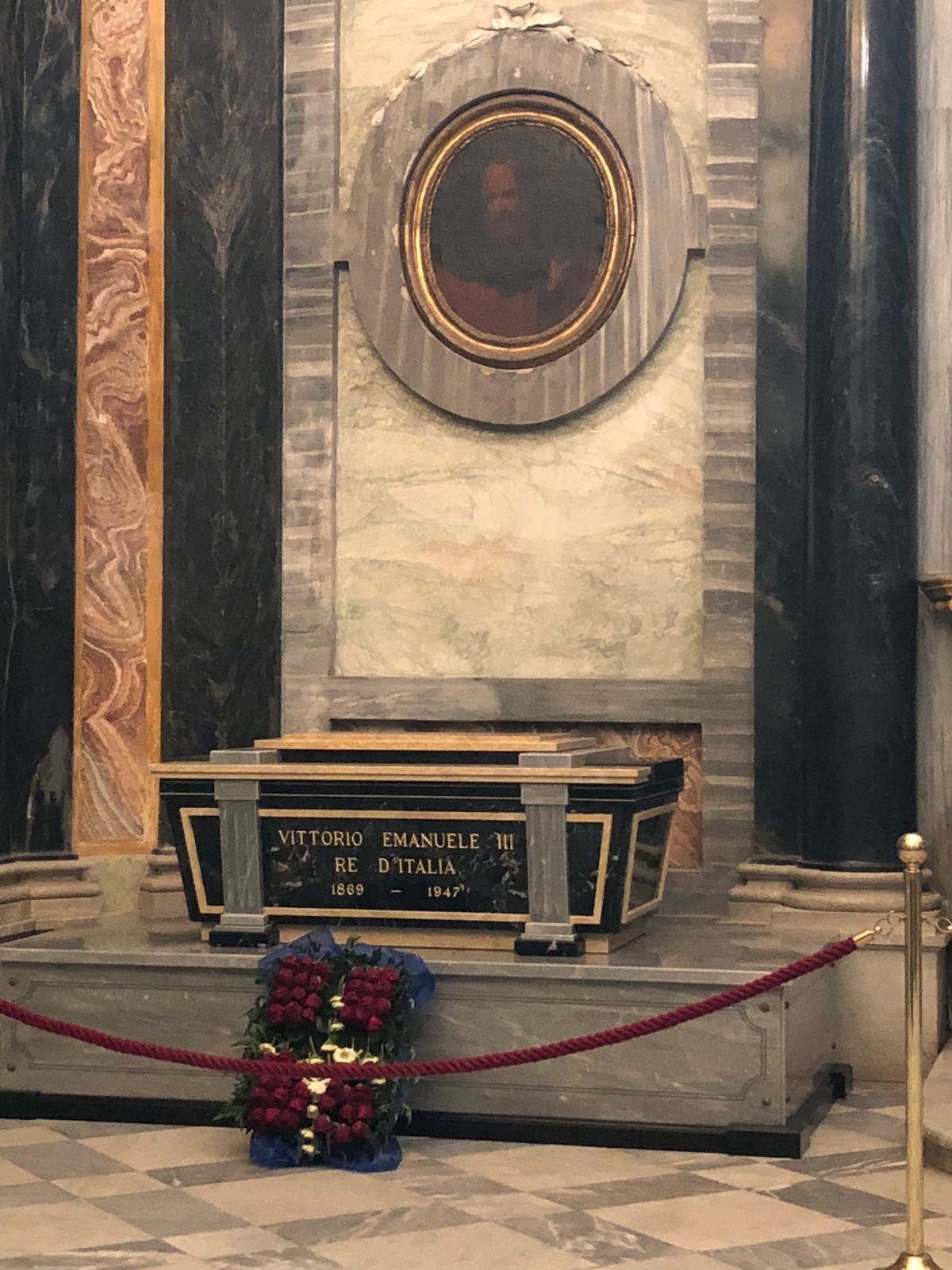
Tombe de Victor-Emmanuel III au sanctuaire de Vicoforte, où le roi a été rapatrié en 2017.

Le 17 décembre 2017, coïncidant presque avec le soixante-dixième anniversaire de sa mort, le corps de Victor-Emmanuel III a été rapatrié à bord d'un avion de l'armée de l'air italienne et enterré dans la chapelle de San Bernardo au sanctuaire de Vicoforte, aux côtés de son épouse Hélène, dont les restes avaient été transférés de Montpellier deux jours avant,.
Selon l'historien américain du fascisme Peter Tompkins, Victor-Emmanuel III aurait été un « franc-maçon secret de la loge de la Place de Jésus ». Cependant, aucune loge de ce nom n'a existé dans la franc-maçonnerie italienne et cette rumeur semble infondée et attribuable plutôt à un fantasme journalistique. En effet, l'idée selon laquelle le roi aurait été franc-maçon est née de l'anticléricalisme manifeste du roi (dans les milieux conservateurs, être anticlérical était automatiquement considéré comme signe d'appartenance à la franc-maçonnerie), en raison d'un épisode lors des funérailles du roi Humbert, au cours desquelles Victor-Emmanuel, s'impatientant durant le sermon de l'officiant, se serait exclamé : « Combien de temps ces prêtres font-ils ! » À partir de ce moment-là, le roi fut qualifié de franc-maçon alors que s'il l'avait été, il aurait dû abdiquer plutôt que consentir aux lois raciales et aux mesures antisémites du régime fasciste.

## Aspect physique
Contrairement à son cousin paternel au second degré, Amédée II de Savoie-Aoste, qui était un homme de très grande taille mesurant 1,98 mètre, Victor-Emmanuel était petit, même selon les standards du XIXe siècle[Pas dans la source] : sa taille était estimée à 1,53 mètre, ce qui lui valut le surnom de « piccolo re » (« petit roi »).

## Numismatique

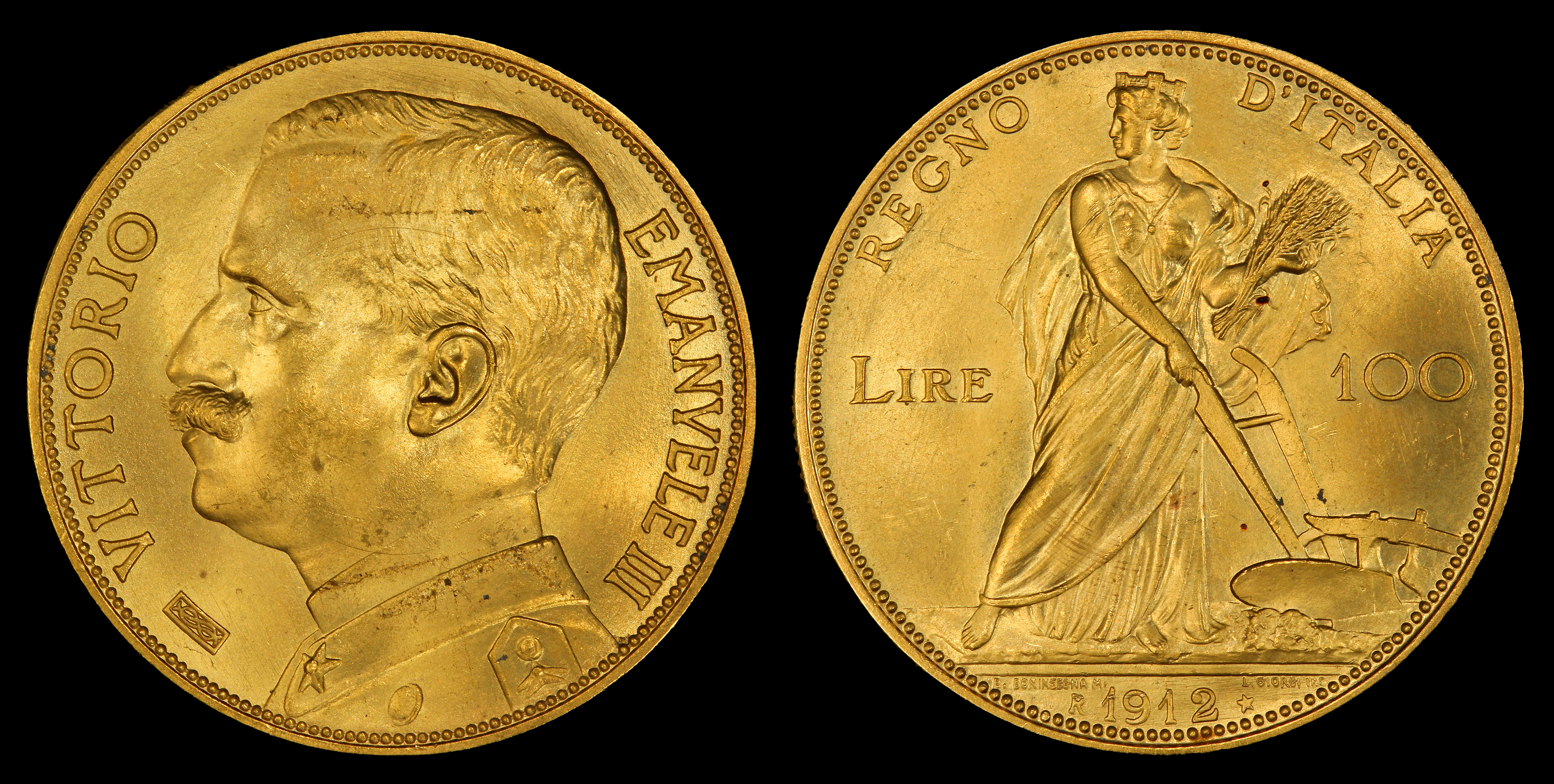
Pièce de 100 lires, avers-revers.

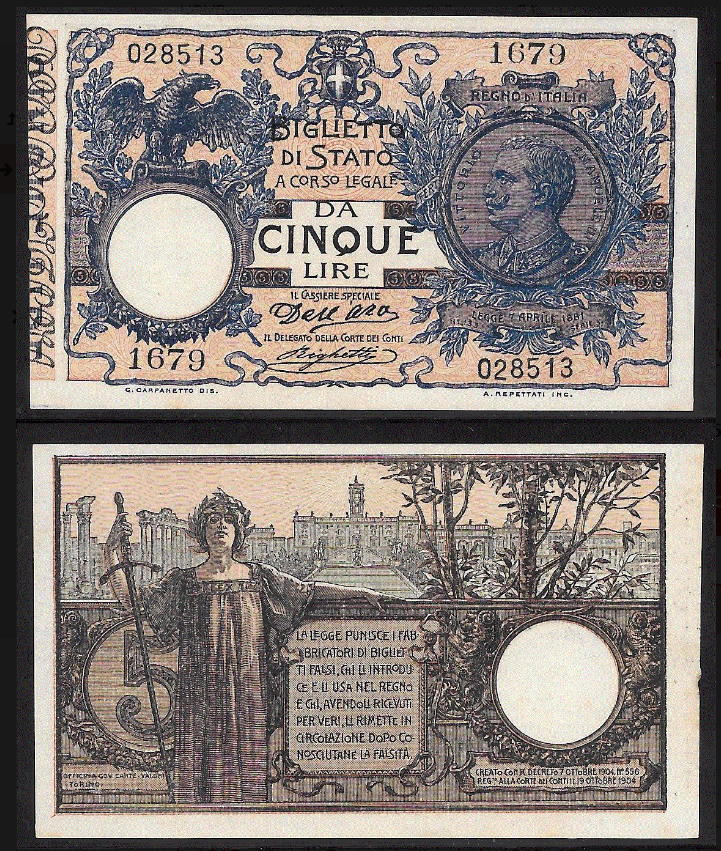
Billet de 5 lires du royaume d'Italie, série 1905.

Victor-Emmanuel fit des études de numismatique. Il était un des collectionneurs de pièces les plus prolifiques de son époque ; il avait environ 100 000 pièces qui dataient de la chute de l'Empire romain jusqu'à l'unification de l'Italie en 1897. Il devient le président d'honneur de la Société de Numismatique italienne, depuis sa création en 1892. En 1900, il acquit de ses héritiers la collection de Marignoli, composée d'environ 35 000 exemplaires en trois métaux,. Il publia le Corpus Nummorum Italicorum (1909-1943),,, œuvre en 20 volumes où sont classées et décrites les monnaies italiennes. Il laissa l'œuvre inachevée et en fit don à l'État italien. Son activité numismatique fut récompensée en 1904 avec l'obtention de la médaille de la Royal Numismatic Society. Il a été membre actif de la Société suisse de Numismatique.
Il voulut une monnaie circulante riche et variée, donnant ainsi naissance à une vraie collection, parmi les plus belles et les plus suivies. Il fit frapper en outre beaucoup de monnaies en nombre limité exclusivement pour les numismates. À son départ en Égypte le 9 mai 1946, le roi écrit au président du conseil, Alcide De Gasperi : « Monsieur le président, je laisse au peuple italien la collection de pièces de monnaie qui a été la plus grande passion de ma vie. »,. À son abdication, la collection fut donnée au peuple italien, sauf les pièces de la Maison de Savoie qu'il emmena avec lui en Égypte. À la mort d'Humbert II en 1983, les pièces des Savoie rejoignirent le reste de la collection dans le sous-sol du Palazzo Massimo alle terme, autrement dit du Musée national romain.

### Corpus Nummorum Italicorum
L'ouvrage Corpus Nummorum Italicorum, également appelé CNI, a été écrit par Victor-Emmanuel III de Savoie et les contributions des plus grands experts numismates de son temps. Première tentative d'un catalogue général des monnaies médiévales et modernes frappées en Italie ou par des Italiens à l'étranger, il est aujourd'hui encore fondamental pour l'étude et la classification des émissions des diverses monnaies italiennes à partir du Moyen Âge. L'œuvre, prévue initialement en 10–12 volumes, resta inachevée à cause de l'éclatement de la Seconde Guerre mondiale.
Il est composé de 20 volumes monumentaux bleu pâle (la couleur de la Maison de Savoie), sauf les exemplaires envoyés en cadeau aux chefs d'État étrangers et collaborateurs qui sont en relié en toile bleue avec la tranche supérieure dorée. Le premier volume fut publié en 1910, le vingtième (très rare) en 1943.
Le sixième volume comprend les monnaies mineures de Vénétie, de Dalmatie et d'Albanie. Il est sorti en retard, après la publication des septième et huitième volumes. Ce retard est causé par l'attente de la sortie de la Première Guerre mondiale. À la Cour de Vienne on ne voyait pas d'un bon œil que les bureaux monétaires situés à l'intérieur des frontières de l'Empire austro-hongrois soient insérés dans le Corpus et chargèrent le numismate de Rovereto, Perini, d'écrire au roi d'Italie, le priant qu'il veuille au moins publier les monnaies de ces régions comme suppléments à la fin du volume. Le roi ne voulut pas accéder à cette requête, ni même parlementer. Ayant déjà publié les monnaies des régions comme la Corse, la Savoie et le canton suisse du Tessin, qui ne faisaient plus partie de l'Italie, il ne voulait pas déroger à la règle pour celles du Trentin et d'Istrie. Quintilio Perini fut accusé par les Autrichiens de haute trahison et resta ensuite à Milan jusqu'au terme de la guerre, le sixième volume fut publié quatre ans après, en 1922.

#### Liste des volumes[100]
- Volume 1 Maison de Savoie, 1910, 532 pages, planches 1 à 42
- Volume 2 Piémont et Sardaigne (pièces autres que celles de la maison de Savoie) , 1911, 506 pages, planches 1 à 48
- Volume 3 Ligurie et Corse, 1912, 620 pages, planches 1 à 29
- Volume 4 Lombardie (pièces mineures), 1913, 588 pages, planches 1 à 45 et planches supplémentaires 1 à 3
- Volume 5 Lombardie (Milan) , 1914, 474 pages, planches 1 à 32, planche supplémentaire 1
- Volume 6 Vénétie (monnaie mineure)-, Dalmatie - Albanie, 1922, 682 pages, planche 1 à 35
- Volume 7 Vénétie (Venise, 1ère partie - Des origines à Marino Grimani), 1915, 583 pages, planches 1 à 20
- Volume 8 Vénétie (Venise 2e partie - Du doge Leonardo Dona' fermeture de la Monnaie), 1917, 686 pages, planches, 1 à 45
- Volume 9 Émilie 1re partie (Parma et Plaisance, Modène à Reggio), 1925, 792 pages, planches, 1 à 44
- Volume 10 Émilie 2e partie (partie orientale, de Bologne, Ferrare, Ravenne et Rimini), 1927, 763 pages, planches 1 à 48
- Volume 11 Toscane (sauf Florence) (pièces mineures) , 1929, 452 pages, planches, 1 à 27
- Volume 12 Toscane (Florence), 1930, 508 pages, planches 1 à 34
- Volume 13 Marches, 1932, 596 pages, planches 1 à 31
- Volume 14 Ombrie, Latium (monnaie mineures), 1933, 295 pages, planches 1 à 20
- Volume 15 Rome 1re partie – (De la chute de l'Empire romain d'Occident à 1572), 1934, 552 pages, planches 1 à 28
- Volume 16 Rome 2e partie – (De 1572 à 1700) , 1936, 523 pages, planches 1 à 40
- Volume 17 Rome 3e partie – (De 1700 à 1870) (après 1870 volume 1), 1938, 319 pages, planches 1 à 36
- Volume 18 Italie Méridionale continentale (monnaies mineures), 1939, 411 pages, planches 1 à 23
- Volume 19 Italie Méridionale continentale (Naples 1er tome – De 665 à 1556), 1940, 427 pages, planches 1 à 16
- Volume 20 Italie Méridionale Continentale (Naples 2e tome - De Philippe II à la fermeture de la Monnaie), 1943 volume qui n'a jamais été publié de manière officielle. 699 pages, planches 1 à 32

## Qualificatifs

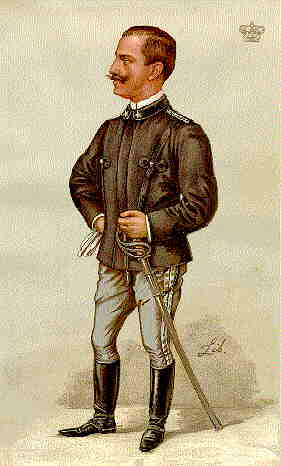
Caricature de Victor-Emmanuel III de Savoie.

Durant son long règne, Victor-Emmanuel III reçut de la part de la presse, des personnalités éminentes de la culture ou des politiciens, certains qualificatifs passés à la postérité. Les termes utilisés dans des films de propagande ou de célébration sont liés à la Grande Guerre, à la présence assidue du roi au front et à sa « haute conduite » des opérations militaires qui amenèrent l'Italie à la victoire sur l'Autriche-Hongrie, l'ennemi traditionnel de l'unité italienne. Il fut ainsi nommé « Roi soldat », « Roi de Peschiera », « Roi de la Victoire », ou simplement « Roi victorieux ».
Comme reflet de sa politique empruntée aux idées pacifistes et de protection sociale, il fut dépeint comme le « Roi socialiste » mais aussi, pour son appui à Giolitti, comme le « Roi bourgeois ».
Après le 8 septembre 1943, il fut aussi affublé « Roi Félon » par les fascistes de la République de Salò, surnom qui resta dans une certaine presse[Laquelle ?]. Certaines caractéristiques physiques furent à l'origine d'autres surnoms idéalisés dans les environnements antimonarchiques ou fruit de trouvailles goliardiques. Le roi fut surnommé « Sciaboletto» à cause de sa petite taille (1,53 m), qui aurait rendu nécessaire le forgeage d'un sabre particulièrement court, pour éviter qu'il ne grince sur le terrain. Toujours en référence à la stature, il fut appelé « Roi Bouchon » ; Mussolini le définit comme le « Roi carnet »,.
Quand Amédée d'Aoste fit un séjour au Congo belge en 1921, il fit des plaisanteries de mauvais goût à propos du couple royal. À son retour à la cour, à l'apparition du couple royal, il déclara : « Voici Curtatone et Montanara ». La référence à la bataille du Risorgimento visait ainsi la petite taille de Victor-Emmanuel III et le pays d'origine de la reine, le Monténégro. La plaisanterie fut entendue et le lendemain le vice-roi fut convoqué par le roi. Elle a abouti à l'expulsion du palais.
Luigi Bertelli publia, dans un hebdomadaire satirique florentin, une vignette représentant un petit homme déséquilibré, aux jambes courtes. À Rome, il fut appelé « Pipette », à Naples « Rachitique » mais également « Roi Bouchon ». "Spiombi" voulait dire que cet individu présentait un aplomb irrégulier et défectueux. On l'appelait parfois « Attrape-mouches » pour le fait qu'à Florence les enfants s'amusaient à prendre les mouches qui se posaient sur les soufflets des carrosses durant sa promenade au parc des Cascine. Le couple royal a aussi été appelé « Curtatone et Montanara » car il y avait une différence de 24 cm entre le roi et la reine, au détriment du roi : il mesurait un mètre cinquante-quatre alors que la reine mesurait un mètre soixante-quinze.
L'image de « Curtatone et Montanara » avait son charme, elle évoquait une bataille fameuse, digne des Thermopyles, dont un groupe de Toscans, résistant en 1848 contre les troupes de Joseph Radetzky, avait consenti à Charles Albert d'adjuger leur rencontre.
En 1903, lors de son voyage à la Monnaie de Paris, Victor-Emmanuel III fut surnommé le « roi numismate » en raison de sa passion.

## Famille

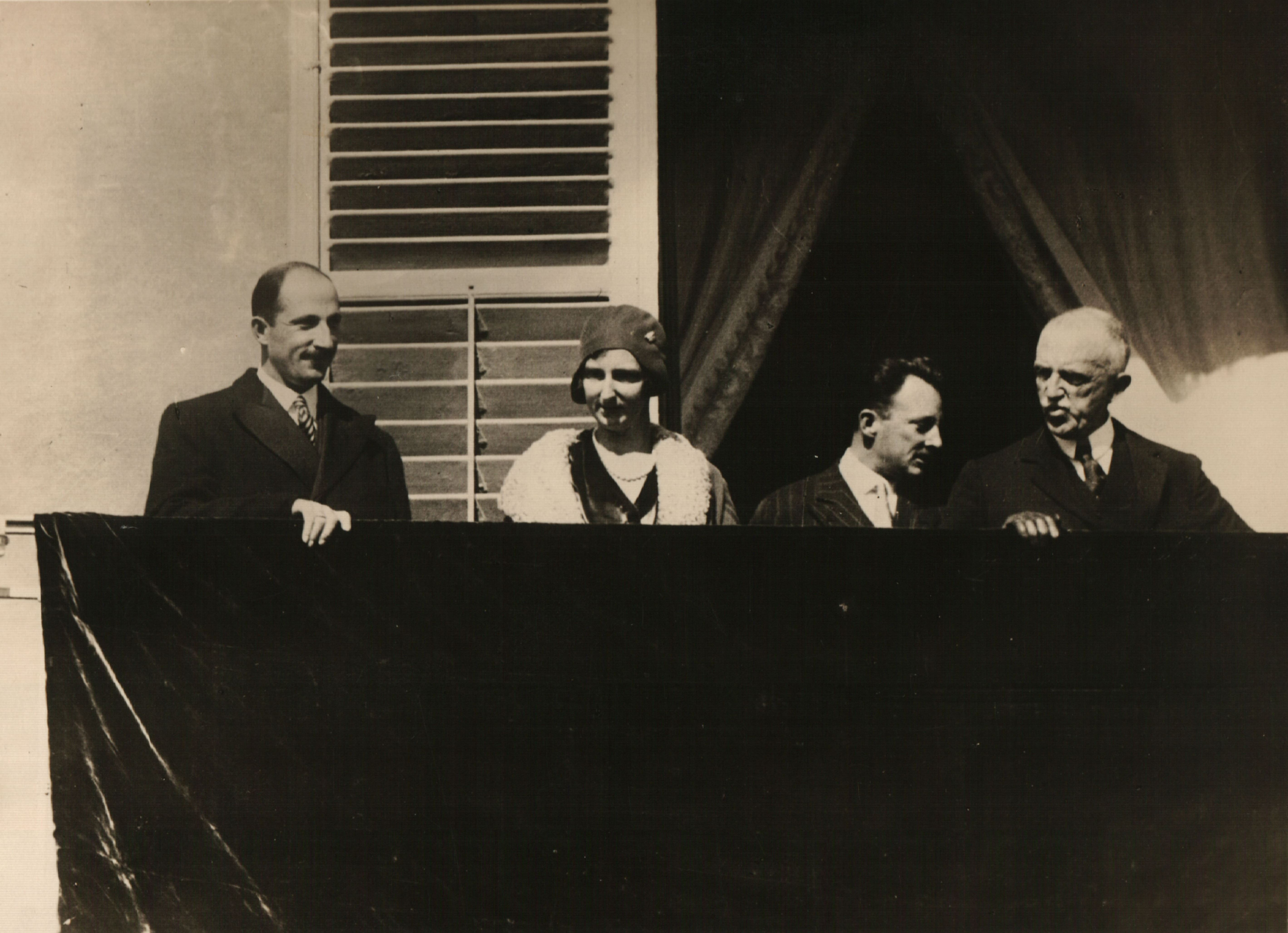
Le tsar Boris III, la tsarine Jeanne, le prince Cyrille de Bulgarie et le roi Victor-Emmanuel III, lors d’une visite officielle en Italie.

Le 24 octobre 1896, le futur Victor-Emmanuel III, alors prince héritier, épouse à Rome Hélène de Monténégro, fille du roi Nicolas Ier de Monténégro.
De cette union naissent :
- Yolande d'Italie (1901-1986), qui épouse en 1923 Charles Calvi, comte de Bergolo (1887-1977), dont postérité.
- Mafalda de Savoie (1902-1944), qui épouse en 1925 Philippe de Hesse-Cassel (1896-1981), dont postérité.
- Humbert II d'Italie (1904-1983), qui épouse en 1930 Marie-José de Belgique (1906-2001), dont postérité.
- Jeanne de Savoie (1907-2000), qui épouse en 1930 Boris III de Bulgarie (1894-1943), dont postérité.
- Marie-Françoise de Savoie (1914-2001), qui épouse en 1939 Louis de Bourbon-Parme (1899-1967), dont postérité.

## Généalogie

Monogramme du roi Victor-Emmanuel III de Savoie.

### Ascendance de Victor-Emmanuel III
|  |                                                |  |  |  |  |  |  |  |  |  |  |  |  |  |  |  |
|  | Charles-Emmanuel de Savoie-Carignan            |  |  |  |  |  |  |  |  |  |  |  |  |  |  |  |
|  |                                                |  |  |  |  |  |  |  |  |  |  |  |  |  |  |  |
|  |                                                |  |  |  |  |  |  |  |  |  |  |  |  |  |  |  |
|  | Charles-Albert (roi de Sardaigne)              |  |  |  |  |  |  |  |  |  |  |  |  |  |  |  |
|  |                                                |  |  |  |  |  |  |  |  |  |  |  |  |  |  |  |
|  |                                                |  |  |  |  |  |  |  |  |  |  |  |  |  |  |  |
|  | Marie-Christine de Saxe                        |  |  |  |  |  |  |  |  |  |  |  |  |  |  |  |
|  |                                                |  |  |  |  |  |  |  |  |  |  |  |  |  |  |  |
|  |                                                |  |  |  |  |  |  |  |  |  |  |  |  |  |  |  |
|  | Victor-Emmanuel II                             |  |  |  |  |  |  |  |  |  |  |  |  |  |  |  |
|  |                                                |  |  |  |  |  |  |  |  |  |  |  |  |  |  |  |
|  |                                                |  |  |  |  |  |  |  |  |  |  |  |  |  |  |  |
|  | Ferdinand III de Toscane                       |  |  |  |  |  |  |  |  |  |  |  |  |  |  |  |
|  |                                                |  |  |  |  |  |  |  |  |  |  |  |  |  |  |  |
|  |                                                |  |  |  |  |  |  |  |  |  |  |  |  |  |  |  |
|  | Marie-Thérèse de Habsbourg-Toscane (1801-1855) |  |  |  |  |  |  |  |  |  |  |  |  |  |  |  |
|  |                                                |  |  |  |  |  |  |  |  |  |  |  |  |  |  |  |
|  |                                                |  |  |  |  |  |  |  |  |  |  |  |  |  |  |  |
|  | Louise de Bourbon-Siciles (1773-1802)          |  |  |  |  |  |  |  |  |  |  |  |  |  |  |  |
|  |                                                |  |  |  |  |  |  |  |  |  |  |  |  |  |  |  |
|  |                                                |  |  |  |  |  |  |  |  |  |  |  |  |  |  |  |
|  | Humbert Ier (roi d'Italie)                     |  |  |  |  |  |  |  |  |  |  |  |  |  |  |  |
|  |                                                |  |  |  |  |  |  |  |  |  |  |  |  |  |  |  |
|  |                                                |  |  |  |  |  |  |  |  |  |  |  |  |  |  |  |
|  | Léopold II (empereur du Saint-Empire)          |  |  |  |  |  |  |  |  |  |  |  |  |  |  |  |
|  |                                                |  |  |  |  |  |  |  |  |  |  |  |  |  |  |  |
|  |                                                |  |  |  |  |  |  |  |  |  |  |  |  |  |  |  |
|  | Rainier d'Autriche (1783-1853)                 |  |  |  |  |  |  |  |  |  |  |  |  |  |  |  |
|  |                                                |  |  |  |  |  |  |  |  |  |  |  |  |  |  |  |
|  |                                                |  |  |  |  |  |  |  |  |  |  |  |  |  |  |  |
|  | Marie-Louise d'Espagne (1745-1792)             |  |  |  |  |  |  |  |  |  |  |  |  |  |  |  |
|  |                                                |  |  |  |  |  |  |  |  |  |  |  |  |  |  |  |
|  |                                                |  |  |  |  |  |  |  |  |  |  |  |  |  |  |  |
|  | Adélaïde de Habsbourg-Lorraine                 |  |  |  |  |  |  |  |  |  |  |  |  |  |  |  |
|  |                                                |  |  |  |  |  |  |  |  |  |  |  |  |  |  |  |
|  |                                                |  |  |  |  |  |  |  |  |  |  |  |  |  |  |  |
|  | Charles-Emmanuel de Savoie-Carignan            |  |  |  |  |  |  |  |  |  |  |  |  |  |  |  |
|  |                                                |  |  |  |  |  |  |  |  |  |  |  |  |  |  |  |
|  |                                                |  |  |  |  |  |  |  |  |  |  |  |  |  |  |  |
|  | Élisabeth de Savoie-Carignan                   |  |  |  |  |  |  |  |  |  |  |  |  |  |  |  |
|  |                                                |  |  |  |  |  |  |  |  |  |  |  |  |  |  |  |
|  |                                                |  |  |  |  |  |  |  |  |  |  |  |  |  |  |  |
|  | Marie-Christine de Saxe                        |  |  |  |  |  |  |  |  |  |  |  |  |  |  |  |
|  |                                                |  |  |  |  |  |  |  |  |  |  |  |  |  |  |  |
|  |                                                |  |  |  |  |  |  |  |  |  |  |  |  |  |  |  |
|  | Victor-Emmanuel III                            |  |  |  |  |  |  |  |  |  |  |  |  |  |  |  |
|  |                                                |  |  |  |  |  |  |  |  |  |  |  |  |  |  |  |
|  |                                                |  |  |  |  |  |  |  |  |  |  |  |  |  |  |  |
|  | Charles-Emmanuel de Savoie-Carignan            |  |  |  |  |  |  |  |  |  |  |  |  |  |  |  |
|  |                                                |  |  |  |  |  |  |  |  |  |  |  |  |  |  |  |
|  |                                                |  |  |  |  |  |  |  |  |  |  |  |  |  |  |  |
|  | Charles-Albert (roi de Sardaigne)              |  |  |  |  |  |  |  |  |  |  |  |  |  |  |  |
|  |                                                |  |  |  |  |  |  |  |  |  |  |  |  |  |  |  |
|  |                                                |  |  |  |  |  |  |  |  |  |  |  |  |  |  |  |
|  | Marie-Christine de Saxe                        |  |  |  |  |  |  |  |  |  |  |  |  |  |  |  |
|  |                                                |  |  |  |  |  |  |  |  |  |  |  |  |  |  |  |
|  |                                                |  |  |  |  |  |  |  |  |  |  |  |  |  |  |  |
|  | Ferdinand de Savoie                            |  |  |  |  |  |  |  |  |  |  |  |  |  |  |  |
|  |                                                |  |  |  |  |  |  |  |  |  |  |  |  |  |  |  |
|  |                                                |  |  |  |  |  |  |  |  |  |  |  |  |  |  |  |
|  | Ferdinand III de Toscane                       |  |  |  |  |  |  |  |  |  |  |  |  |  |  |  |
|  |                                                |  |  |  |  |  |  |  |  |  |  |  |  |  |  |  |
|  |                                                |  |  |  |  |  |  |  |  |  |  |  |  |  |  |  |
|  | Marie-Thérèse de Habsbourg-Toscane (1801-1855) |  |  |  |  |  |  |  |  |  |  |  |  |  |  |  |
|  |                                                |  |  |  |  |  |  |  |  |  |  |  |  |  |  |  |
|  |                                                |  |  |  |  |  |  |  |  |  |  |  |  |  |  |  |
|  | Louise de Bourbon-Siciles (1773-1802)          |  |  |  |  |  |  |  |  |  |  |  |  |  |  |  |
|  |                                                |  |  |  |  |  |  |  |  |  |  |  |  |  |  |  |
|  |                                                |  |  |  |  |  |  |  |  |  |  |  |  |  |  |  |
|  | Marguerite de Savoie (reine d'Italie)          |  |  |  |  |  |  |  |  |  |  |  |  |  |  |  |
|  |                                                |  |  |  |  |  |  |  |  |  |  |  |  |  |  |  |
|  |                                                |  |  |  |  |  |  |  |  |  |  |  |  |  |  |  |
|  | Maximilien de Saxe (1759-1838)                 |  |  |  |  |  |  |  |  |  |  |  |  |  |  |  |
|  |                                                |  |  |  |  |  |  |  |  |  |  |  |  |  |  |  |
|  |                                                |  |  |  |  |  |  |  |  |  |  |  |  |  |  |  |
|  | Jean Ier (roi de Saxe)                         |  |  |  |  |  |  |  |  |  |  |  |  |  |  |  |
|  |                                                |  |  |  |  |  |  |  |  |  |  |  |  |  |  |  |
|  |                                                |  |  |  |  |  |  |  |  |  |  |  |  |  |  |  |
|  | Caroline de Bourbon-Parme                      |  |  |  |  |  |  |  |  |  |  |  |  |  |  |  |
|  |                                                |  |  |  |  |  |  |  |  |  |  |  |  |  |  |  |
|  |                                                |  |  |  |  |  |  |  |  |  |  |  |  |  |  |  |
|  | Élisabeth de Saxe (1830-1912)                  |  |  |  |  |  |  |  |  |  |  |  |  |  |  |  |
|  |                                                |  |  |  |  |  |  |  |  |  |  |  |  |  |  |  |
|  |                                                |  |  |  |  |  |  |  |  |  |  |  |  |  |  |  |
|  | Maximilien Ier (roi de Bavière)                |  |  |  |  |  |  |  |  |  |  |  |  |  |  |  |
|  |                                                |  |  |  |  |  |  |  |  |  |  |  |  |  |  |  |
|  |                                                |  |  |  |  |  |  |  |  |  |  |  |  |  |  |  |
|  | Amélie de Bavière                              |  |  |  |  |  |  |  |  |  |  |  |  |  |  |  |
|  |                                                |  |  |  |  |  |  |  |  |  |  |  |  |  |  |  |
|  |                                                |  |  |  |  |  |  |  |  |  |  |  |  |  |  |  |
|  | Caroline de Bade                               |  |  |  |  |  |  |  |  |  |  |  |  |  |  |  |
|  |                                                |  |  |  |  |  |  |  |  |  |  |  |  |  |  |  |
|  |                                                |  |  |  |  |  |  |  |  |  |  |  |  |  |  |  |

L'arbre généalogique de Victor-Emmanuel met bien en évidence le niveau élevé de consanguinité des mariages contractés dans les générations précédentes. À trois reprises, ses trisaïeux sont Charles-Emmanuel de Savoie-Carignan et son épouse Marie-Christine de Saxe (1770-1851). À deux reprises, ses trisaïeux sont Ferdinand III de Toscane et son épouse Louise de Bourbon-Siciles (1773-1802). À deux reprises, ses bisaïeux sont Charles-Albert (roi de Sardaigne) et son épouse Marie-Thérèse de Habsbourg-Toscane (1801-1855).

### Ascendance patrilinéaire
- Humbert (comte de Savoie)
  - Othon Ier de Savoie
    - Amédée II de Savoie
      - Humbert II de Savoie
        - Amédée III de Savoie
          - Humbert III de Savoie
            - Thomas Ier de Savoie
              - Thomas II de Piémont
                - Amédée V de Savoie
                  - Aymon de Savoie
                    - Amédée VI de Savoie
                      - Amédée VII
                        - Amédée VIII
                          - Louis Ier (duc de Savoie)
                            - Philippe II (duc de Savoie)
                              - Charles II (duc de Savoie)
                                - Emmanuel-Philibert de Savoie (1528-1580)
                                  - Charles-Emmanuel Ier
                                    - Thomas de Savoie-Carignan
                                      - Emmanuel-Philibert de Savoie-Carignan
                                        - Victor-Amédée Ier de Savoie-Carignan
                                          - Louis-Victor de Savoie-Carignan
                                            - Victor-Amédée II de Savoie-Carignan
                                              - Charles-Emmanuel de Savoie-Carignan
                                                - Charles-Albert (roi de Sardaigne)
                                                  - Victor-Emmanuel II
                                                    - Humbert Ier (roi d'Italie)
                                                      - Victor-Emmanuel III[109],[110],[111]

## Titulature
Sa Majesté Impériale et Royale Victor-Emmanuel III par la grâce de Dieu et par la volonté de la Nation,
- Roi d’Italie,
- Roi d’Albanie (de 1939 à 1943),
- Empereur d’Éthiopie (de 1936 à 1941),
- Roi du Monténégro,
- Roi de Sardaigne,
- Roi de Chypre, de Jérusalem, d’Arménie,
- Duc de Savoie,
- Prince de Carignan,
- Prince d’Acaie,
- Prince du Piémont,
- Prince d’Oneglia,
- Prince de Poitin,
- Prince de Trin,
- Prince et Vicaire perpétuel du Saint-Empire romain germanique en Italie,
- Prince de Carmagnole,
- Prince de Montmélian, d’Arbin, de Francin,
- Prince Bailli du duché d’Aoste,
- Prince de Chieri,
- Prince de Dronero,
- Prince de Crescentino,
- Prince de Riva de Chieri et de Banna,
- Prince de Busca,
- Prince de Bene,
- Prince de Brà,
- Duc de Gênes,
- Duc de Monferrat,
- Duc d’Aoste,
- Duc de Chablais,
- Duc de Genève,
- Duc de Brescia,
- Duc de Plaisance,
- Duc de Maro,
- Duc de Carignano Ivoy,
- Marquis d’Italie,
- Marquis d’Ivrée,
- Marquis de Saluces,
- Marquis de Suse,
- Marquis de Ceva,
- Marquis d’Oristano,
- Marquis de Cesana,
- Marquis de Savona,
- Marquis de Tarentaise,
- Marquis de Borogomanero,
- Marquis de Cureggio,
- Marquis de Casello,
- Marquis de Rivoli,
- Marquis de Pianezza,
- Marquis de Govone,
- Marquis de Salussola,
- Marquis de Racconigi et de Tegerone,
- Marquis de Migliabruna et de Motturone,
- Marquis de Cavaller-Maggiore,
- Marquis de Marene,
- Marquis de Modane et de Lanslebourg,
- Marquis de Libourne Ferraris,
- Marquis de Santhia,
- Marquis d’Agniè,
- Marquis de Centallo et de Demonte,
- Marquis de Desana,
- Marquis de Ghemme,
- Marquis de Vivone,
- Marquis de Villefranche,
- Comte de Mauriene,
- Comte de Genevois,
- Comte de Nice,
- Comte de Tende,
- Comte de Romont,
- Comte d’Asti,
- Comte d’Alessandria,
- Comte du Goceano,
- Comte de Novare,
- Comte de Tortone,
- Comte de Vobbio,
- Comte de Soissons,
- Comte de l’Impero Francese,
- Comte de Sant’Antioco en Sardaigne,
- Comte de Pollenzo,
- Comte de Roccabruna en Piémont,
- Comte de Tricerro,
- Comte de Viggû,
- Comte de Bairo,
- Comte d’Ozegna,
- Comte de Barge,
- Comte d’Appertole,
- Baron de Vaud et de Faucigny,
- Grand Seigneur de Monaco,
- Grand Seigneur de Roquebrune et d’un décime de Menton
- Seigneur de Verceil,
- Seigneur de Pignerol,
- Seigneur de la Lommellineet de Valle de la Sesia,
- Noble Homme Patricien Vénitien,
- Patricien de Ferrare,
- Gardien du Saint-Suaire
- Souverain et chef de la Maison royale de Savoie.

L'ensemble des titres ont été portés par les souverains du royaume d'Italie entre 1860 et 1946,.

## Distinctions

### Décorations italiennes
- Chevalier de l'ordre suprême de la Très Sainte Annonciade[113] le 1er janvier 1887[114], grand maître du 29 juillet 1900 au 9 mai 1946[115]
- Grand croix de l'ordre des Saints-Maurice-et-Lazare[113] le 1er janvier 1887[114], grand maître du 29 juillet 1900 au 9 mai 1946[115]
- Grand croix de l'ordre de la Couronne d’Italie le 1er janvier 1887[114], grand maître du 29 juillet 1900 au 9 mai 1946[115]
- Grand maître de l'ordre militaire de Savoie le 1er janvier 1887[114], grand maître du 29 juillet 1900 au 9 mai 1946[115]
- Chevalier de l'ordre civil de Savoie le 1er janvier 1887[114], grand maître du 29 juillet 1900 au 9 mai 1946[115]
- Fondateur et unique grand maître de l'ordre de l'Agriculture, de l'Industrie et du Commerce conféré « aux citoyens méritants avec les spécifications activités mentionnées ont créé ou étendu le même: [l'agriculture, l'industrie, le commerce, le tourisme, les services aux entreprises commerciales, l'artisanat, les activités de crédit et d'assurance] » (Arrêté royal du 9 mai 1901, no 168) du 4 juin 1901 au 8 mai 1921
- Fondateur et premier grand maître de l'ordre du Mérite du travail du 8 mai 1921 au 9 mai 1946
- Médaille de l'Étoile du mérite du travail le 30 décembre 1923 (Loi du 18 décembre 1952, no 2389)[116]
- Fondateur et premier grand maître de l'ordre colonial de l'Étoile d'Italie du 18 janvier 1914 au 9 mai 1946
- Grand maître de l'ordre BESA du 16 avril 1940 au 27 novembre 1943 (royaume d'Albanie)[117]
- Grand maître de l'ordre de Skanderbeg du 16 avril 1940 au 27 novembre 1943 (royaume d'Albanie)[117]
- Fondateur et unique grand maître de l'ordre civil et militaire de l'Aigle romain (royaume d'Italie) du 14 mars 1942 au 3 janvier 1945
- Médaille mauricienne d'une décennie de carrière militaire pour les officiers généraux
- Croix du Mérite de la guerre le 19 janvier 1918
- Médaille commémorative de la Guerre italo-autrichienne 1915-1918 (quatre années de campagne), avec barrette « 1915, 1916, 1918 »[118]
- Médaille commémorative de l'Unité italienne 1848-1918 le 19 janvier 1922
- Médaille commémorative inter-alliée italienne de la Victoire de 1918 le 16 décembre 1920

### Décorations étrangères

Armoiries de Victor-Emmanuel III avec le collier de l'ordre des Séraphins

Armoiries de Victor-Emmanuel III avec le collier de l'ordre suprême du Christ.

Armoiries de Victor-Emmanuel III avec les collier de l'ordre de la Toison d'or et de l'ordre de Charles III

- Bailli chevalier grand croix d'honneur et dévotion avec croix de profession ad honorem (Ordre souverain militaire et hospitalier de Saint-Jean de Jérusalem, de Rhodes et de Malte) le 10 février 1891[115]
- Grand croix de l'ordre de Saint-Étienne de Hongrie (Autriche-Hongrie) en 1887[119]
- Chevalier de l'ordre de l’Éléphant (Danemark) le 23 septembre 1891[120]
- Chevalier de l'ordre de Saint-Cyrille-et-Méthode avec collier (royaume de Bulgarie)[121]
- Étoile d'or avec collier de l'ordre du Lion blanc, (Tchécoslovaquie) en 1925[122],[123]
- Croix de la Liberté pour le service civil de 1re classe (Estonie) le 29 avril 1925[124]
- Commandeur grand croix avec collier de l'ordre de la Rose blanche (Finlande) en 1920[125]
- Chevalier de l'ordre suprême de l'Aigle noir (royaume de Prusse)
- Chevalier avec collier de l’ordre de l’Aigle noir (Empire allemand)[115]
- Chevalier de l’ordre de la Fidélité (Bade) en 1893
- Chevalier de l’ordre de Berthold 1er (Bade) en 1893
- Chevalier de l’ordre de Saint-Hubert (Bavière) en 1883[126]
- Grand croix de l'ordre du Faucon blanc (Grand-duché de Saxe-Weimar-Eisenach) en 1888[127]
- Chevalier de l’ordre de la Couronne de Saxe (royaume de Saxe)[115]
- Grand croix de l'ordre de la Couronne de Wurtemberg en 1882[128]
- Chevalier de grand croix de l'ordre du Mérite du royaume de Hongrie (royaume de Hongrie)
- Collier de l'ordre du Chrysanthème (Japon) le 16 avril 1902[129]
- Chevalier grand croix de l'ordre de Lāčplēsis (Lituanie)[130]
- Chevalier de l'ordre de Saint-Pierre de Cetinje (royaume du Monténégro)
- Grand cordon de l’ordre du Lion et du Soleil (Perse) en 1902[131]
- Chevalier de l'ordre de l'Aigle blanc (Pologne)
- Grand croix de l'ordre militaire de Virtuti Militari le 12 décembre 1923 (Pologne)[132]
- Grand croix de l'ordre de la Tour et de l'Épée (royaume du Portugal)[133]
- Grand croix du ruban des trois Ordres (grand croix de l'ordre du Christ, Aviz, Saint Jacques de l'épee) (République portugaise) le 19 janvier 1919[134]
- Chevalier grand croix avec collier de l'Ordre de Carol Ier en 1906 (royaume de Roumanie)[135],[136]
- Chevalier de l’ordre de Saint-André (Empire russe)[115]
- Grand croix de l'ordre équestre de Saint-Marin le 11 avril 1889[137]
- Chevalier de l’ordre de la Dynastie Chakri (Siam) le 1er juin 1887[138]
- Chevalier de l'ordre de la Toison d’or (royaume d'Espagne) le 2 décembre 1878[139]
- Grand croix avec collier de l'ordre de Charles III (royaume d'Espagne) le 10 décembre 1900[140],[141]
- Grand Collier de l'ordre impérial du Joug et des flèches(Espagne franquiste) le 1er octobre 1937[142]
- Collier du Grand ordre impérial des flèches rouges (1937) (Espagne franquiste) le 1er octobre 1937[142]
- Chevalier avec collier de l'ordre des Séraphins (Suède-Norvège) le 15 avril 1888[143]
- Grand croix de la de Légion d'honneur (France)[7]
- Chevalier étranger de l'ordre de la Jarretière le 3 août 1891(exclu en 1947)[144]
- Chaîne royale de l'ordre royal de Victoria le 18 novembre 1903 (exclu en 1941)[144]
- Chevalier grand croix honoraire de l'ordre du Bain militaire en 1916 (exclu en 1941)
- Médaille du jubilé de diamant de la reine Victoria en 1897
- Chevalier de l'ordre suprême du Christ pour le pape (Vatican) le 2 janvier 1932[145]

### Sociétés savantes
- Académie d'agriculture de France : membre étranger le 30 mai 1934[7]
- Académie des inscriptions et belles-lettres : membre associé étranger entre 1915 et 1947[7]
- Société française de numismatique : membre[7]
- Société suisse de numismatique : membre
- Société italienne de numismatique : cofondateur le 11 avril 1892, président d'honneur en 1897[107]
- Académie des sciences de Russie : membre
- Académie des Lyncéens : Président d'honneur par l'assemblée du 5 février 1911[107]

### Autres distinctions
- Médaille de la Société royale de numismatie en 1904[146]
- Colonel honoraire du 6e régiment d'infanterie de Savoie le 16 janvier 1911
- Général honoraire dans l'armée suédoise en 1913[147]

## Dans les arts et la culture populaire

### Iconographie

#### Peinture et sculpture

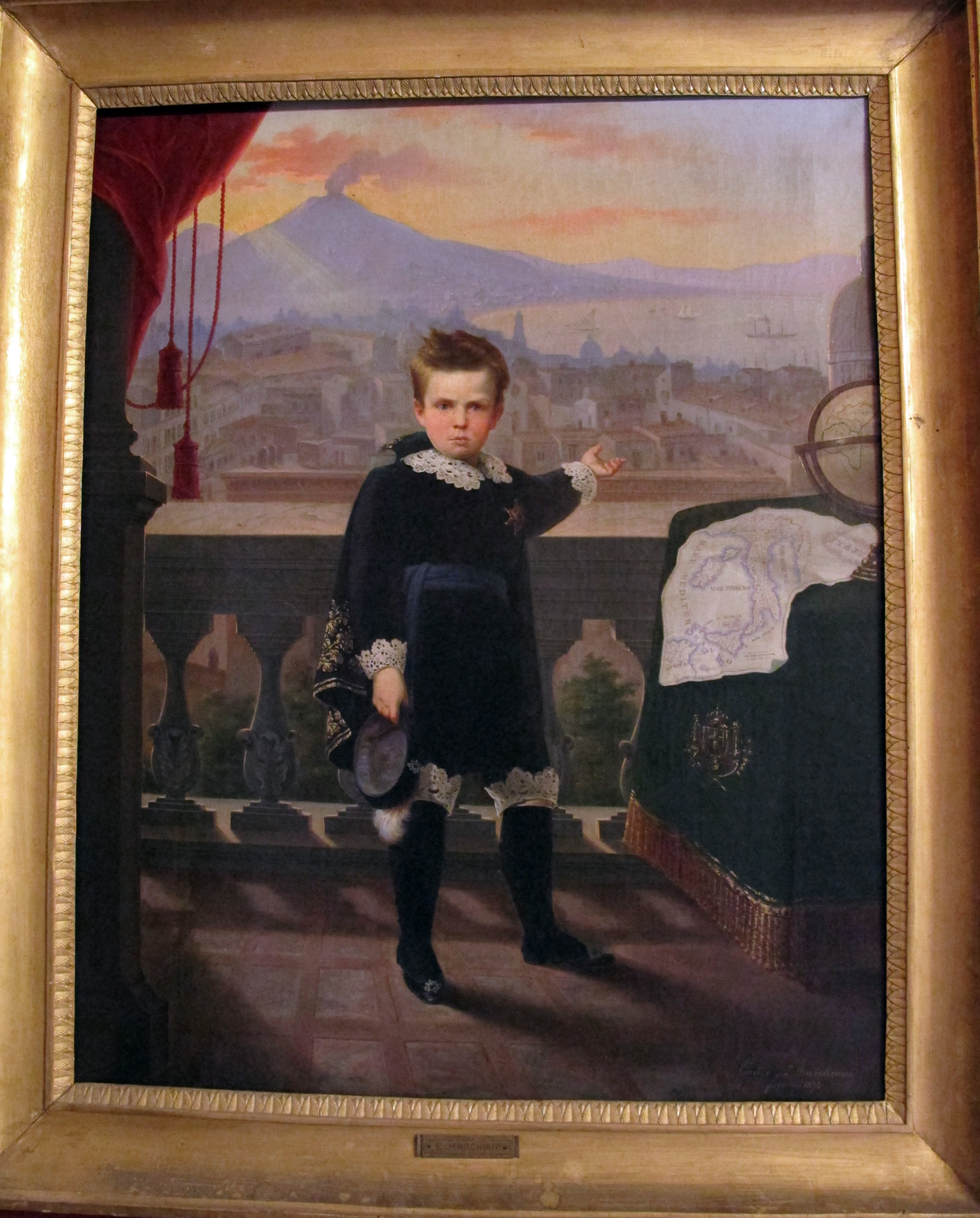
Enrico Marchiani : Victor-Emmanuel, prince de Naples, 1874
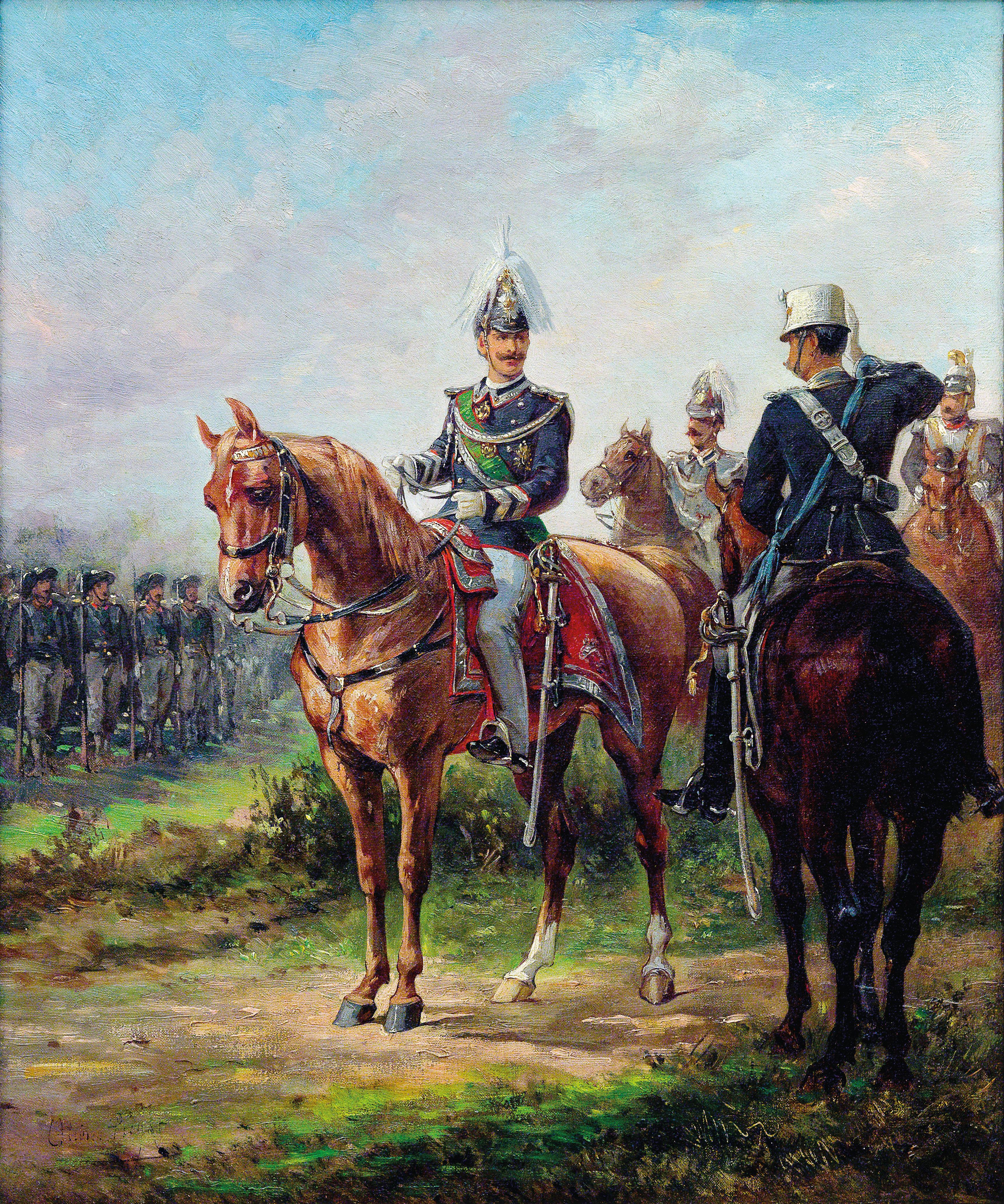
Victor-Emmanuel III en manœuvre, 1900
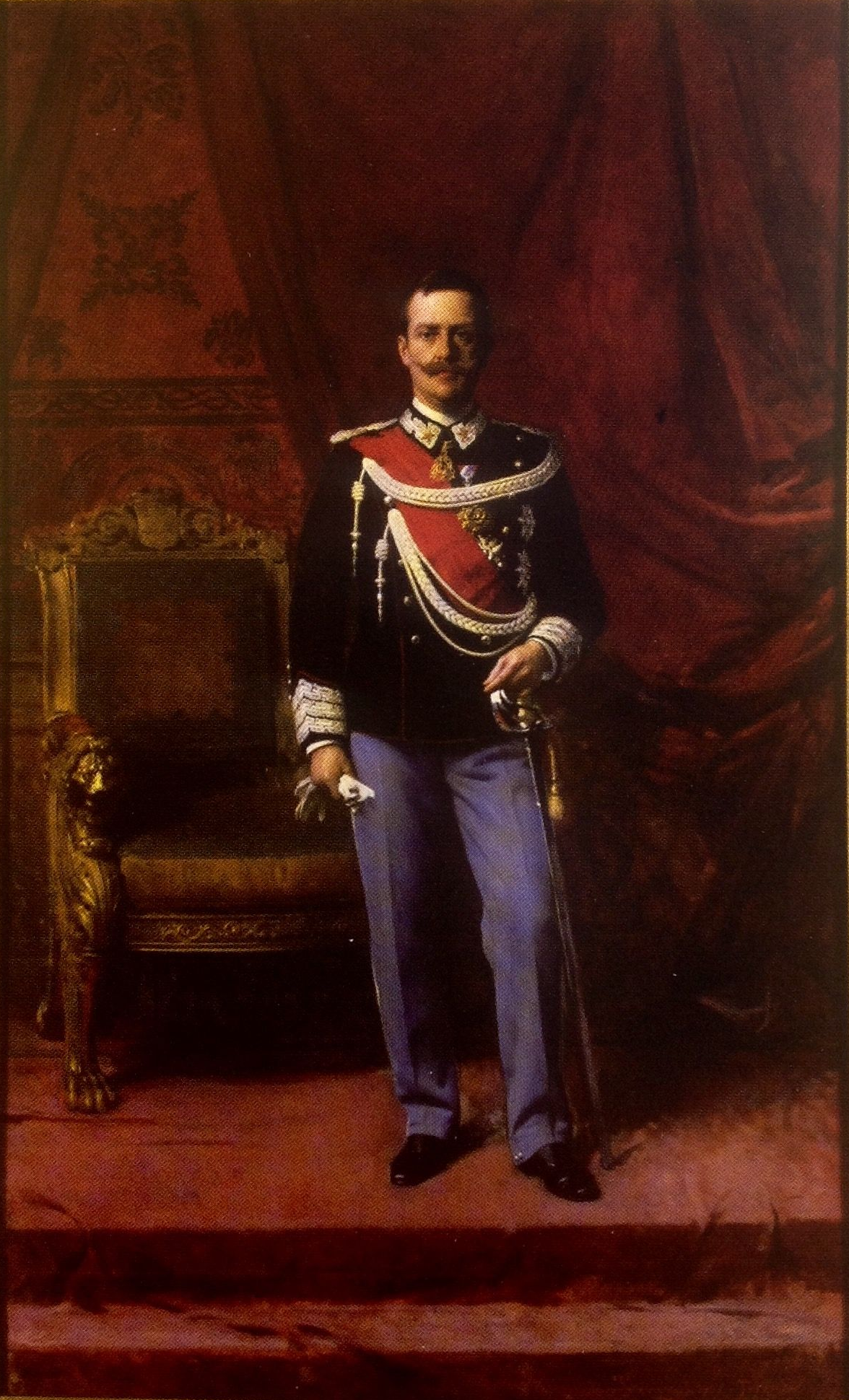
Portrait du roi par Giacomo Grosso, 1904
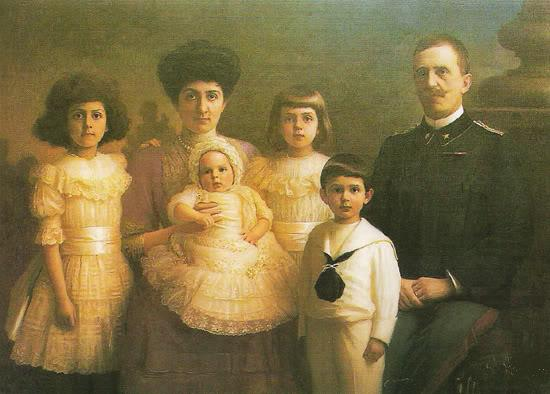
La famille royale italienne, 1908
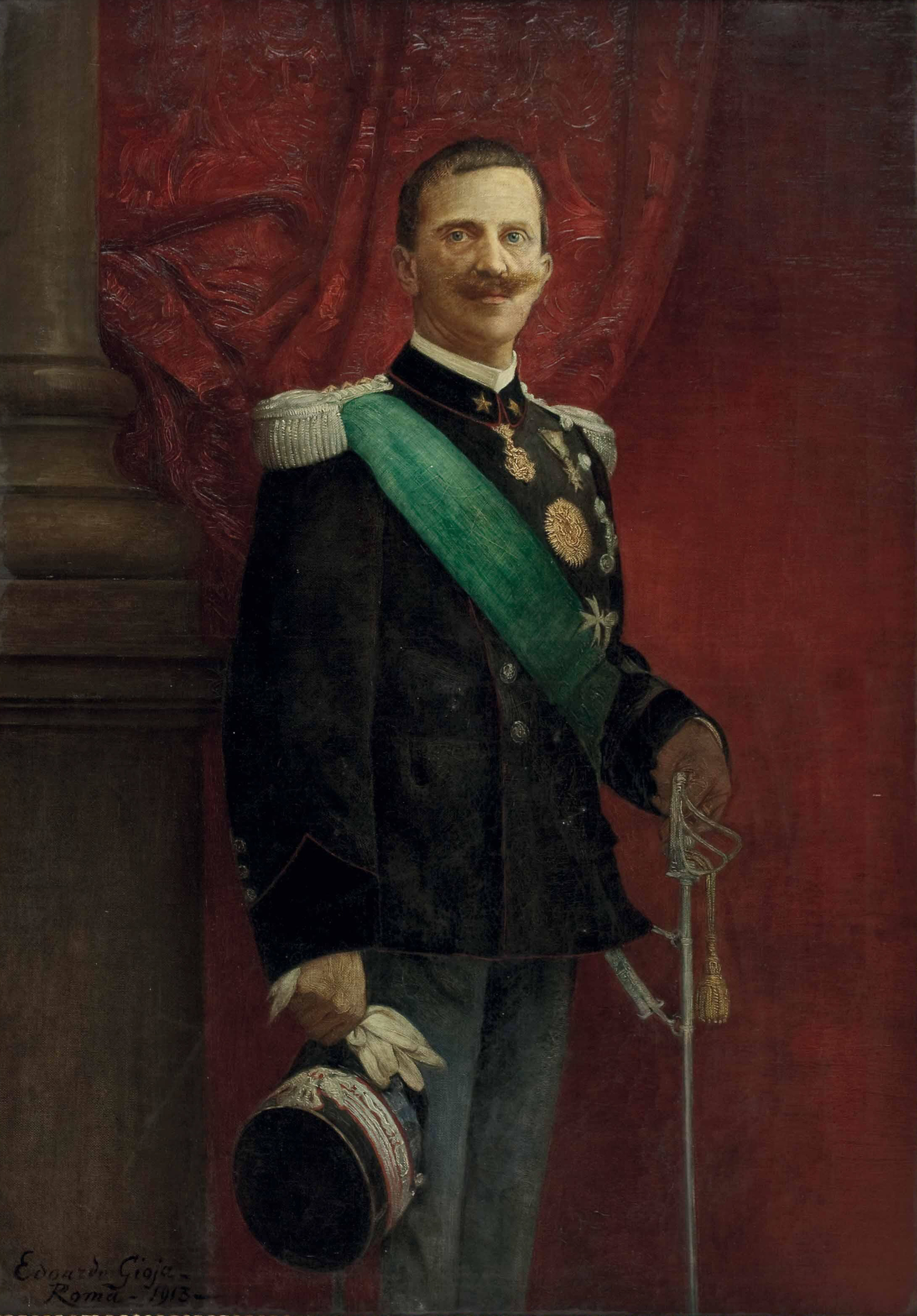
Eduardo Gioja : Victor-Emmanuel III, 1913
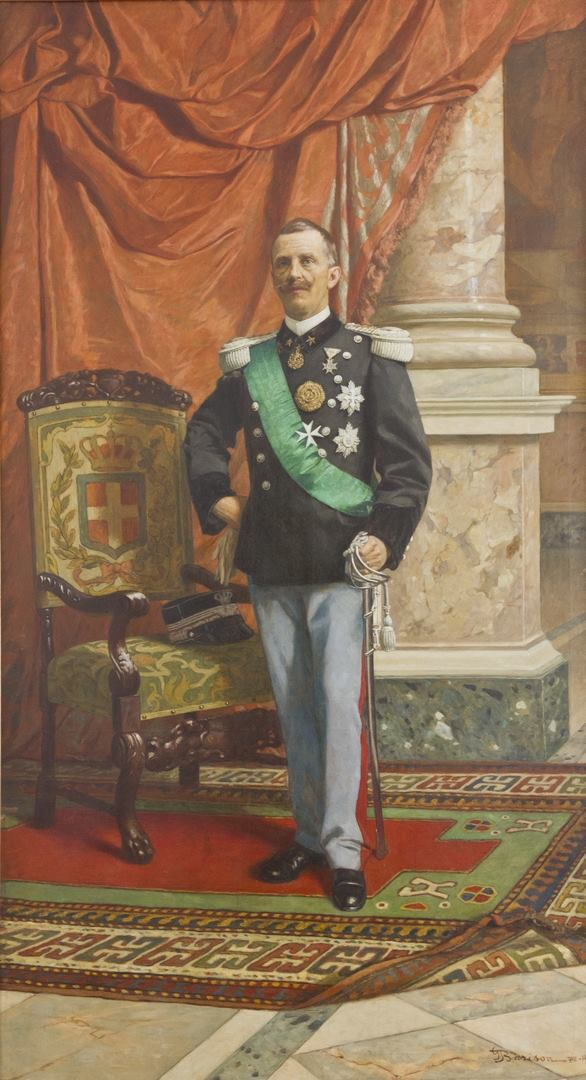
Giuseppe Barison : portrait de Victor-Emmanuel III, 1919
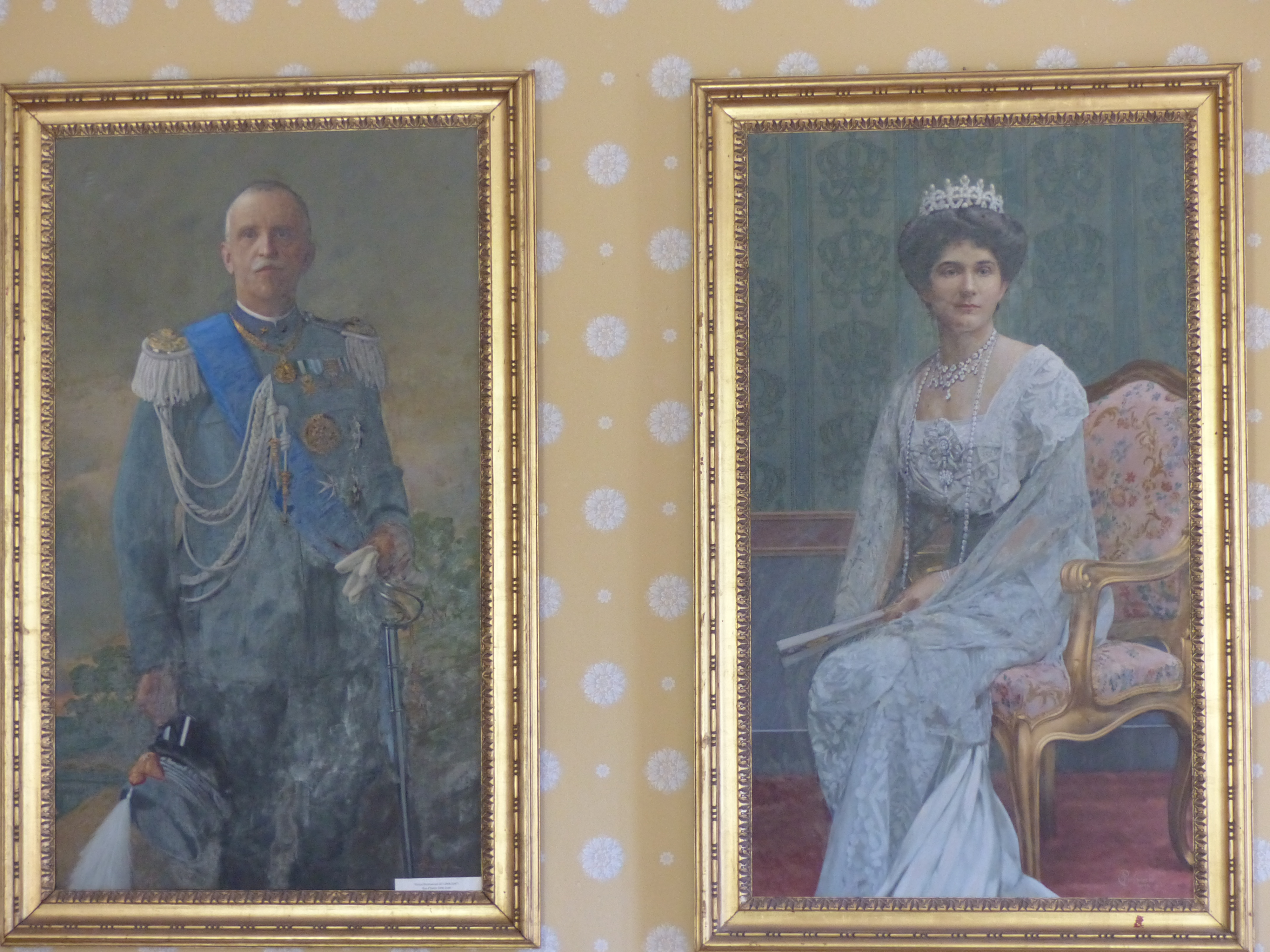
Victor-Emmanuel III et son épouse, Hélène de Monténégro
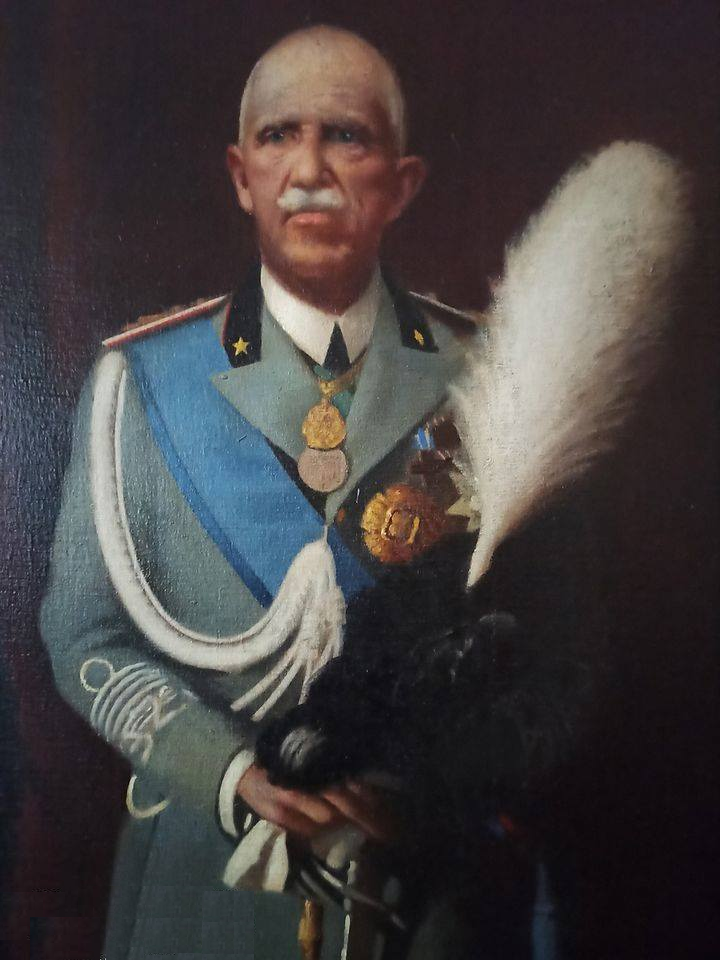
Portrait de Victor-Emmanuel III, 1935
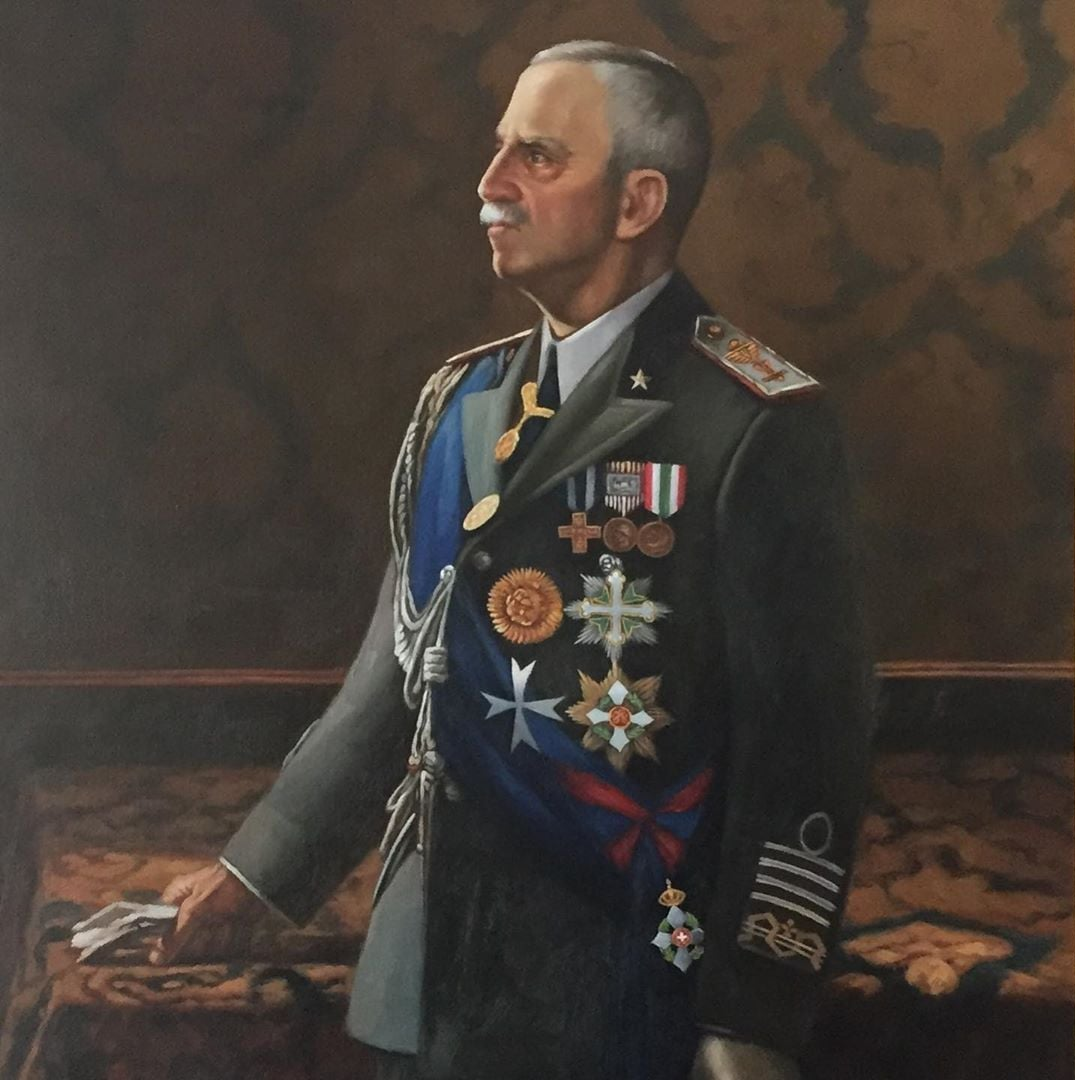
Portrait de Victor-Emmanuel III, 1939
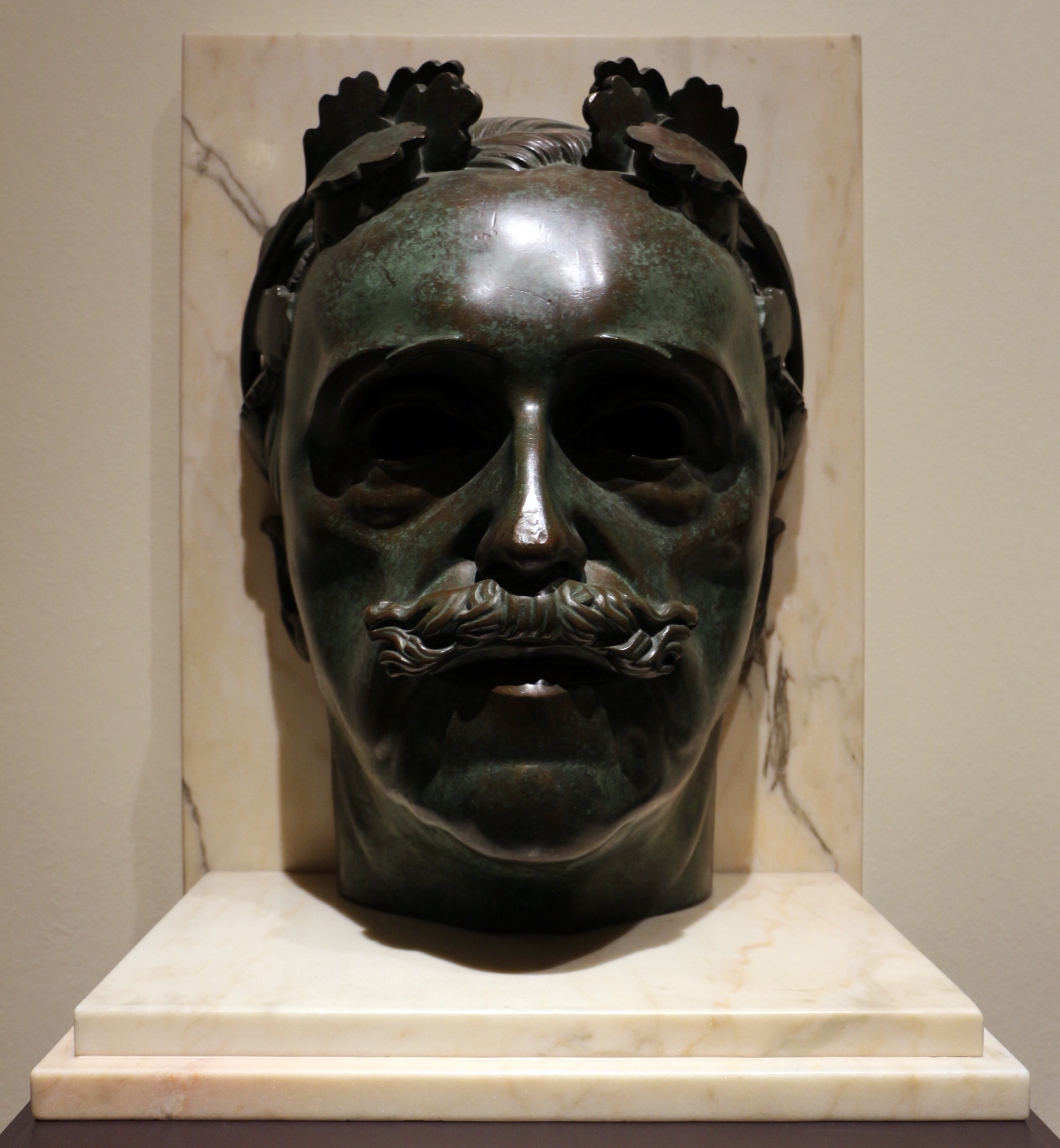
Victor-Emmanuel III en 1924 par Adolfo Wildt
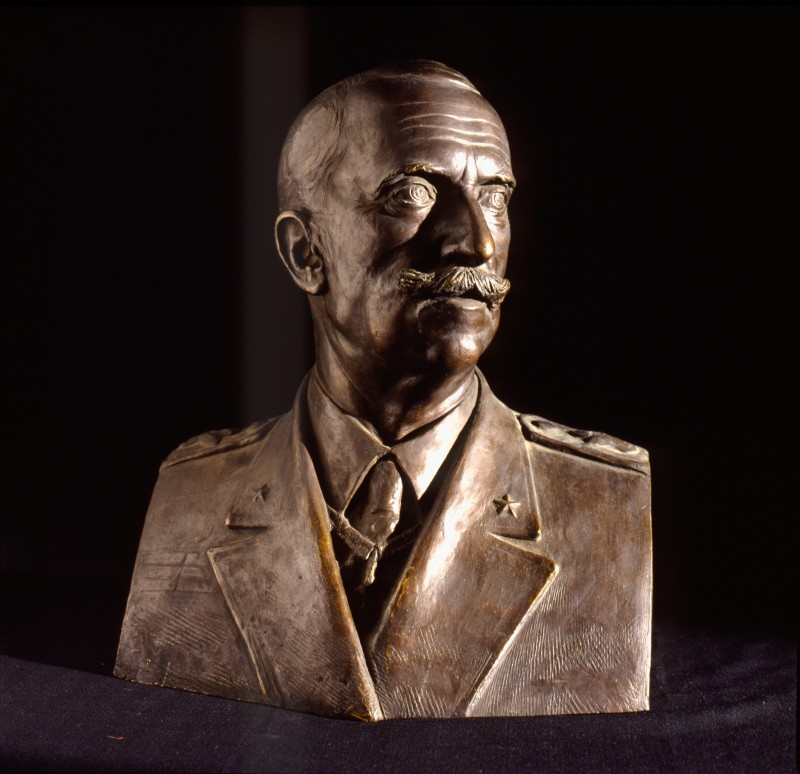
Pietro Canonica : portrait de Victor-Emmanuel III, 1938

### Monnaie

#### Pièces

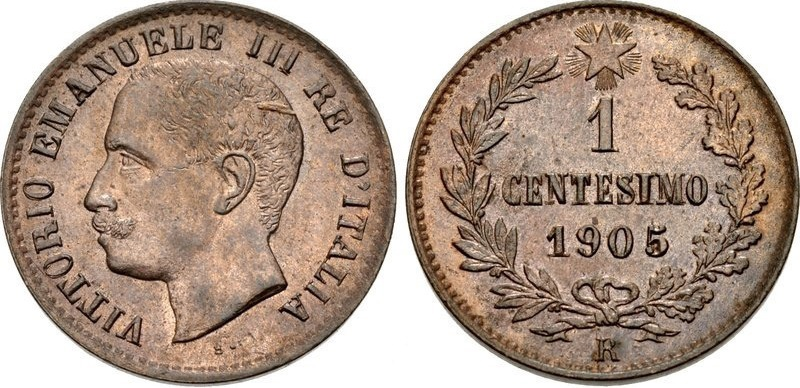
1 centime de lire (1905)
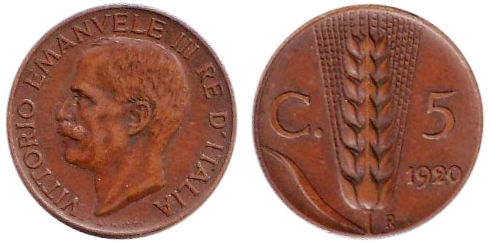
5 centimes de lire (1920)
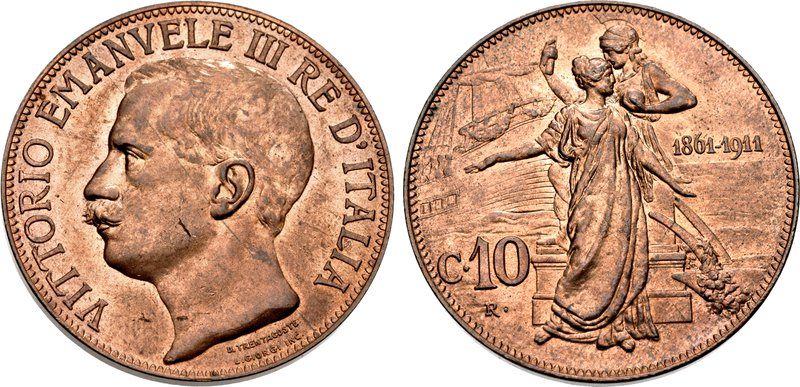
10 centimes de lire (1861-1911)
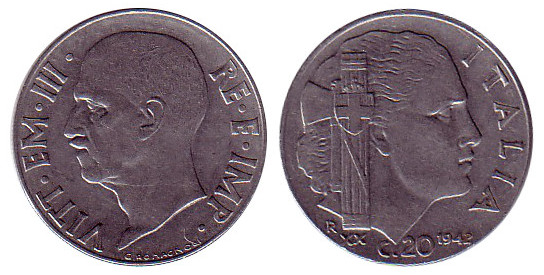
20 centimes de lire (1942)
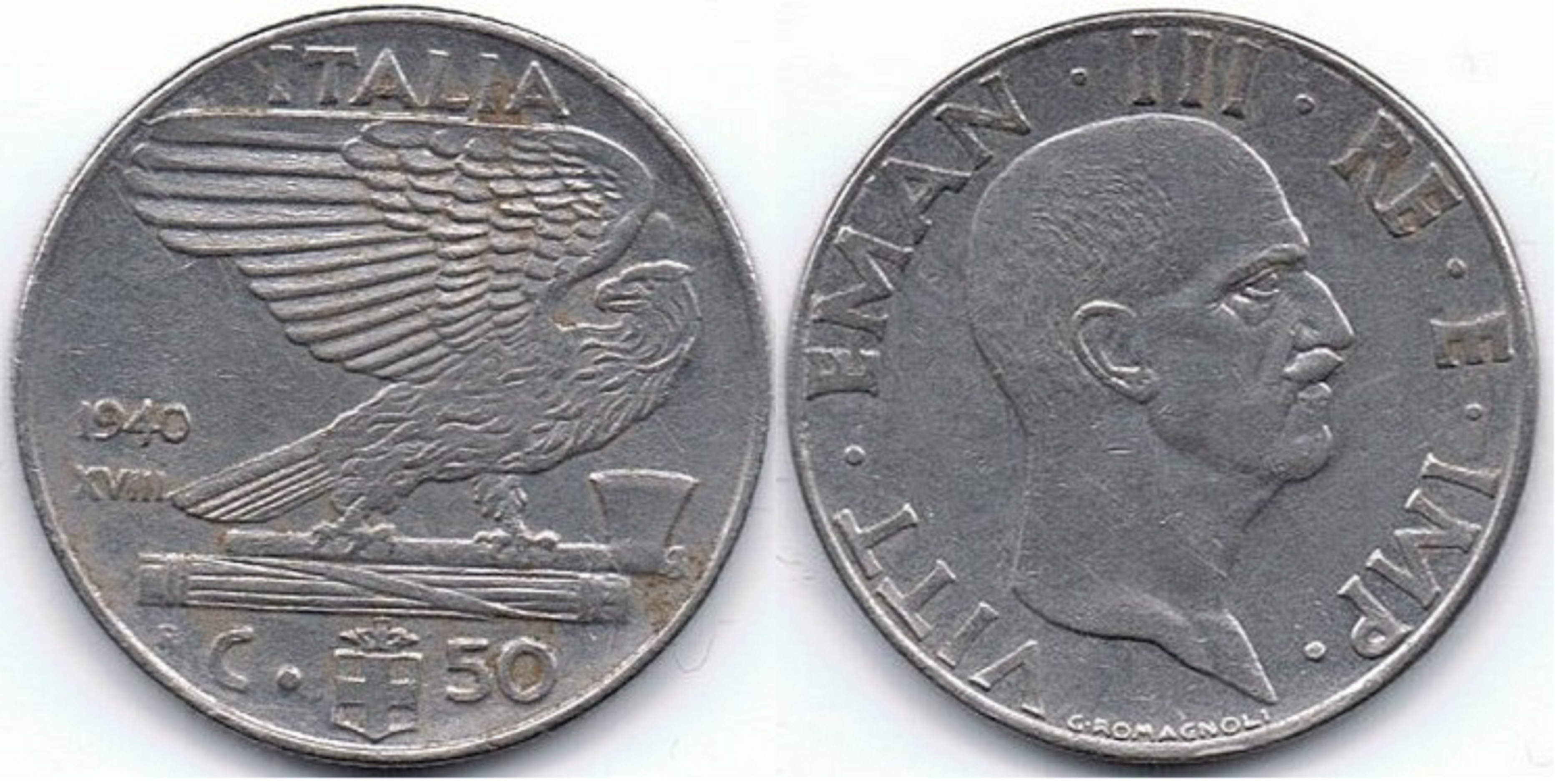
50 centimes de lire (1940)
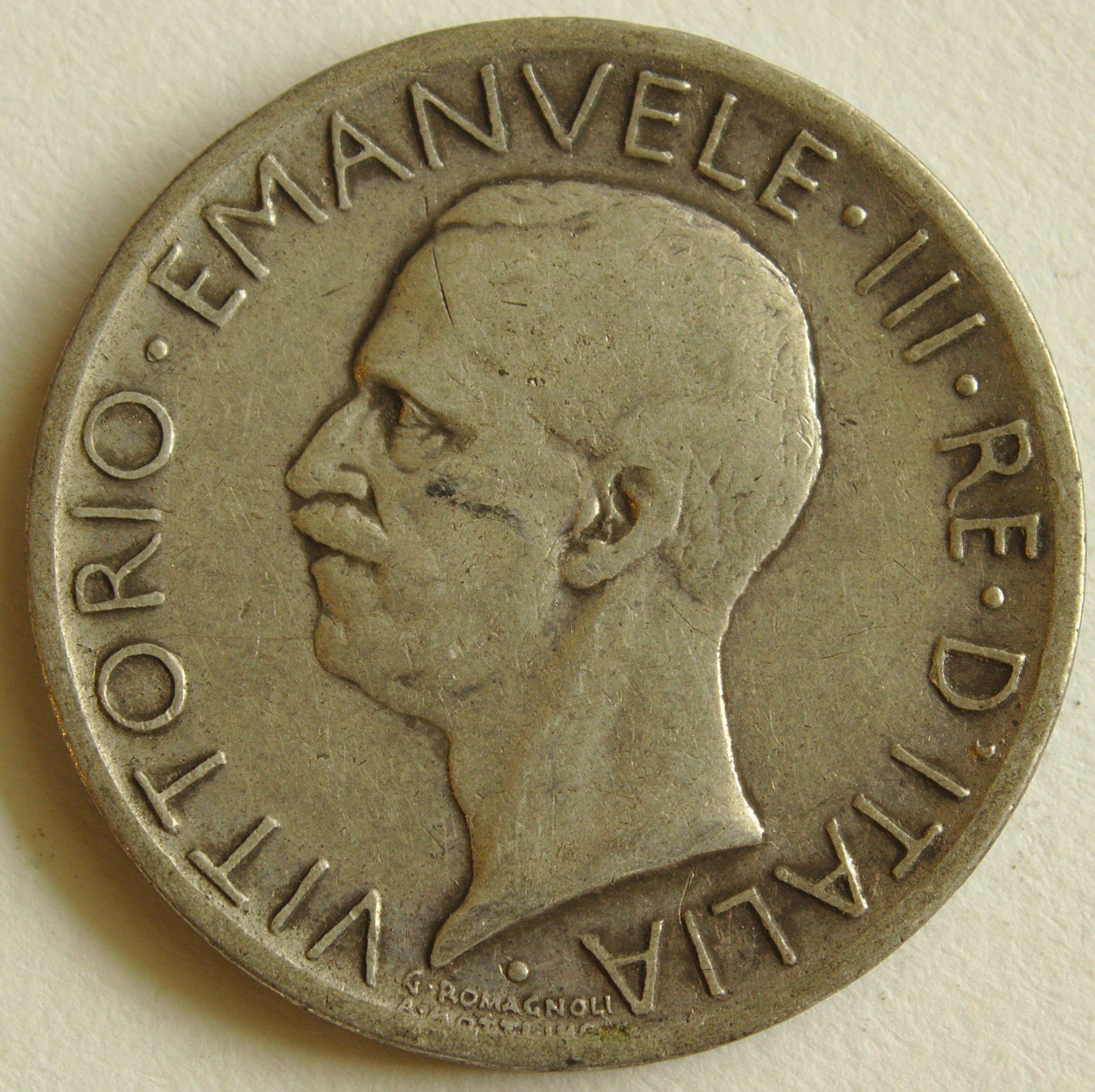
5 lires (1927)
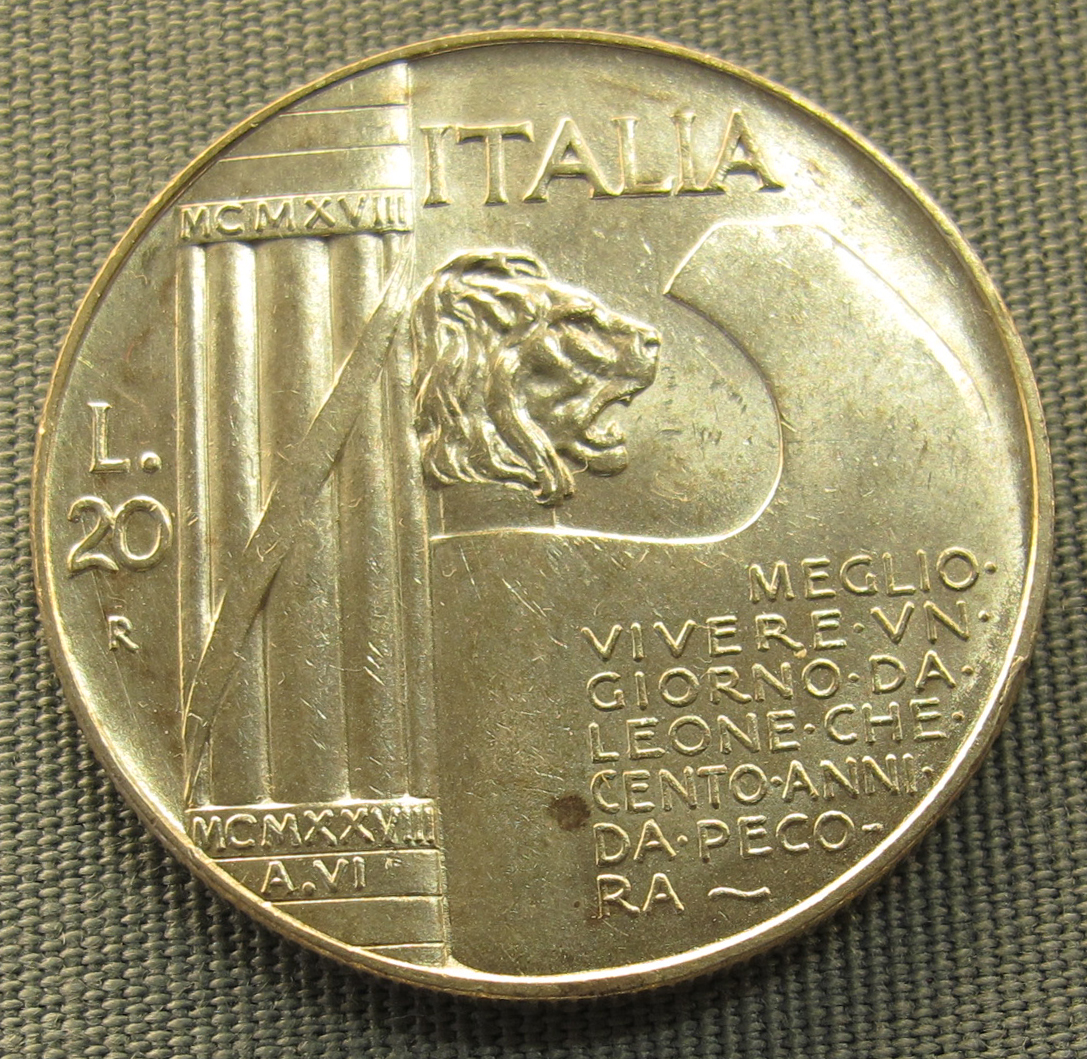
20 lires (1928)
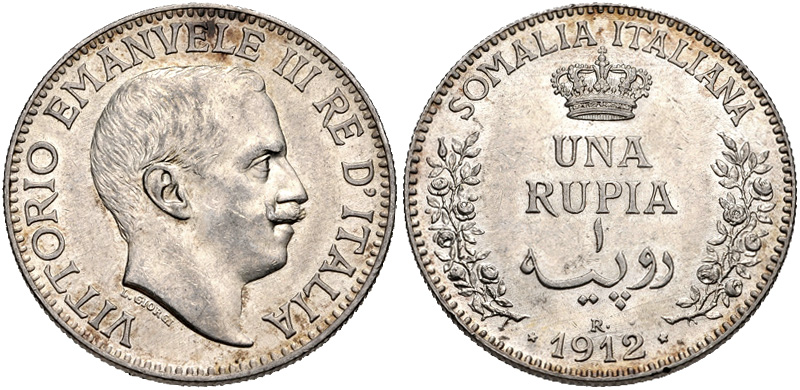
1 roupie somalienne (1912)
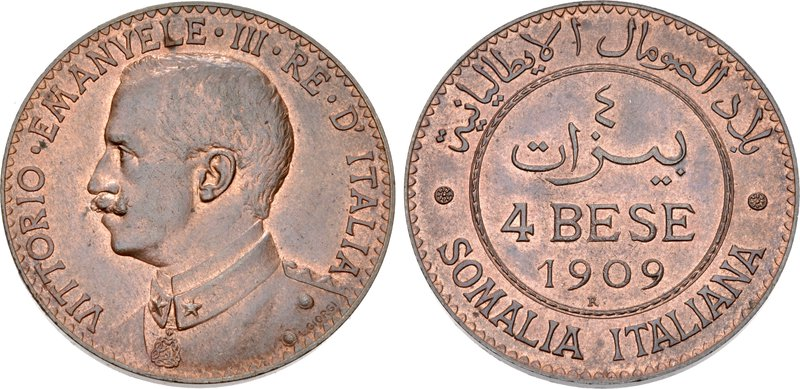
4 beses somaliens (1909)

#### Billets

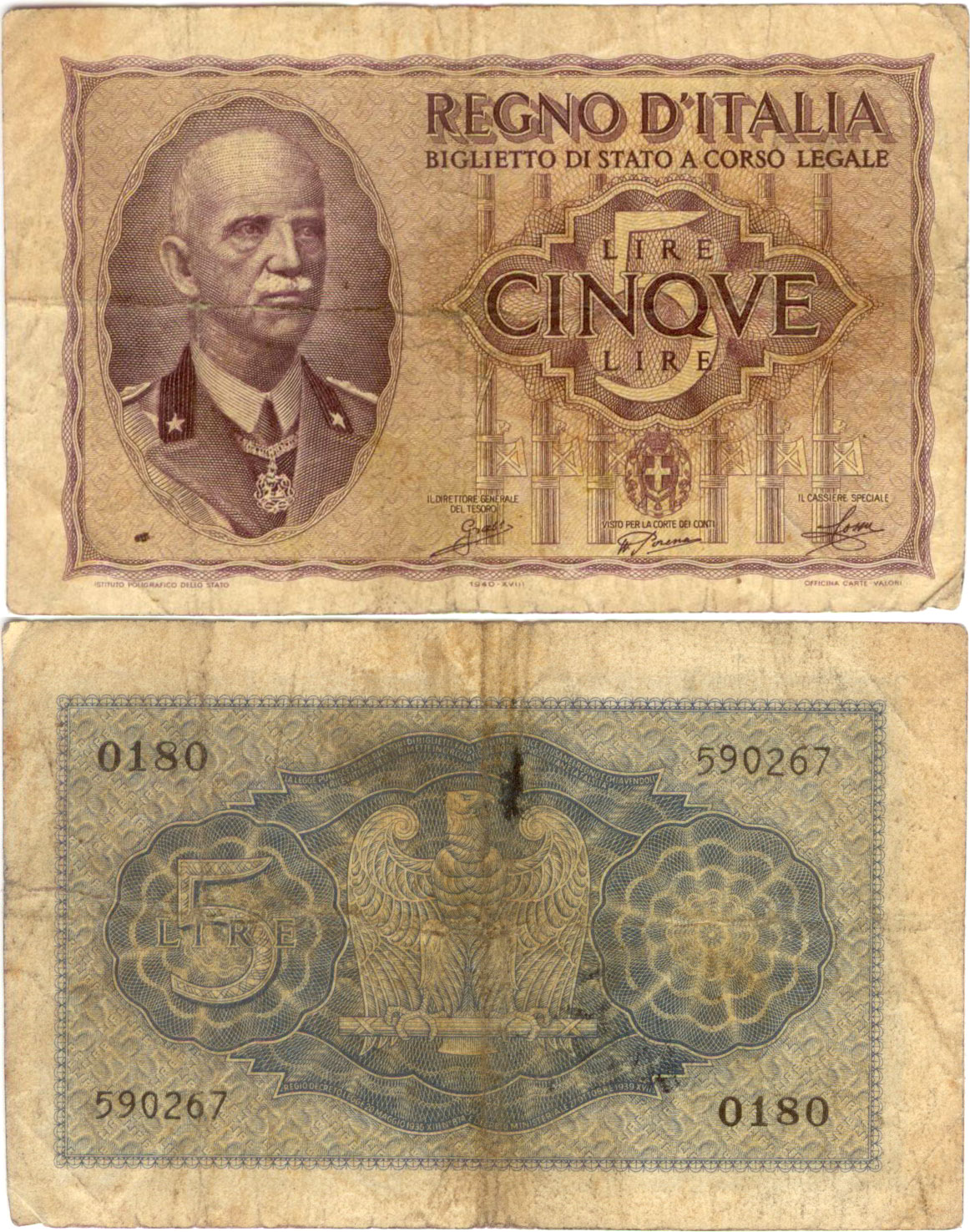
billet de 5 lires de l'époque fasciste (1940)
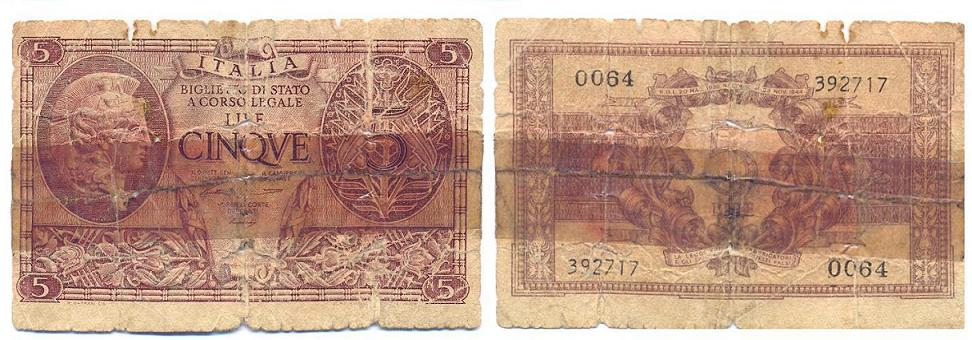
billet de 5 lires italiennes, type "Athéna casquée" (1944)
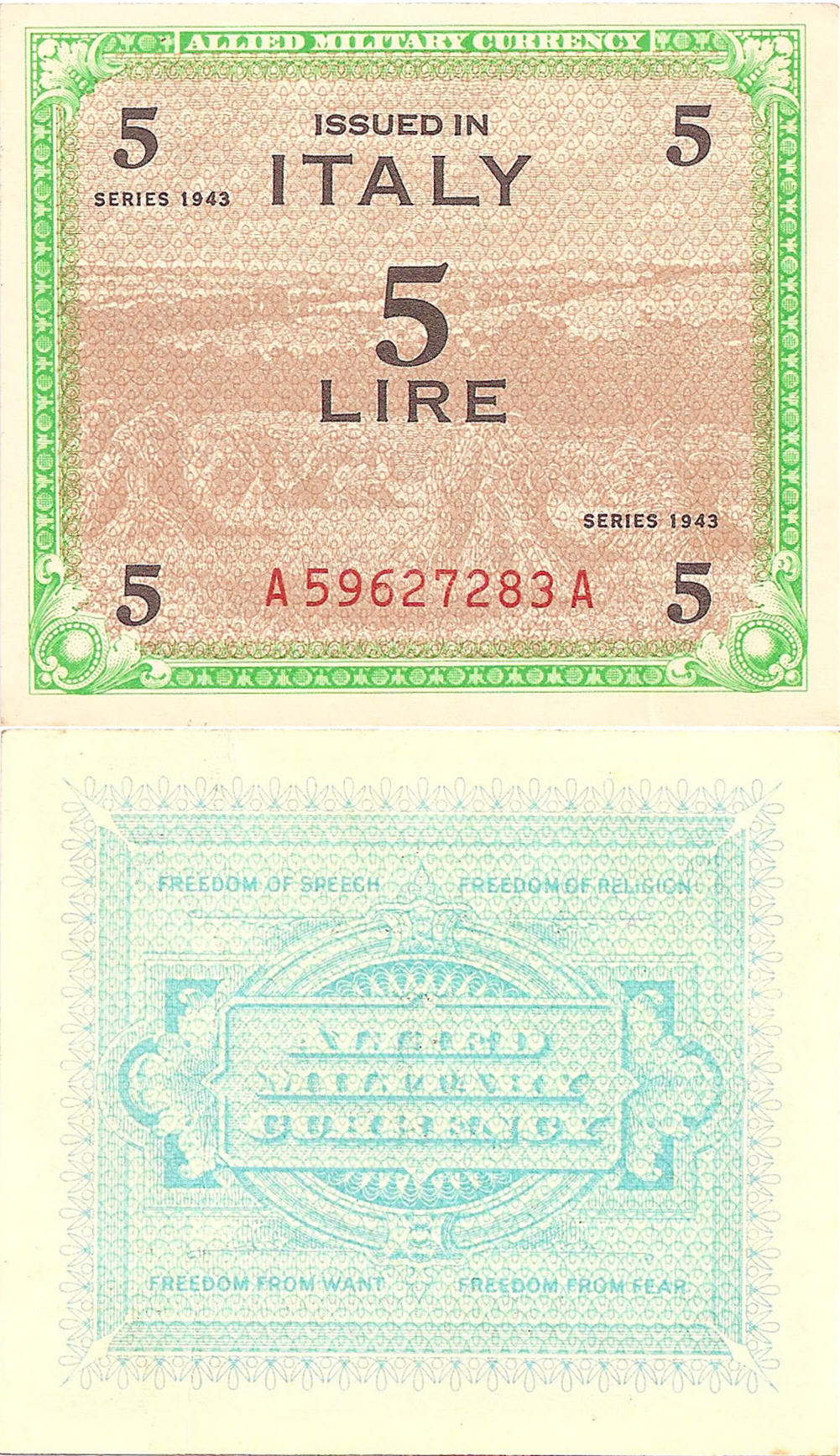
monnaie émise par les forces militaires alliées pendant l'occupation de l'Italie (1943)
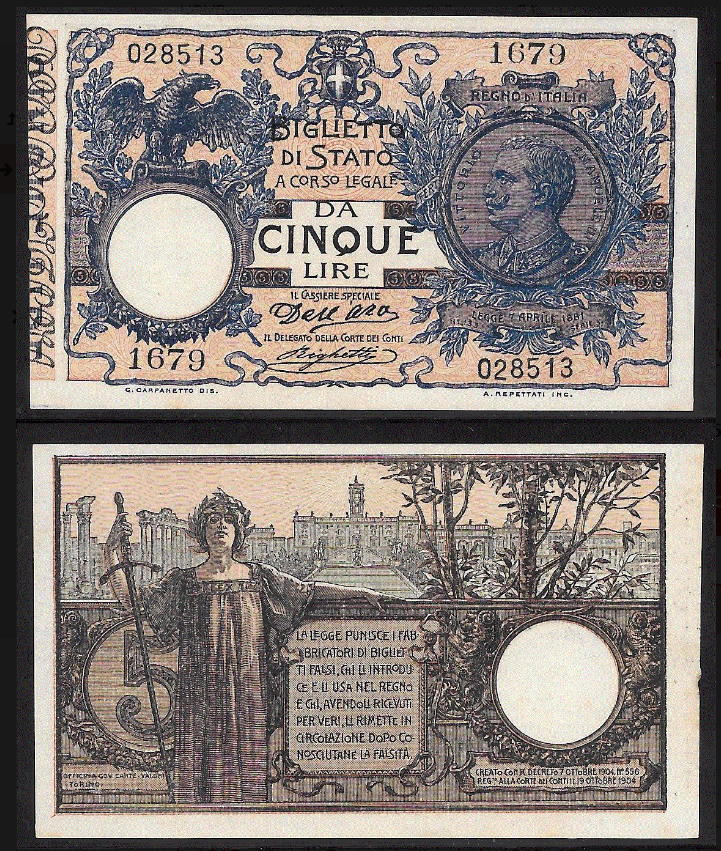
billet de 5 lires du royaume d'Italie, série 1905

### Philatélie

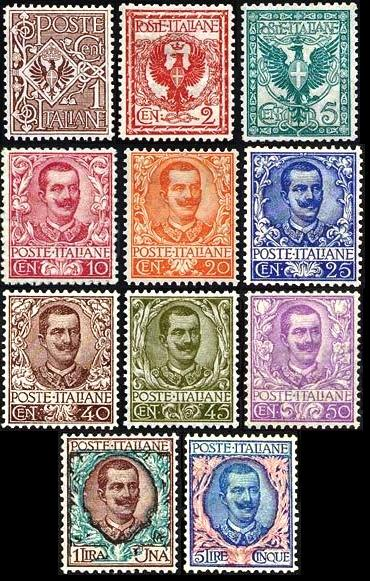
Images de la série de timbres italiens dite "Floreale"
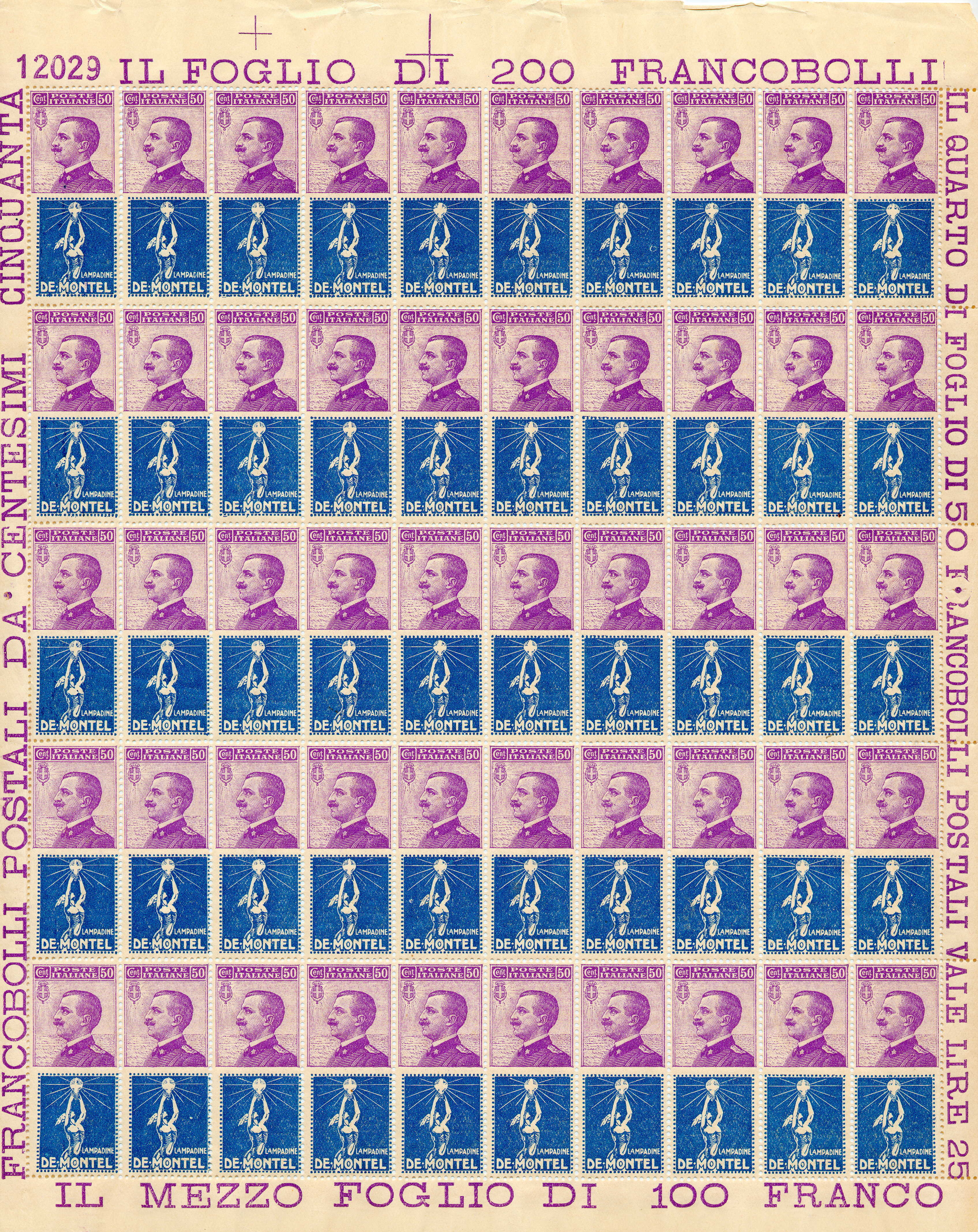
Timbre-poste italien avec publicité De Montel, 50 centimes (1925)
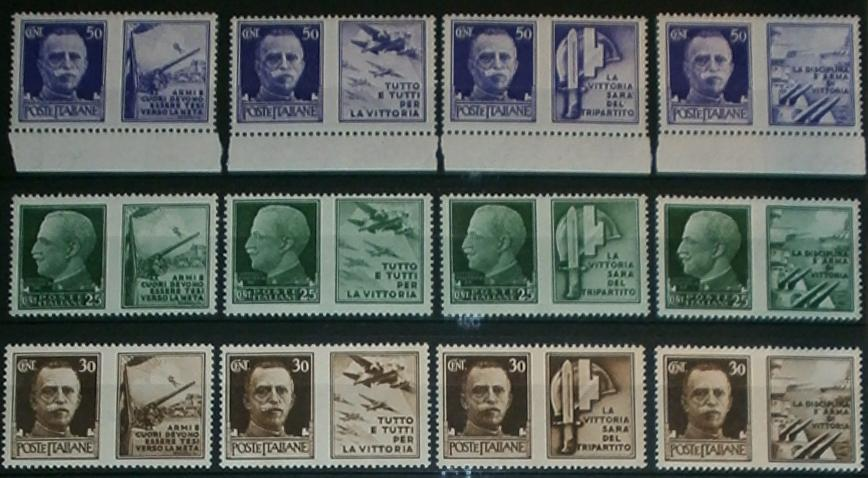
Timbres du royaume d'Italie - propagande de guerre (1942)
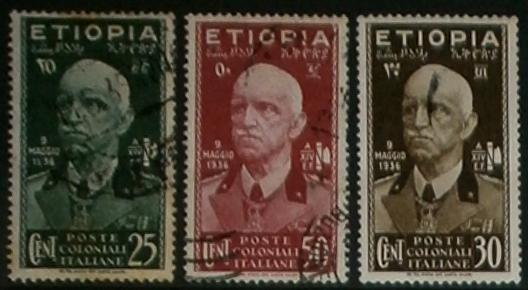
Timbres de la colonie italienne d'Éthiopie
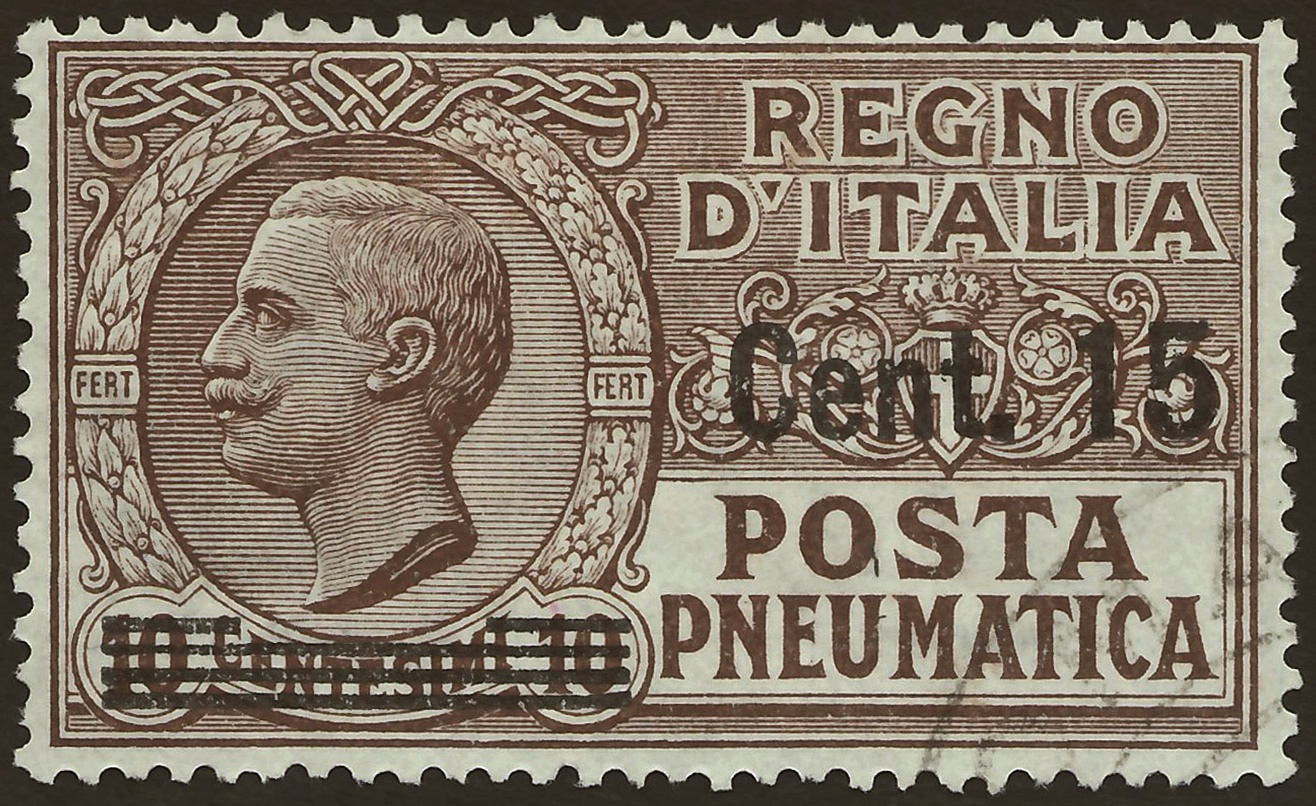
Timbre pour la poste pneumatique
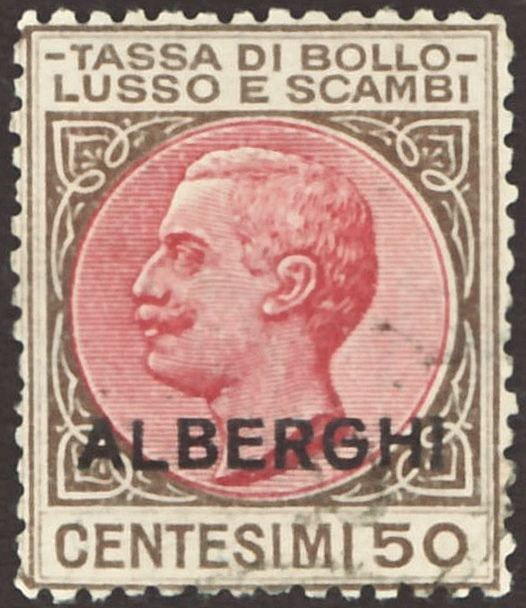
Timbre fiscal sur le luxe et le commerce

### Médailles

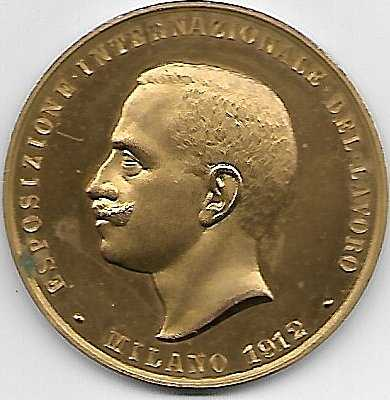
Expo internationale du travail à Milan (1912)
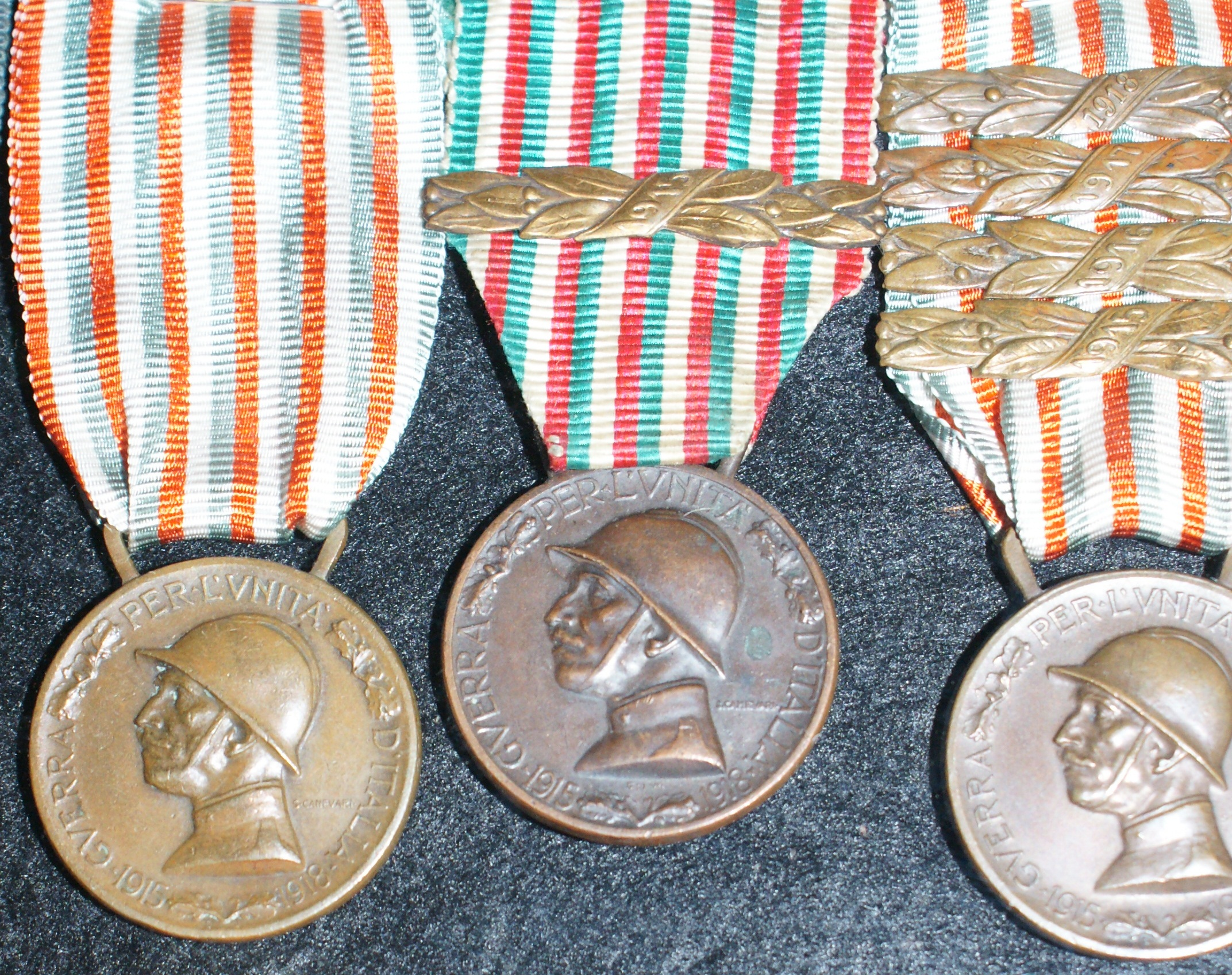
Médailles commémoratives de la guerre italo-autrichienne entre 1915 et 1918
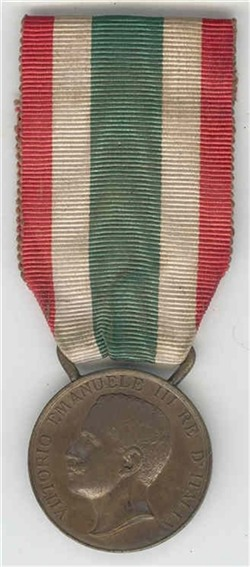
Medaille en souvenir de l'Unité italienne 1848-1922
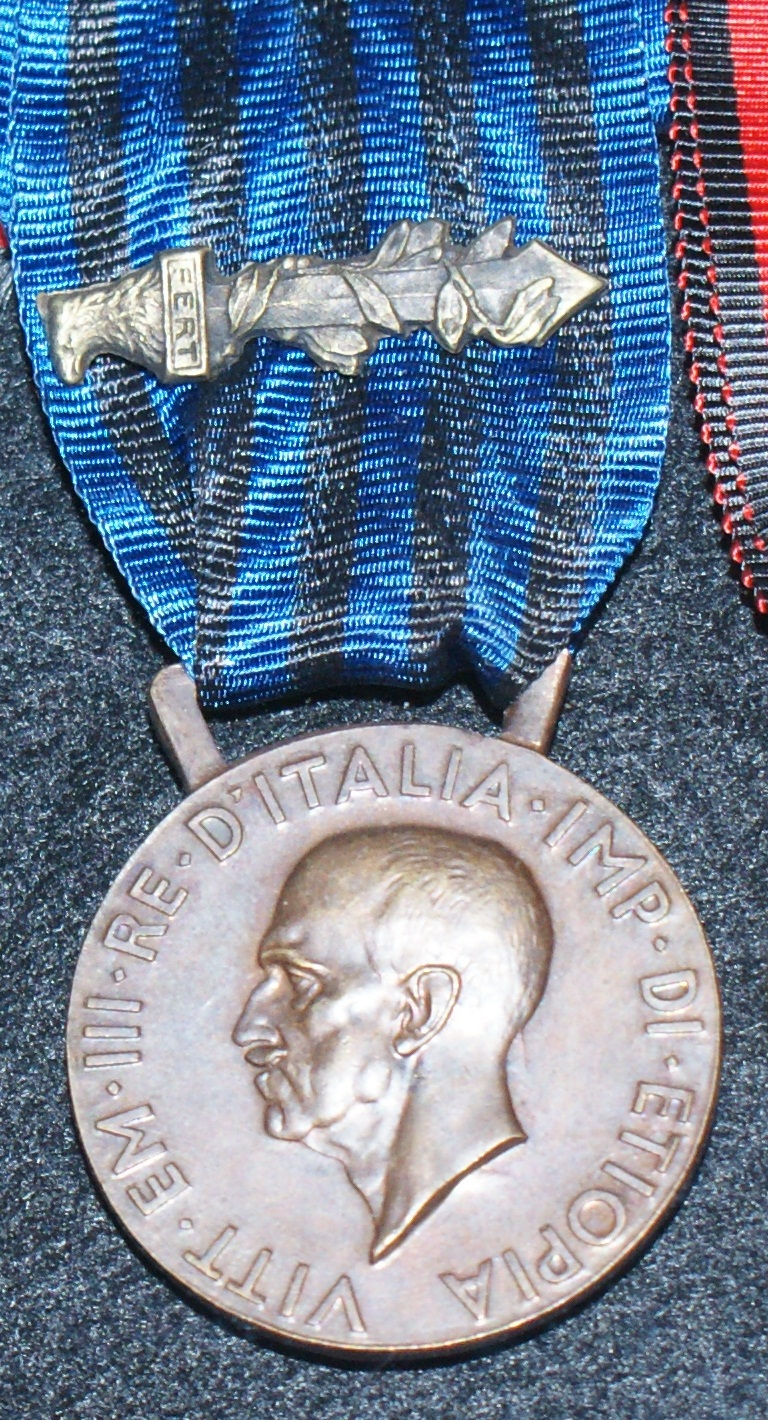
Médaille commémorative des opérations militaires en Afrique de l'Ouest
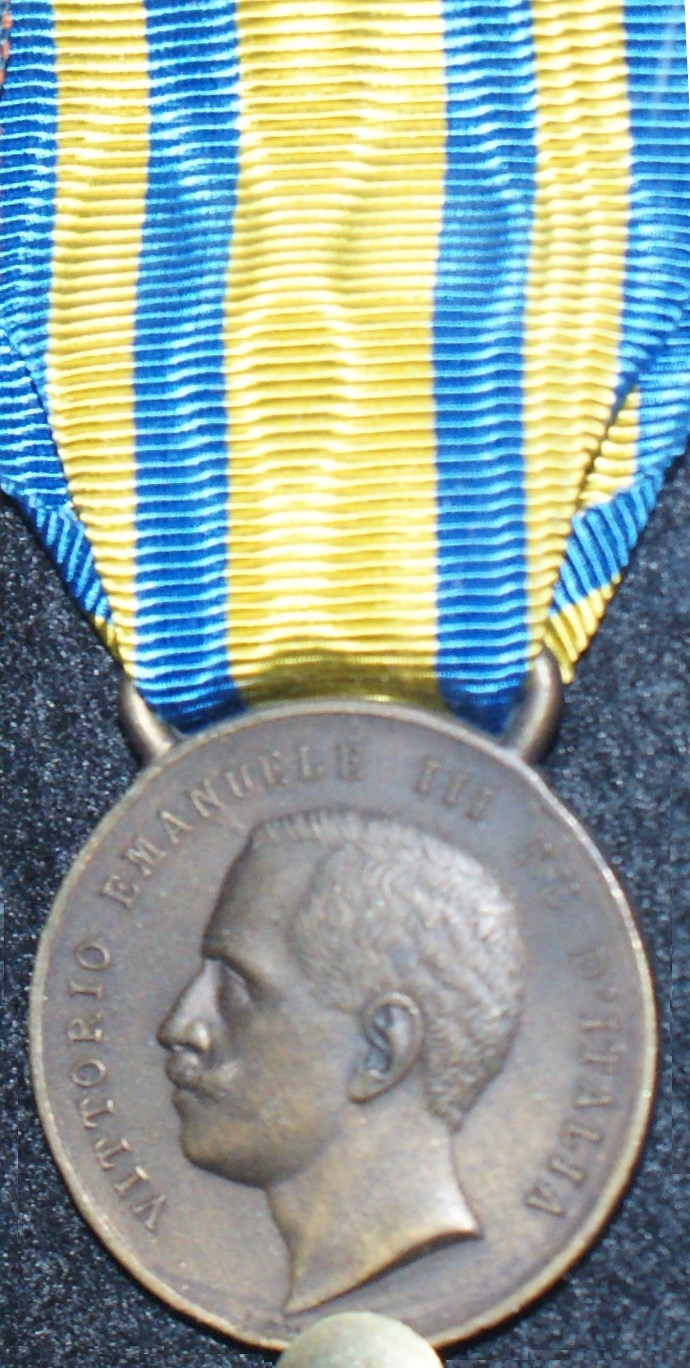
Medaille commémorative de la campagne de Chine

### Filmographie

#### Courts métrages et actualité cinématographique
- 1902 : Victor-Emmanuel quitte les galéries Saint Gobain et monte dans son équipage (Court-métrage) : lui-même[148]
- 1903 : Voyage à Paris de L.M.M. Victor-Emmanuel III : Départ du cortège (Court-métrage) : lui-même[149]
- 1903 : Voyage à Paris de L.M.M. Victor-Emmanuel III : Arrivée du cortège sur le terrain de la revue (Court-métrage) : lui-même[150]
- 1903 : Arrival at Portsmouth (Court-métrage) : lui-même[151]
- 1903 : Arrival of the King and Queen of Italy at Portsmouth (Court-métrage) : lui-même[152]
- 1903 : Our Royal Visitors (Court-métrage) : lui-même[153]
- 1903 : I/Reception at Guildhall (Court-métrage) : lui-même[154]
- 1903 : The King of Italy (Court-métrage) : lui-même[155]
- 1905 : The King and Queen of Italy in Paris (Court-métrage) : lui-même[156]
- 1907 : Grande inaugurazione del ponte Umberto I a Torino da S. M. il Re (Court-métrage) : lui-même[157]
- 1907 : Incontro del Re d'Italia col Re d'Inghilterra a Gaeta (Court-métrage) : lui-même[158]
- 1908 : Incontro delle ll.mm. il re d'Italia e gli imperiali di Germania a Venezia splendida (Court-métrage) : lui-même[159]
- 1908 : Incontro dei Reali a Venezia (Court-métrage) : lui-même[160]
- 1908 : Voyage du Roi d'Italie, en Grèce(Court-métrage) : lui-même[161]
- 1908 : Lancement du 'Roma' par le roi d'Italie (Court-métrage) : lui-même[162]
- 1909 : Incontro dei Sovrani d'Italia e di Germania a Brindisi (Court-métrage) : lui-même[163]
- 1909 : La rivista con S. M. il Re a Roma (Court-métrage) : lui-même[164]
- 1911 : Pathé's News (Actualité cinématographique), No. 43 (Court-métrage) : lui-même[165]
- 1911 : La rivista dell'Esposizione di Torino (Court-métrage) : lui-même[166]
- 1913 : Rivista di S.M. il Re al XIV Cavalleria (Court-métrage) : lui-même[167]
- 1913 : Pathé's Weekly (Actualité cinématographique), No. 21 (Court-métrage) : lui-même[168]
- 1913 : Pathé's Weekly (Actualité cinématographique), No. 22 (Court-métrage) : lui-même[169]
- 1913 : Pathé's Weekly (Actualité cinématographique), No. 49 (Court-métrage) : lui-même[170]
- 1913 : Mutual News (Actualité cinématographique), No. 2 (Court-métrage) : lui-même[171]
- 1913 : Mutual News (Actualité cinématographique), No. 9 (Court-métrage) : lui-même[172]
- 1913 : Mutual Weekly (Actualité cinématographique), No. 23 (Court-métrage) : lui-même[173]
- 1914 : Mutual News (Actualité cinématographique), No. 86 (Court-métrage) : lui-même[174]
- 1926 : S. M. il Re ed il Capo del Governo per la battaglia del grano (Court-métrage) : lui-même[175]

#### Cinéma

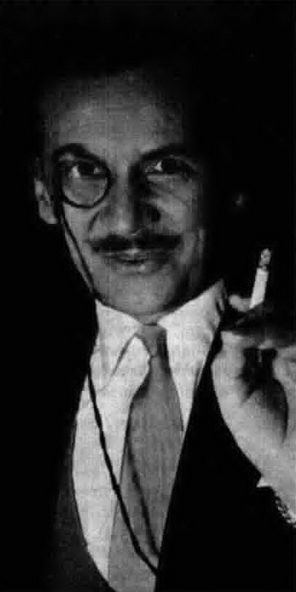
Giulio Girola interprète Victor-Emmanuel III dans lAffaire Matteotti.

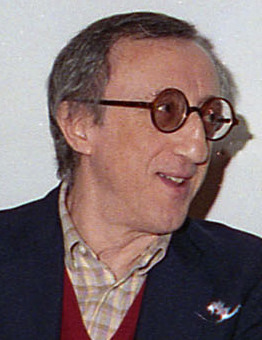
Carlo Delle Piane interprète Victor-Emmanuel III dans Io e il Re.

- 1923 : La ville éternelle : lui-même (non crédité)[176]
- 1933 : Camicia nera Self : lui-même (non crédité)[177]
- 1937 : Von Zeppelin 1 bis LZ 130 - Die Biographie eines deutschen Genies (Court-métrage) : lui-même[178]
- 1954 : Victoire en mer (Documentaire) : lui-même[179]
- 1962 : All'armi siam fascisti! (Documentaire) : lui-même[180]
- 1962 : Vom Zaren bis zu Stalin (Documentaire) : lui-même[181]
- 1964 : Août 1914 (Documentaire) : lui-même[182]
- 1973 : L'Affaire Matteotti Giulio Girola : Victor-Emmanuel III[183]
- 1974 : Les derniers jours de Mussolini : lui-même (non crédité)[184]
- 1977 : Une journée particulière : lui-même (non crédité)[185]
- 1977 : Hitler, une carrière (Documentaire) : lui-même[186]
- 1988 : The 1930's: Music, Memories & Milestones (Video documentary) : lui-même- Il ouvre une nouvelle chambre[187]
- 1988 : The Speeches of Winston Churchill (Documentaire) : lui-même[188]
- 1994 : Time Capsule: WW II - War in Europe (Documentaire) : lui-même[189]
- 1995 : Io e il re Carlo Delle Piane : Victor-Emmanuel III[190]
- 2011 : L'aviatore : lui-même[191]
- 2014 : Mio padre, il mare, i deserti : lui-même[192]
- 2015 : Nel segno dell'aquila : lui-même[193]
- 2015 : Cefalonia l'altra verità: Intervista a Massimo Filippini (Vidéo) : lui-même[194]
- 2019 : Una vita per l'Esercito : lui-même[195]
- 2020 : La Nave da Battaglia Roma (Court-métrage) : lui-même[196]

#### Télévision

##### Séries
- 1949 : Crusade in Europe (Série documentaire) : lui-même[197]
- 1953 : Victory at Sea (Série documentaire) : lui-même[198]
- 1963 : Men of Our Time (Série documentaire) : lui-même[199]
- 1976 : Mussolini (Mini-série documentaire) : lui-même[200]
- 1998 : Das Dritte Reich - In Farbe (Documentaire) : lui-même[201]
- 1998 : Sworn to Secrecy: Secrets of War (Série documentaire) : lui-même[202]
- 2002 : Maria Josè - L'ultima regina (feuilleton télévisé):Massimo de Rossi[203]
- 2005 : Churchill's Bodyguard (Série documentaire) : lui-même[204]
- 2006 : Mafalfda de Savoie Victor-Emmanuel : Carlo Dogliani[205]
- 2010 : Hitler's Bodyguard (Mini-série documentaire) : lui-même[206]
- 2012 : 
  - Histoire immédiate (Série documentaire) : lui-même[207]
  - Mussolini's Henchmen : lui-même (non crédité)[208]
- 2024 : Son of the Century de Joe Wright : Vincenzo Nemolato

### Publicités
De nombreuses entreprises ont utilisé Victor-Emmanuel III comme effigie dans leurs publicités, sur tous les supports possibles que ce soit vignettes, affiches, plaques émaillées, boîtes, cartes postales, etc. À travers le monde : Campari, Grafofones, Abrador, Amilcare Piperno al corso, Coen, Tagliacozzo, De Monte, Reinach, Siero Casali, Singer, Tantal, Bacci Ciocolato Perugina, Au bon marché, Chocolat Guerin-Boutron, La belle jardinière, Casiez-Bourgeois, l'Huile Buitoni, Felix Potin, Columbia.

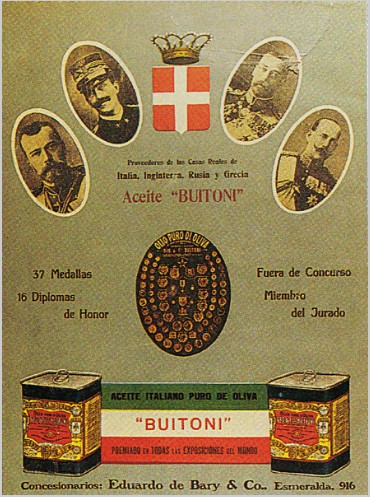
Publicité pour l'huile Buitoni, avec différents souverains européens alliés, en 1915

## Toponymie

### En Italie
Le nom du souverain Victor-Emmanuel III a été donné à de nombreuses voies publiques, lycées, musées et d'autres établissements. On dénombrait 380 lieux à son nom en 2019, et 409 en 2020. Le nom est distribué de manière inégale dans les régions italiennes, à l'exception du Val d'Aoste. On peut affirmer que la répartition des voies publiques et autres lieux portant son nom dépendent d'au moins deux explications : d'une part, le résultat du référendum du 2 juin 1946, qui approuva la proclamation de la République par 54,3 % dans la majorité du pays à l'exception de l'Italie méridionale, de la Sicile et de la Sardaigne ; d'autre part, la République sociale italienne, connue aussi sous le nom de République de Salò, dirigée par Benito Mussolini, avait débaptisé les noms des voies publiques et autres bâtiments, qui portaient le nom du souverain et de tous ses prédécesseurs issus de la maison de Savoie.

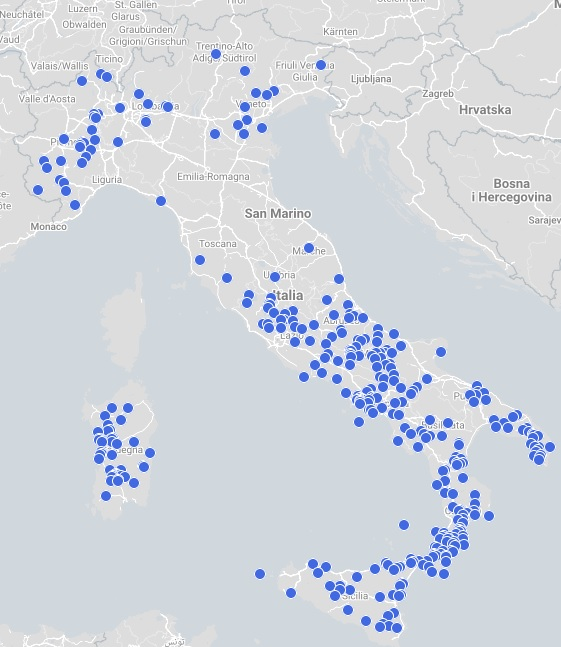
Carte des toponymes dédiés à Victor-Emmanuel en Italie en 2019.
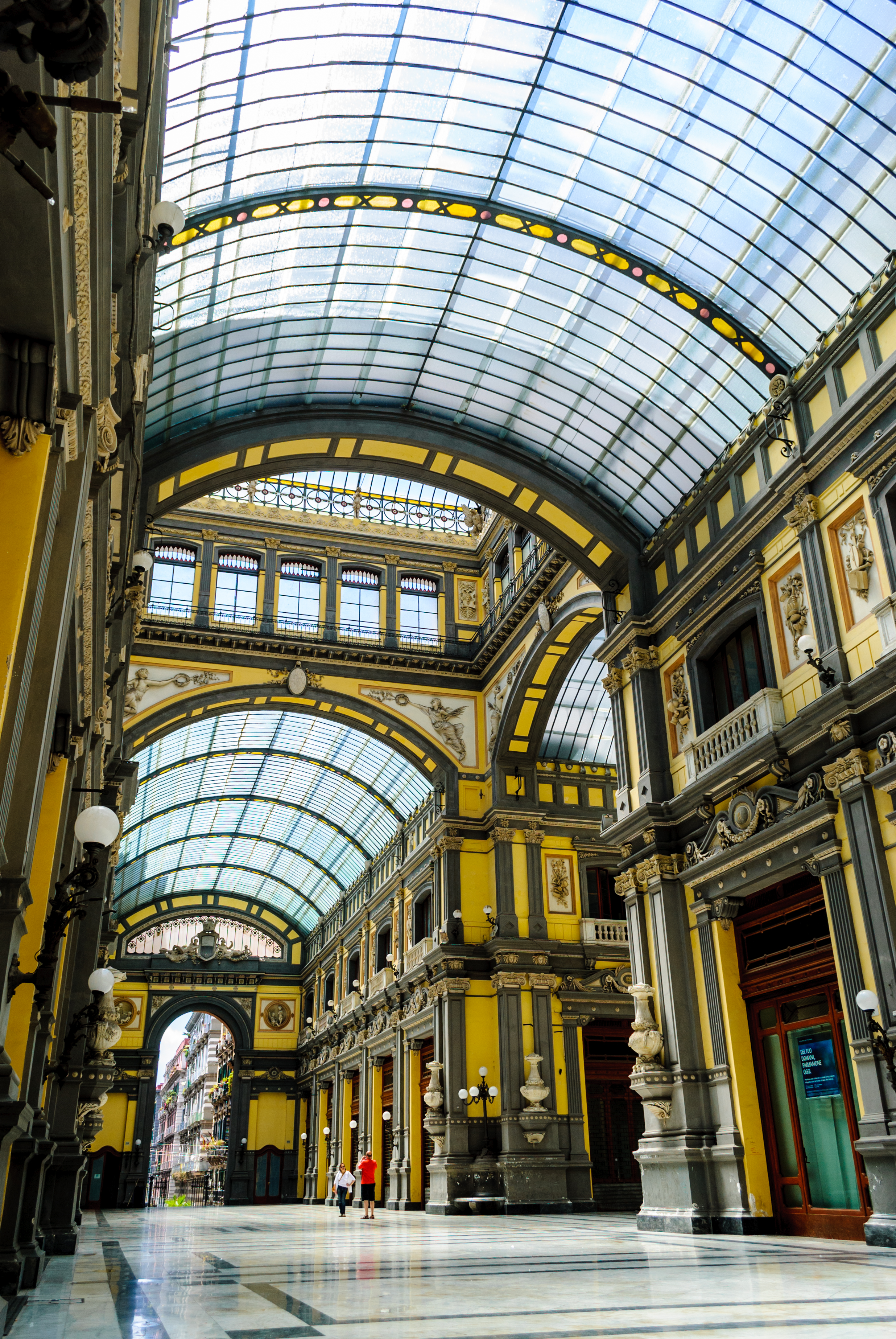
Gallerie "Principe di Napoli", Naples
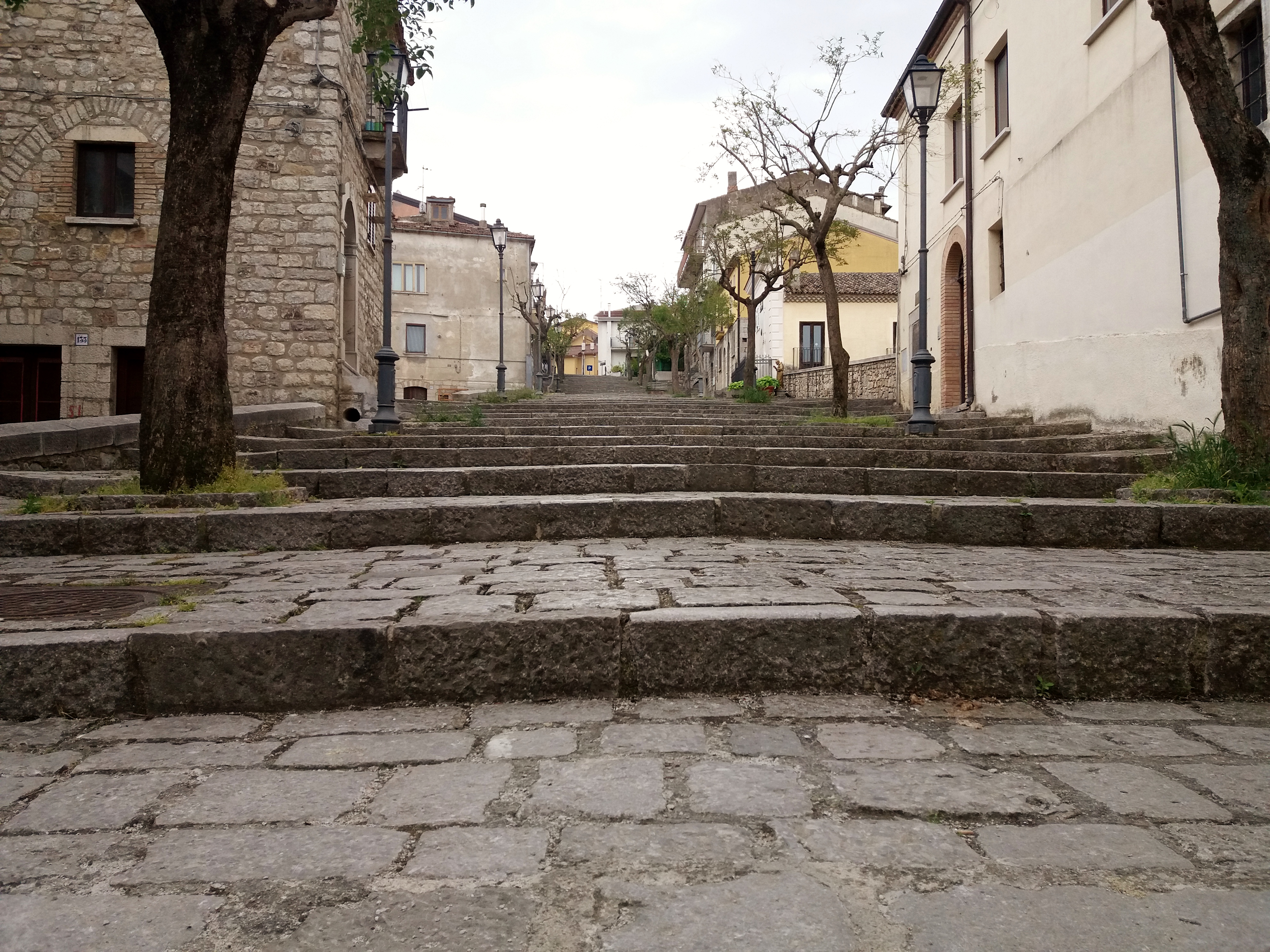
Escalier de la via Vittorio Emanuele, Cancellara.
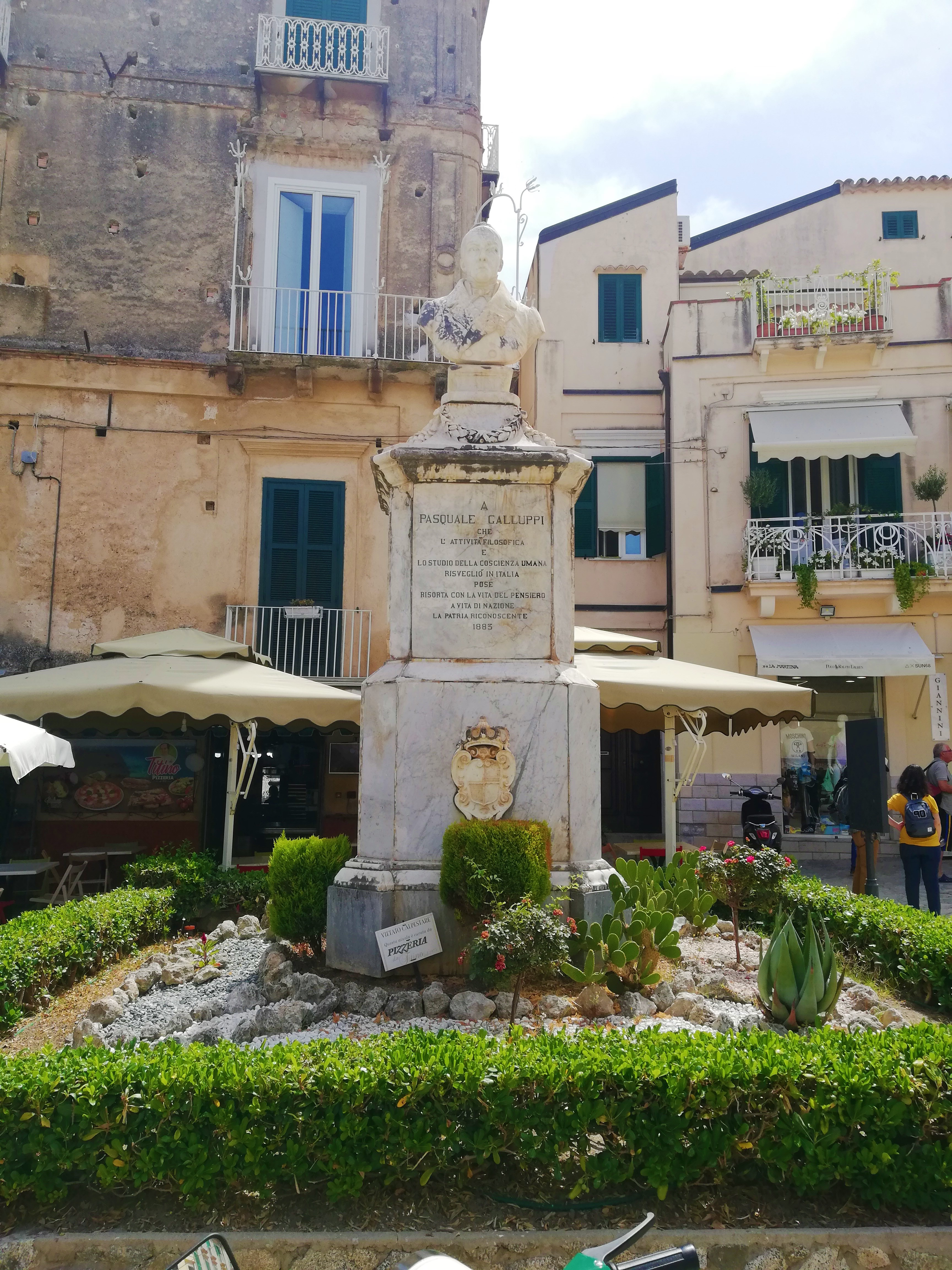
Corso Vittorio Emanuele III, Tropea.
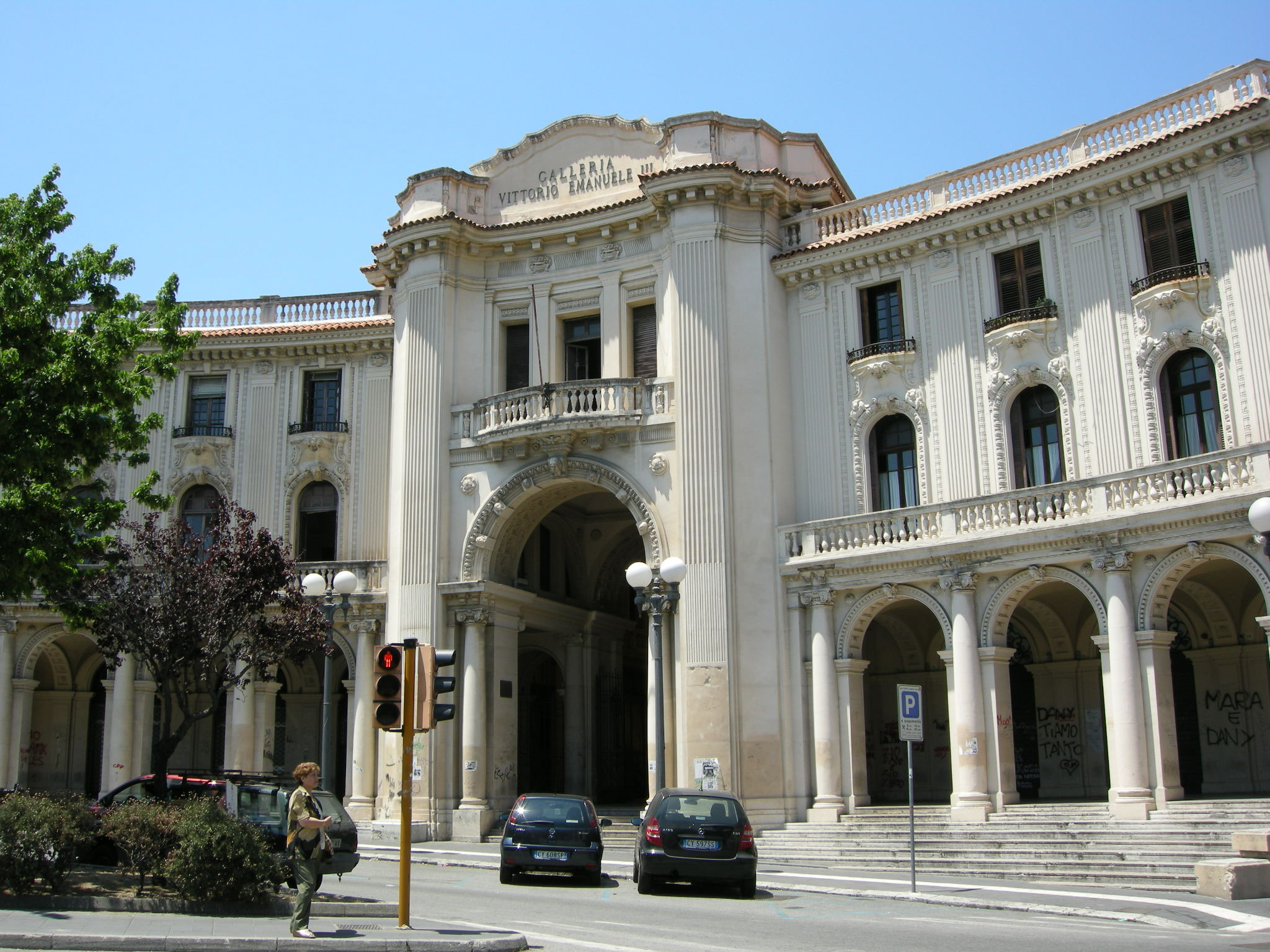
Galerie Victor-Emmanuel III, Messine.
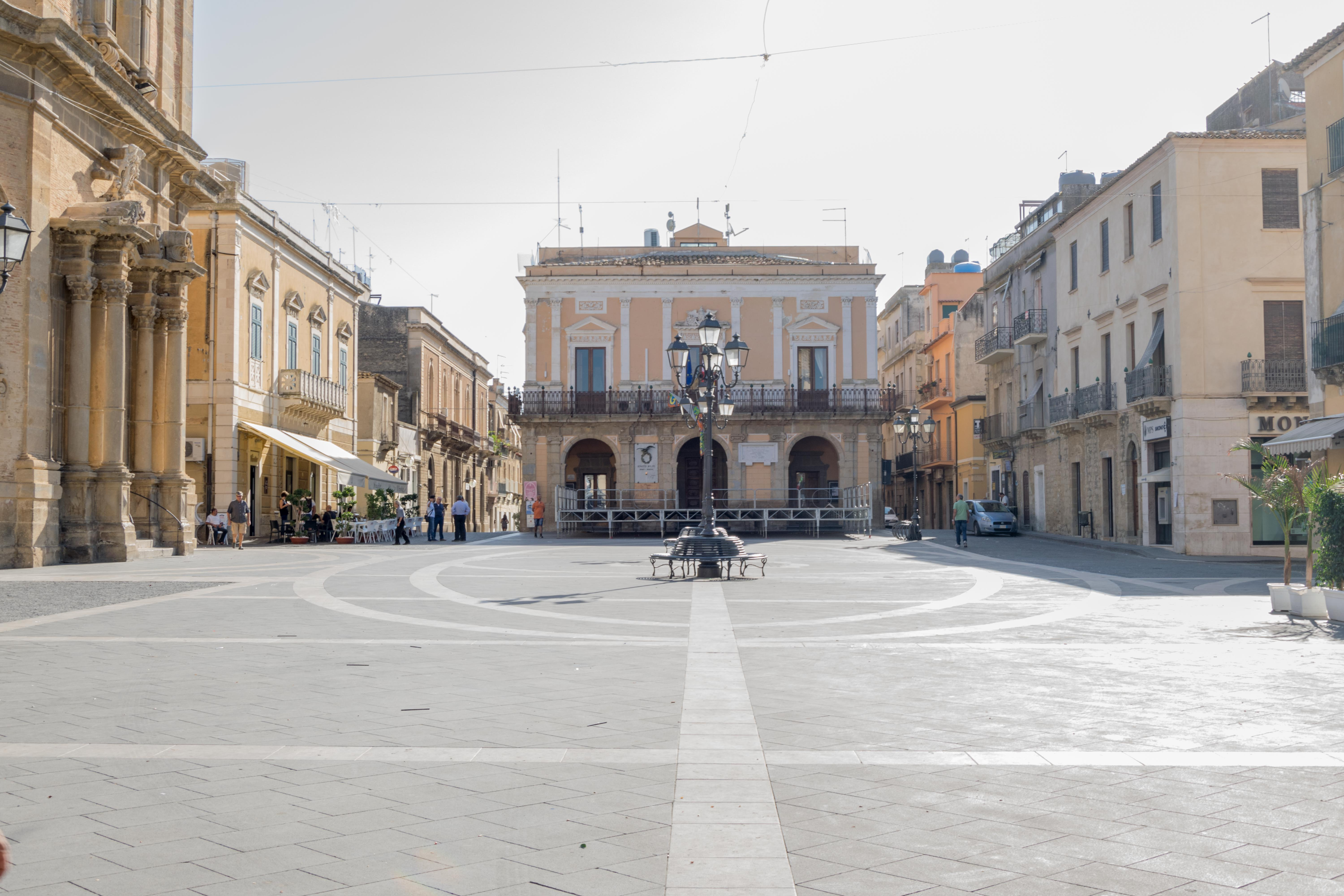
Piazza Victor-Emmanuel III, Niscemi.
Sant'Angelo Limosano - Escalier Vittorio Emanuele III
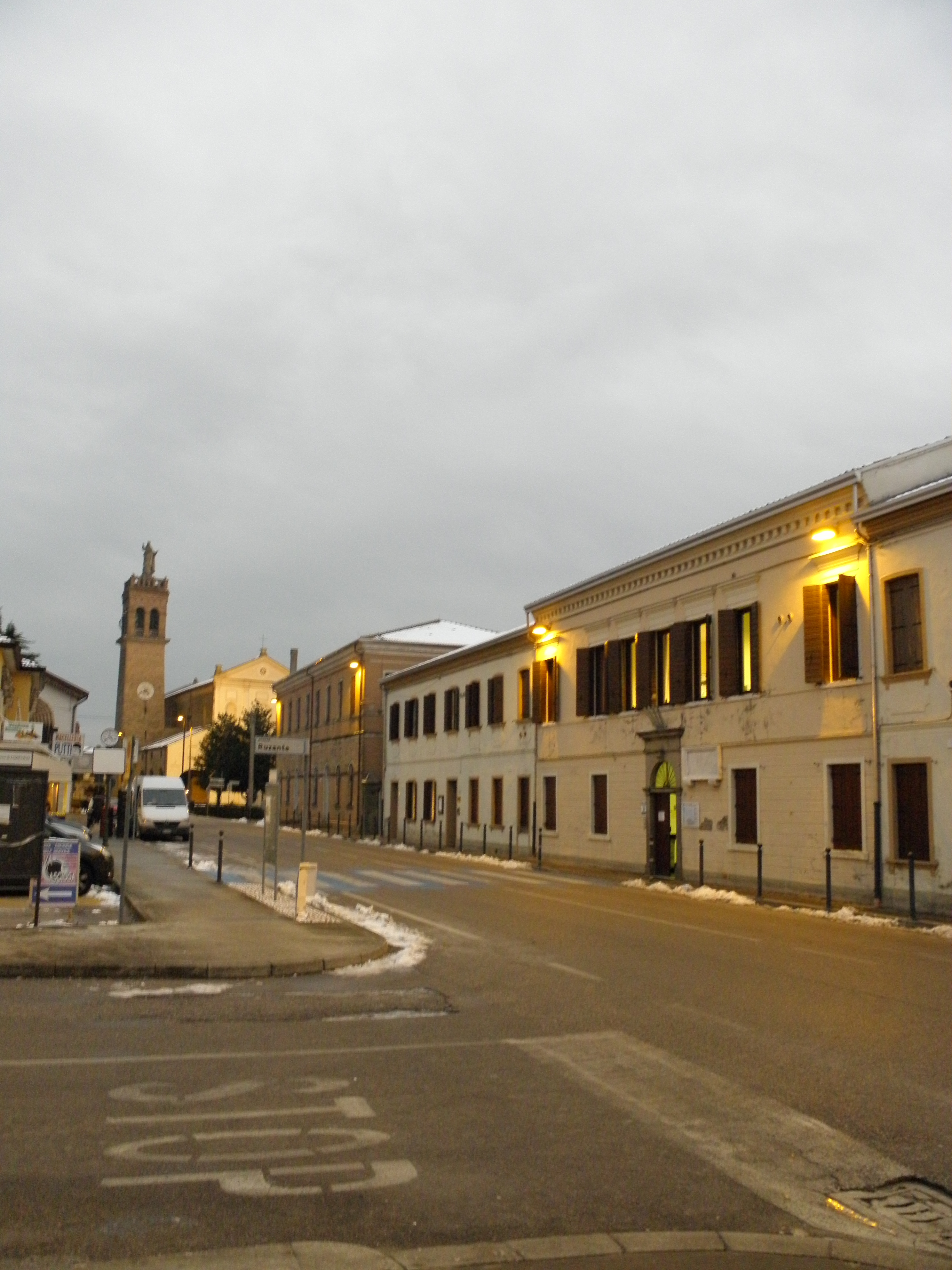
Codevigo, Via Vittorio Emanuele III. À droite la mairie, au fond l'église paroissiale San Zaccaria.
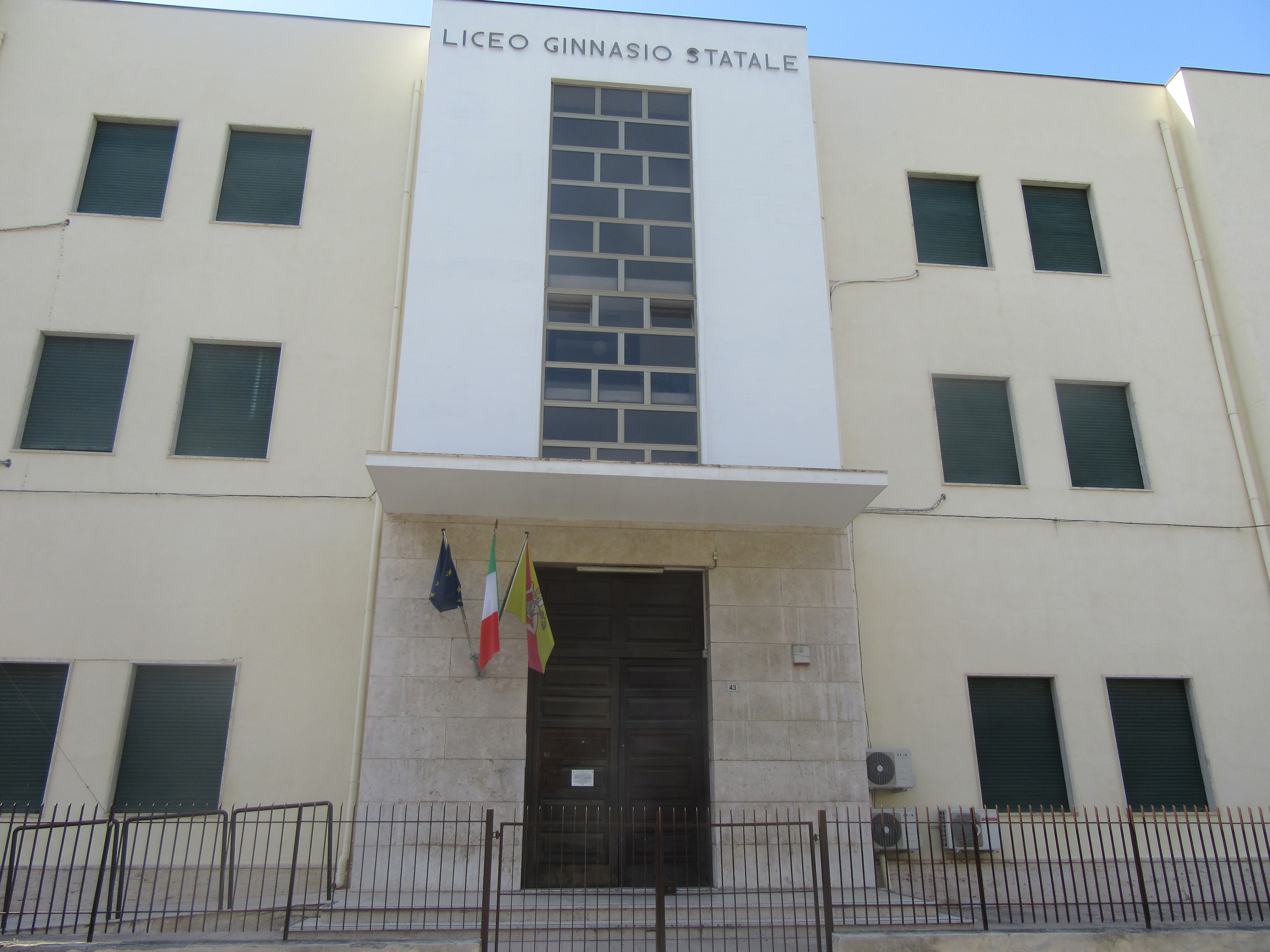
Lycée Vittorio Emanuele III, Patti
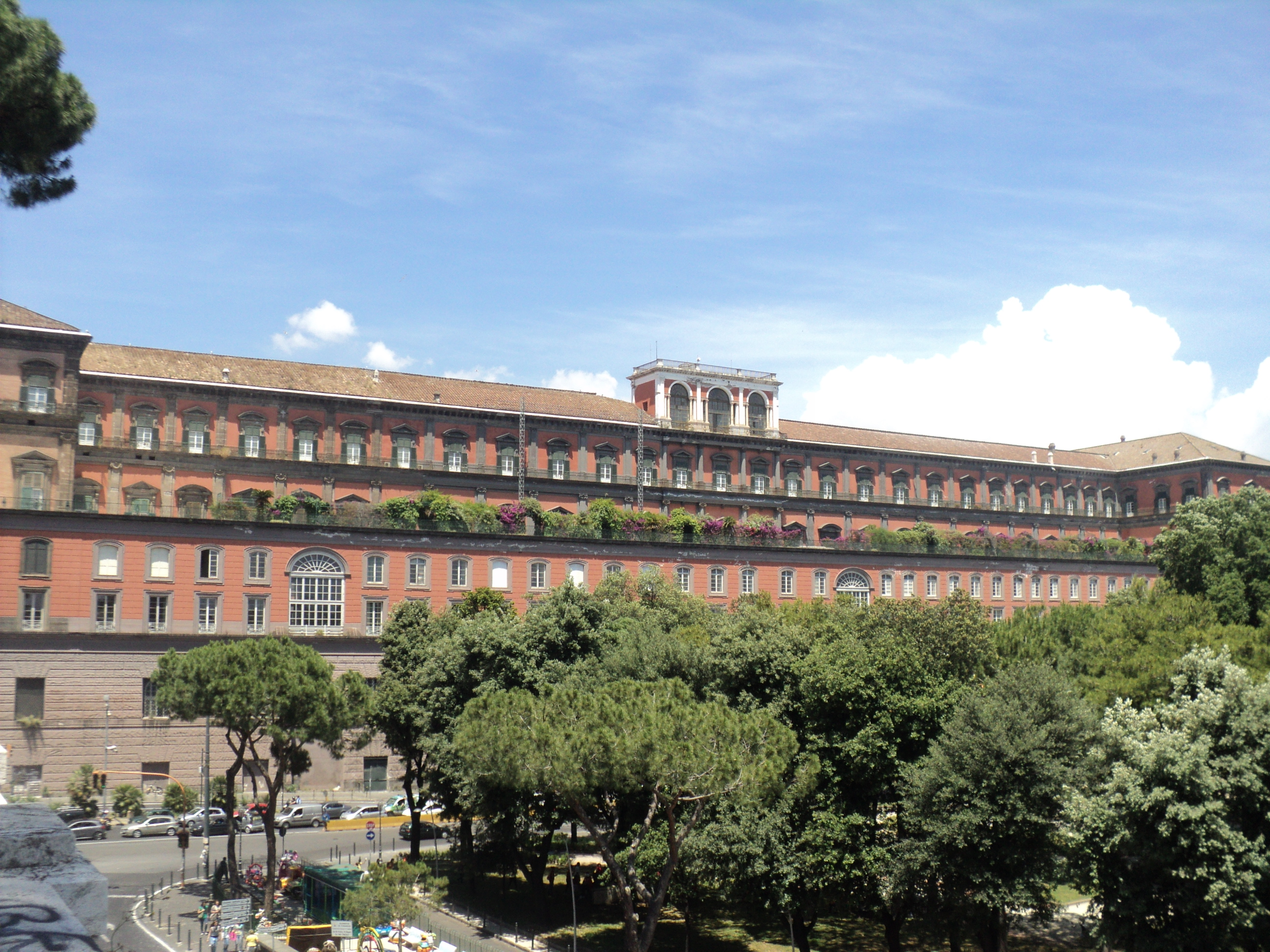
Bibliothèque nationale Vittorio Emanuele III, Naples

### À l'étranger
- Avenue Victor-Emmanuel III à Paris entre 1918 et 1945, appelée ensuite avenue Franklin-D.-Roosevelt
- Avenue Victor-Emmanuel III à Uccle (Belgique)